# Chronologie der Julikrise 1914
Die Chronologie der Julikrise 1914 zeigt Entscheidungen, Gespräche und Korrespondenz der Entscheidungsträger und wichtiger Diplomaten während der Julikrise 1914.

Die offizielle Bündnissituation in der Julikrise

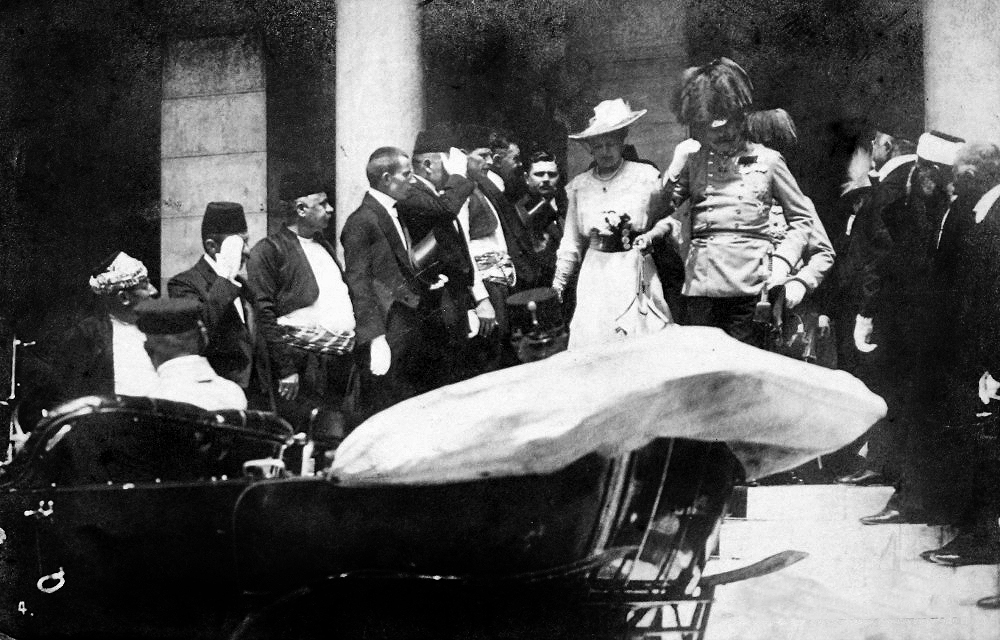
Abfahrt Franz Ferdinand von Österreich-Este, Thronfolger von Österreich-Ungarn, und seiner Frau Sophie Chotek von Chotkowa vom Rathaus in Sarajewo, fünf Minuten vor dem Attentat

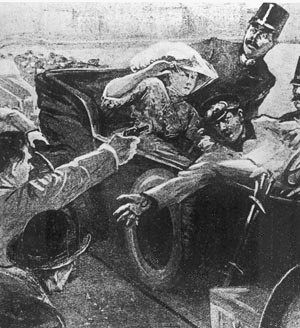
Gavrilo Princip erschießt Erzherzog Franz Ferdinand und dessen Frau

## 26. Kalenderwoche

Feldzeugmeister Oskar Potiorek gilt verantwortlich für die laxen Sicherheitsvorkehrungen in Sarajewo, zudem setzte er sich für die Fortführung des Besuchs nach dem ersten Attentat ein

### 28. Juni (Sonntag)
- Attentat von Sarajevo: Ermordung von Franz Ferdinand von Österreich-Este, Thronfolger von Österreich-Ungarn, und seiner Frau Sophie Chotek von Chotkowa.
- Schreiben des k.u.k. Landeschefs für Bosnien und Herzegowina Oskar Potiorek an Finanzminister Leon Biliński: „Nach den bisherigen Erhebungen ist konstatiert, dass der Bombenwerfer jener serbischen Sozialistengruppe angehört, welche die Parole aus Serbien zu erhalten pflegt“[1]

## 27. Kalenderwoche

### 29. Juni (Montag)
- Unterredung des k.u.k. Minister des Äußeren Leopold Berchtold und Generalstabschef Franz Conrad (von Hötzendorf): Conrad fordert sofortige Schritte, „[…] zu wirken vermag nur die Gewalt“. Berchtold sah zwar auch den „Moment zur Lösung der serbischen Frage“ gekommen, will jedoch die Untersuchung abwarten und hält eine diplomatische Vorbereitung für notwendig.[2]

### 30. Juni (Dienstag)
- Der deutsche Botschafter in Wien, Heinrich von Tschirschky, berichtet nach Berlin (Eingang dort 2. Juli): „Graf Berchtold sagte mir heute, alles deute darauf hin, dass die Fäden der Verschwörung, der der Erzherzog zum Opfer gefallen sei, in Belgrad zusammenliefen […] Hier höre ich, auch bei ernsteren Leuten, vielfach den Wunsch, es müsse einmal gründlich mit den Serben abgerechnet werden. Man müsse den Serben eine Reihe von Forderungen stellen und falls sie diese nicht akzeptieren, energisch vorgehen. Ich benutze jeden solchen Anlass, um ruhig, aber nachdrücklich und ernst vor übereilten Schritten zu warnen.“[3]
- Das deutsche Auswärtige Amt (Arthur Zimmermann) gibt den britischen und russischen Botschaftern zu verstehen, dass es Komplikationen vermeiden wolle. Die Tat jugendlicher Anarchisten könne nicht dem Staat Serbien zugerechnet werden, allerdings müsse Serbien zur Aufklärung beitragen.[4]

### 1. Juli (Mittwoch)

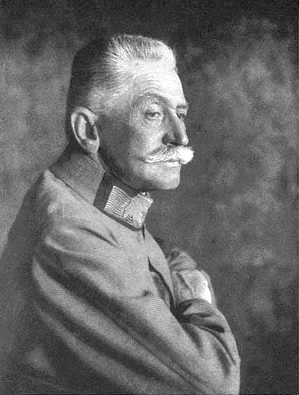
Franz Conrad von Hötzendorf plädierte unmittelbar nach dem Attentat für den Krieg

- Unterredung des k.u.k. Minister des Äußeren Leopold Berchtold und Generalstabschef Conrad: Berchtold teilt Conrad mit, dass Kaiser Franz Joseph I. ebenfalls die Untersuchung abwarten wolle. Die Ministerpräsidenten Karl Stürgkh und István Tisza plädieren für Zurückhaltung, Tisza ist zu diesem Zeitpunkt generell gegen Krieg (und schreibt dies am selben Tag auch an Kaiser Franz Joseph), Stürgkh will die Untersuchung abwarten. Conrad wiederholt, dass der „unter Patronanz Serbiens verübte Mord“ ein Kriegsgrund sei. Er stimmt jedoch Berchtold zu, dass Österreich-Ungarn ohne Rückendeckung Deutschlands die Hände gebunden seien.[5]
- Unterredung Alexander Hoyos und Victor Naumann: Naumann gibt seiner Überzeugung Ausdruck, dass Deutschland einen Krieg gegen Serbien decken würde.[6]

### 2. Juli (Donnerstag)

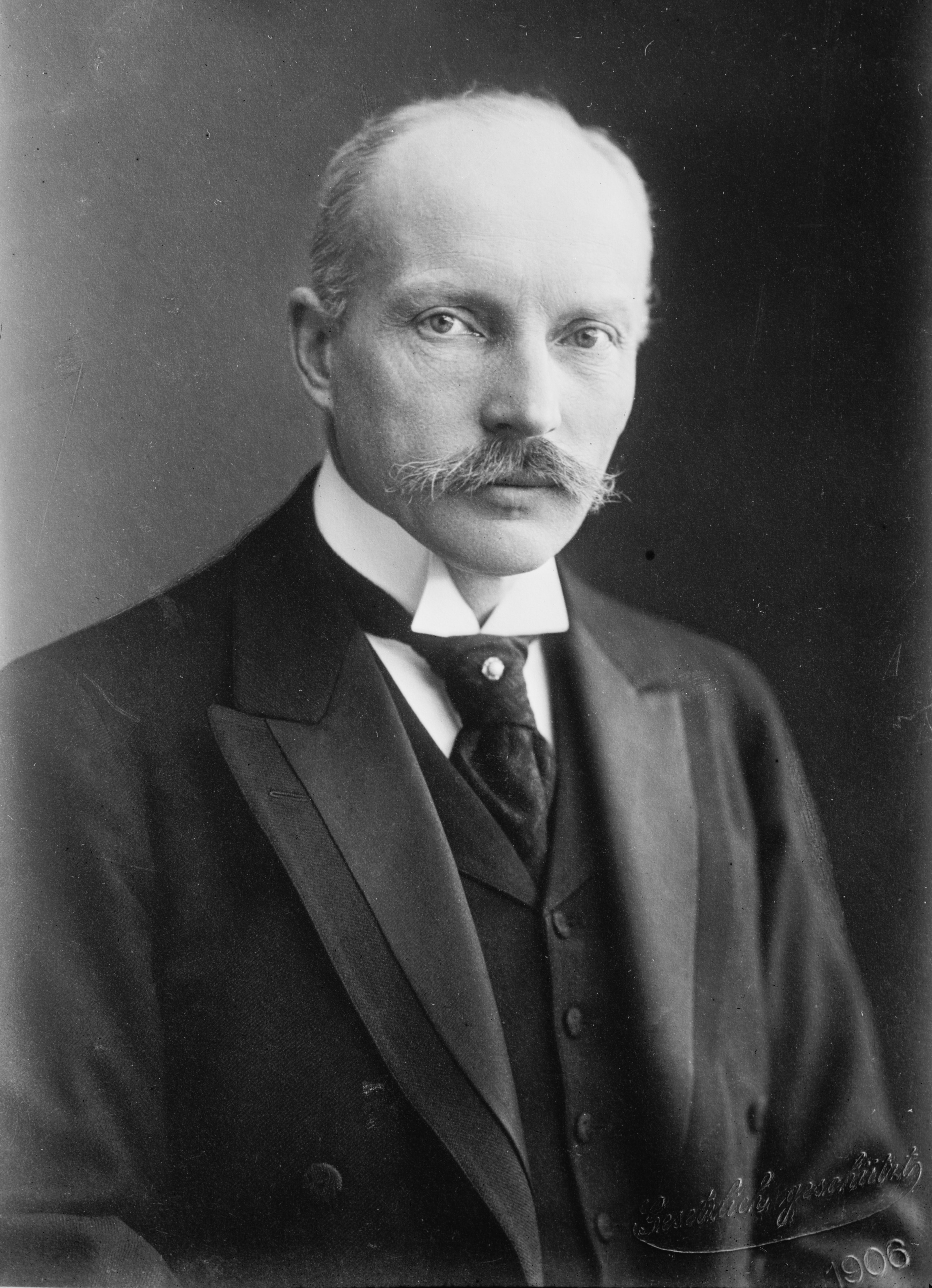
Der deutsche Botschafter Heinrich von Tschirschky mahnt in Wien zunächst zur Besonnenheit, nach einem von Wilhelm II. ausgehenden Verweis drängt er zum Krieg

- Schreiben von Franz Joseph I. an Wilhelm II.: „Das gegen meinen armen Neffen verübte Attentat ist die direkte Folge der von den russischen und serbischen Panslawisten betriebenen Agitation, deren einziges Ziel die Schwächung des Dreibundes und die Zertrümmerung meines Reiches ist. Nach allen bisherigen Erhebungen hat es sich in Sarajewo nicht um die Bluttat eines Einzelnen, sondern um ein wohlorganisiertes Komplott gehandelt, dessen Fäden nach Belgrad reichen […] Auch Du wirst nach diesem jüngsten furchtbaren Geschehnissen in Bosnien die Ueberzeugung haben, dass an eine Versöhnung des Gegensatzes, welcher Serbien von uns trennt, nicht mehr zu denken ist, und dass die erhaltende Friedenspolitik aller europäischen Monarchien bedroht sein wird, solange dieser Herd von verbrecherischer Agitation in Belgrad ungestört fortlebt.“[7]
- Gespräche des deutschen Botschafters Tschirschky mit Kaiser Franz Joseph und Außenminister Berchtold: Tschirschky mahnt in beiden Fällen zur Besonnenheit.[8]
- Das deutsche Auswärtige Amt spricht sich gegen einen österreichisch-serbischen Krieg aus, da sich daraus ein Weltkrieg entwickeln könne. Deutsche Militärkreise sprechen sich dagegen für den allgemeinen Krieg aus, da die militärische Situation derzeit noch vergleichsweise günstig sei und sich in Zukunft zum Schlechteren entwickele (siehe Kriegsrat vom 8. Dezember 1912).[9]

### 3. Juli (Freitag)
- Laut General Georg von Waldersee plädiere der Große Generalstab in Berlin für den allgemeinen Krieg.[10]

### 4. Juli (Samstag)

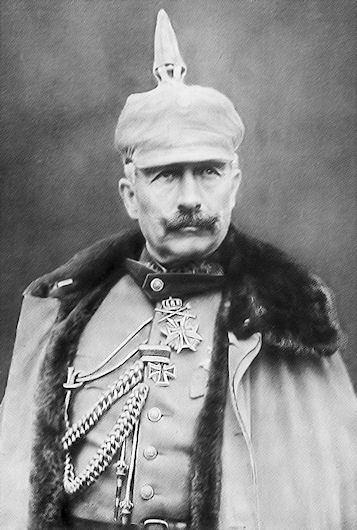
Wilhelm II.: Mit den Serben muss aufgeräumt werden und zwar bald.

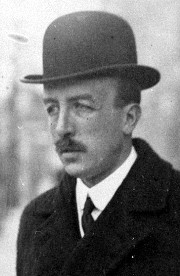
Alexander Graf von Hoyos führte in Berlin die nach ihm benannte Mission Hoyos durch

- Unterstaatssekretär des Äußeren Arthur Zimmermann mahnt Ladislaus von Szögyény-Marich (österreichisch-ungarischer Botschafter in Berlin) zur Vorsicht, man solle keine demütigenden Forderungen an Serbien stellen.[11]
- Wilhelm II. gibt Tschirschkys Bericht vom 30. Juni (siehe dort) an den Reichskanzler und das Auswärtige Amt zurück. Zum Referat von Tschirschky, demgemäß in Wien der Wunsch geäußert werde, „es müsse einmal gründlich mit den Serben aufgeräumt werden“ vermerkte der Kaiser: „jetzt oder nie“. Zur Darstellung von Tschirschky, dass er in Wien vor übereilten Schritten warne, vermerkte Wilhelm II.: „Wer hat ihn dazu ermächtigt? Das ist sehr dumm! Geht ihn gar nichts an, da es lediglich Österreichs Sache ist, was er hierauf zu thun gedenkt. Nachher heisst es dann, wenn es schief geht, Deutschland hat nicht gewollt! Tschirschky soll den Unsinn gefälligst lasse! Mit den Serben muss aufgeräumt werden und zwar bald.“ – Das kaiserliche Votum gibt den Ausschlag zugunsten der militärischen und gegen die politische Führung, Tschirschky erhält einen Verweis, das Auswärtige Amt wechselt umgehend die Position.[12]
- Ein Vertrauensmann der Deutschen Botschaft und Korrespondent der Frankfurter Zeitung spricht im k.u.k. „Pressedepartement des Ministeriums des Aeussern“ vor und erklärt, dass Tschirschky nunmehr ein möglichst baldiges Losschlagen gegen Serbien nachdrücklich empfehle (im Gegensatz zu seiner Position noch wenige Tage zuvor).[13]
- Der französische Staatspräsident Raymond Poincaré mahnt den k.u.k. Botschafter Miklós Szécsen (k.u.k. Botschafter in Paris) zur Zurückhaltung.[14]
- Der k.u.k. Legationsrat Alexander Hoyos wird nach Berlin entsandt (Mission Hoyos).[15]

### 5. Juli (Sonntag)

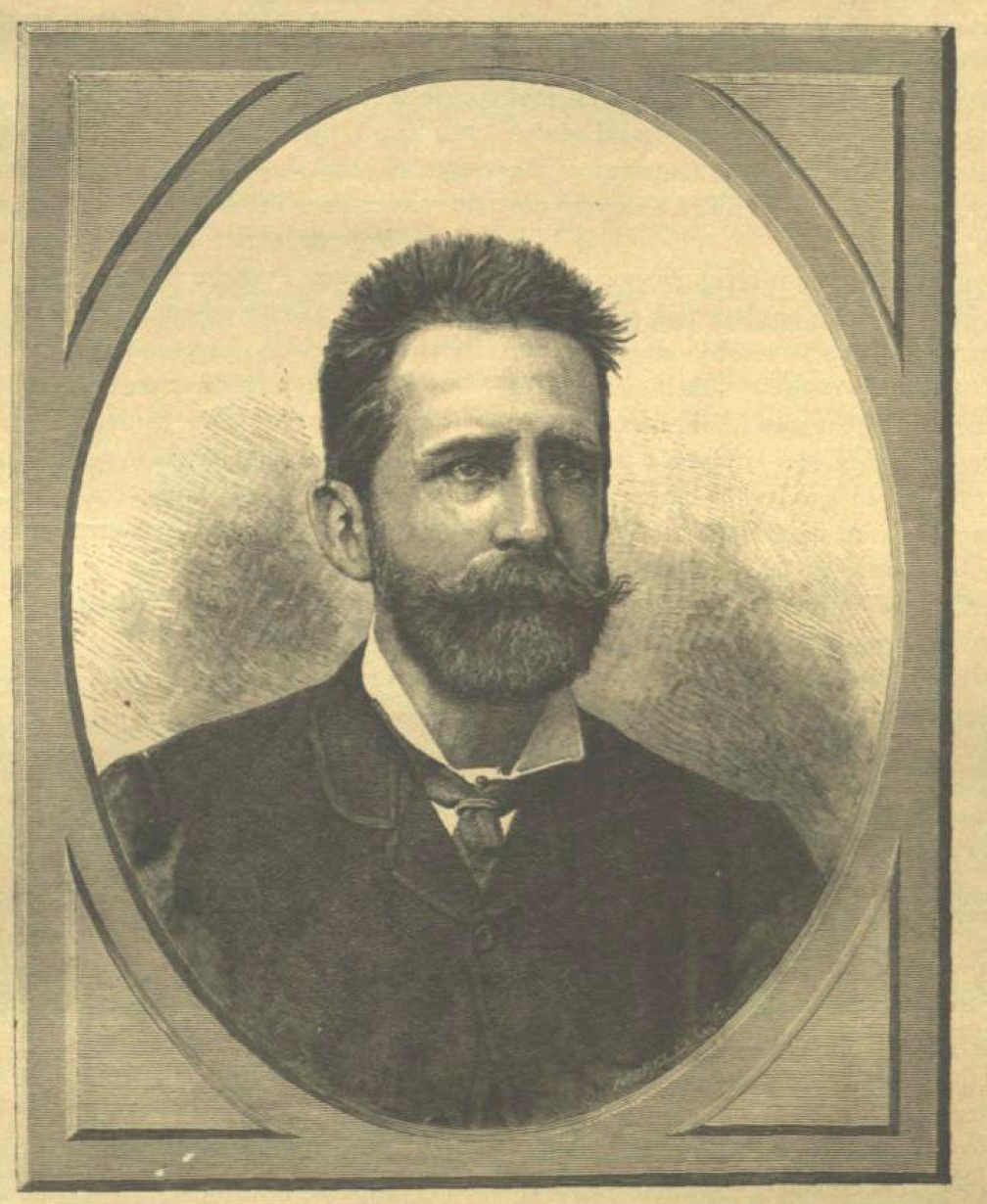
Ladislaus von Szögyény-Marich, k.u.k Botschafter in Berlin

- K.u.k. Botschafter Ladislaus von Szögyény-Marich übergibt Wilhelm II. vor einem gemeinsamen Déjeuner (hier: kleines Mittagessen) die von Alexander Hoyos am Morgen mitgebrachte Denkschrift der k.u.k. Regierung und Franz Josephs Handschreiben vom 2. Juli. Letzteres fasst auch die Gedankengänge der Denkschrift kurz zusammen (siehe oben). Wilhelm liest beide Schriftstücke in Anwesenheit von Szögyény, reagiert zunächst zurückhaltend und führt mögliche ernste europäische Konsequenzen an, die man bedenken müsse. Nach dem Déjeuner (etwa 13 Uhr) ermächtigt Wilhelm II. jedoch Szögyény, er könne Franz Joseph melden, dass er auch im Falle europäischer Verwicklungen auf „die volle Unterstützung Deutschlands“ rechnen könne. Er, Wilhelm II., müsse jedoch noch (verfassungsrechtlich korrekt) die Meinung des Reichskanzlers hören, aber zweifele nicht an dessen Zustimmung. Eine Aktion gegen Serbien müsse jedoch schnell erfolgen. Szögyény setzt um 19:35 Uhr ein entsprechendes Telegramm nach Wien ab, das bei der k.u.k Regierung um 22 Uhr eingeht.[16]
- Audienz von Generalstabschef Franz Conrad (von Hötzendorf) bei Franz Joseph, der Conrads Meinung zustimmt: Falls Deutschland Rückendeckung gegen Russland gibt, „dann führen wir Krieg gegen Serbien“.[17]

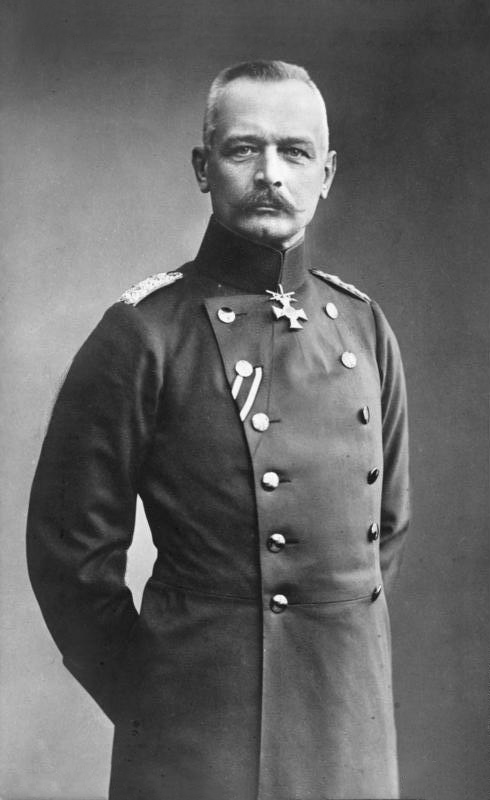
Erich von Falkenhayn: Das Heer ist uneingeschränkt für alle Fälle bereit

- 17 Uhr: Wilhelm II. beordert Reichskanzler Theobald von Bethmann Hollweg, Kriegsminister Erich von Falkenhayn, Generaladjutant Hans von Plessen, Chef des Militärkabinetts Moriz von Lyncker und Unterstaatssekretär Arthur Zimmermann ins Neue Palais, trägt ihnen die vom k.u.k. Botschafter Szögyény überbrachten Schreiben vor und befragt Falkenhayn, „ob das Heer für alle Fälle bereit“ sei. Falkenhayn bejaht dies ohne Einschränkung. Die Militärs plädieren für ein möglichst schnelles Vorgehen gegen Serbien. Die Frage Falkenhayns, ob Vorbereitungen zu treffen seien, verneint Wilhelm II. Ähnlich verläuft ein gesondertes Gespräch mit Marineoffizier Hans Zenker.[18]
- 18 Uhr: gesonderte Unterredung Wilhelm II. mit Reichskanzler Theobald von Bethmann Hollweg und Arthur Zimmermann. Der Kaiser erklärt nach den Aufzeichnungen Bethmann Hollwegs: „Unseres Amtes sei es aber nicht, dem Bundesgenossen zu raten, was auf die Serajewoer Bluttat zu tun sei. Darüber müsse Österreich-Ungarn selbst befinden. Direkter Anregungen und Ratschläge sollten wir uns um so mehr enthalten, als wir mit allen Mitteln dagegen arbeiten müssten, dass sich der österreichisch-serbische Streit zu einem internationalen Konflikt auswachse. Kaiser Franz Joseph aber müsse wissen, dass wir auch in ernster Stunde Österreich-Ungarn nicht verlassen würden. Unser eigenes Lebensinteresse erfordere die unversehrte Erhaltung Österreichs.“ Der Reichskanzler stimmt ohne Abstriche zu und billigt damit die kaiserlichen Zusagen an Szögyény.[19]

## 28. Kalenderwoche

### 6. Juli (Montag)

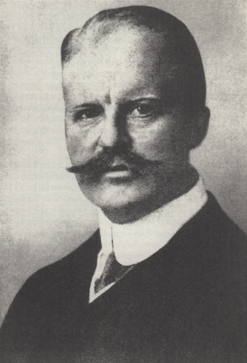
Arthur Zimmermann, Unterstaatssekretär des Äußeren und aufgrund Jagows Abwesenheit de facto deutscher Außenminister in der ersten Phase der Julikrise

- 15 Uhr: Gespräch Reichskanzler Theobald von Bethmann Hollweg und Unterstaatssekretär Arthur Zimmermann mit k.u.k. Botschafter Ladislaus von Szögyény-Marich und k.u.k. Legationsrat Alexander Hoyos: Der Reichskanzler trägt unter anderem vor, dass Österreich-Ungarn alleine entscheiden müsse, was in Bezug auf Serbien zu geschehen habe. Hierbei könne Österreich-Ungarn, wie auch immer seine Entscheidung ausfalle, „mit Sicherheit darauf rechnen, dass Deutschland als Bundesgenosse und Freund der [k.u.k.] Monarchie hinter ihr stehe“. Szögyény gibt in Berlin um 17:10 Uhr ein Telegramm mit dem entsprechenden Bericht auf, das in Wien um 20 Uhr eingeht.[20]
- Der deutsche Botschafter in London, Karl Max von Lichnowsky, deutet gegenüber dem britischen Außenminister Edward Grey an, dass Österreich gegen Serbien militärisch vorgehen könnte.[21]

### 7. Juli (Dienstag)

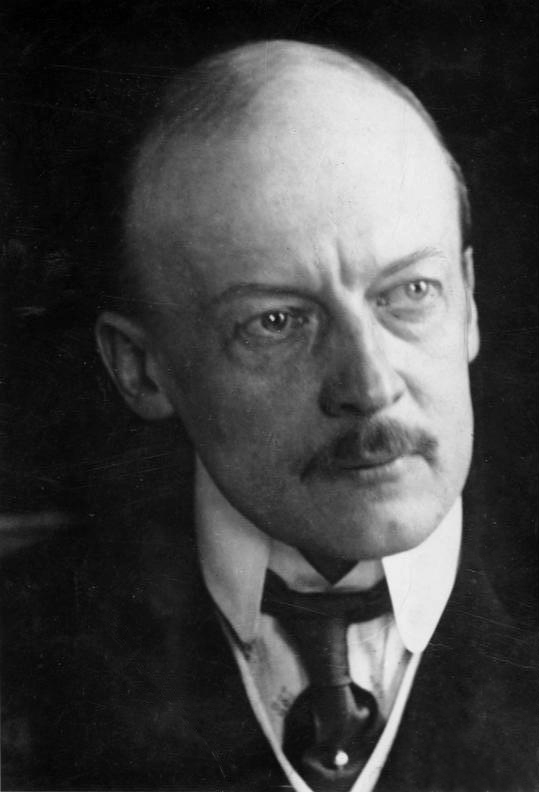
Leopold Graf Berchtold forderte im Ministerrat für gemeinsame Angelegenheiten vom 7. Juli 1914, Serbien durch eine Kraftäußerung für immer unschädlich zu machen

- Sitzung des Gemeinsamen Ministerrates in Wien, Teilnehmer: k.u.k. gemeinsamer Minister des Äußeren Leopold Berchtold, österreichischer k.k. Ministerpräsident Karl Stürgkh, ungarischer Ministerpräsident István Tisza, k.u.k Finanzminister Leon Biliński, k.u.k. Kriegsminister Alexander von Krobatin, k.u.k. Generalstabschef Franz Conrad (von Hötzendorf), k.u.k. Konteradmiral Karl Kailer von Kaltenfels, k.u.k. Legationsrat Alexander Hoyos: Berchtold stellt die Frage in den Raum, „ob der Moment nicht gekommen sei, um Serbien durch eine Kraftäusserung für immer unschädlich zu machen“, verweist auf die „unbedingte Unterstützung Deutschlands“ und auf die deutsche Empfehlung, möglichst schnell zu handeln. Lediglich der ungarische Ministerpräsident Tisza wendet sich gegen den sofortigen Krieg: man müsse Serbien zunächst eine diplomatische Niederlage bereiten. Alle anderen Teilnehmer sind der Ansicht, „dass die jetzige Gelegenheit zu einer kriegerischen Aktion gegen Serbien verwendet werden sollte“. Für die eigene militärische Mobilisierung werden 16 Tage veranschlagt. Berchtold fasst das Ergebnis der Sitzung zusammen, dass man sich trotz der abweichenden Meinung von Tisza nähergekommen sei, da auch die Vorschläge von Tisza „aller Wahrscheinlichkeit nach zu der von ihm [Berchtold] und den übrigen Mitgliedern der Konferenz für notwendig gehalten kriegerischen Auseinandersetzung mit Serbien führen werden.“[22]

### 8. Juli (Mittwoch)

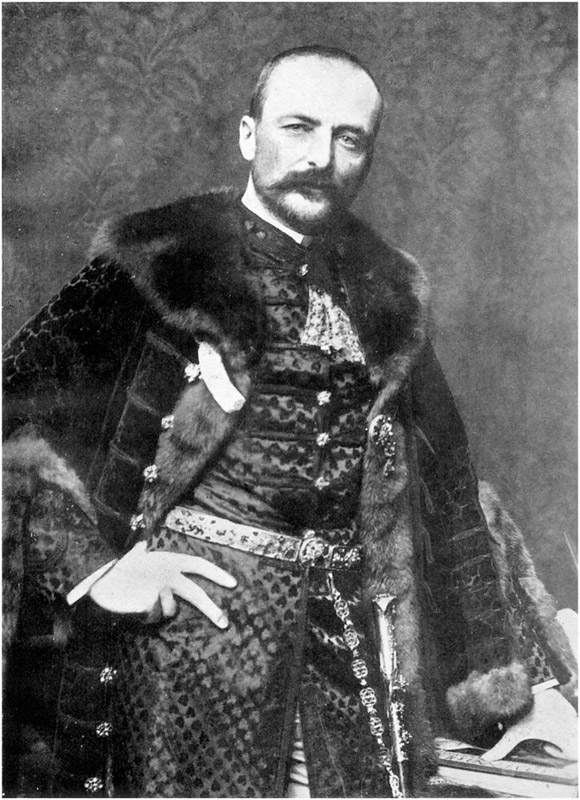
Ministerpräsident Tisza: Angriff auf Serbien würde nach jeder menschlichen Voraussicht eine Intervention Russlands und somit einen Weltkrieg heraufbeschwören

- Wien: der deutsche Botschafter Tschirschky teilt dem k.u.k. Außenminister Berchtold mit „allem Nachdruck“ mit, dass man in Berlin einem Telegramm Wilhelm II. zufolge „eine Aktion der [k.u.k.] Monarchie gegen Serbien erwarte und dass es in Deutschland nicht verstanden würde, wenn wir die gegebene Gelegenheit vorüber gehen liessen, ohne einen Schlag zu führen“. Berchtold leitet dies weiter an den ungarischen Ministerpräsident Tisza. Berchtold äußert gegenüber Tschirschky, falls Kaiser Franz Joseph der Meinung Tiszas zuneige, würde er dem Kaiser empfehlen, „die Forderungen so einzurichten, dass deren Annahme ausgeschlossen erscheint“.[23]
- Der ungarische Ministerpräsident Tisza schreibt an Franz Joseph und warnt vor den Folgen eines Krieges: „Ein […] Angriff auf Serbien würde nach jeder menschlichen Voraussicht eine Intervention Russlands und somit einen Weltkrieg heraufbeschwören“. Tisza empfiehlt eine „in gemessenem, aber nicht drohendem Tone gehaltene Note an Serbien, in welchen unsere konkreten Beschwerden aufzuzählen und praecise Petita mit denselben zu verbinden wären […] Sollte Serbien eine ungenügende Antwort geben oder die Sache verschleppen wollen, so wäre mit einem Ultimatum und sofort nach Ablauf desselben mit Eröffnung der Feindseligkeiten zu antworten.“ Dann hätte Österreich-Ungarn die „Schuld des Kriegs auf Serbien gewälzt“, da es sich „selbst nach der Sarajevoer Greueltat geweigert habe, die Pflichten eines anständigen Nachbarn ehrlich zu erfüllen.“[24]
- Der deutsche Botschafter in Wien, Tschirschky, informiert Reichskanzler Bethmann Hollweg und Staatssekretär Jagow über die Ergebnisse des k.u.k. Ministerrats und die Vorbehalte Tiszas.[25]

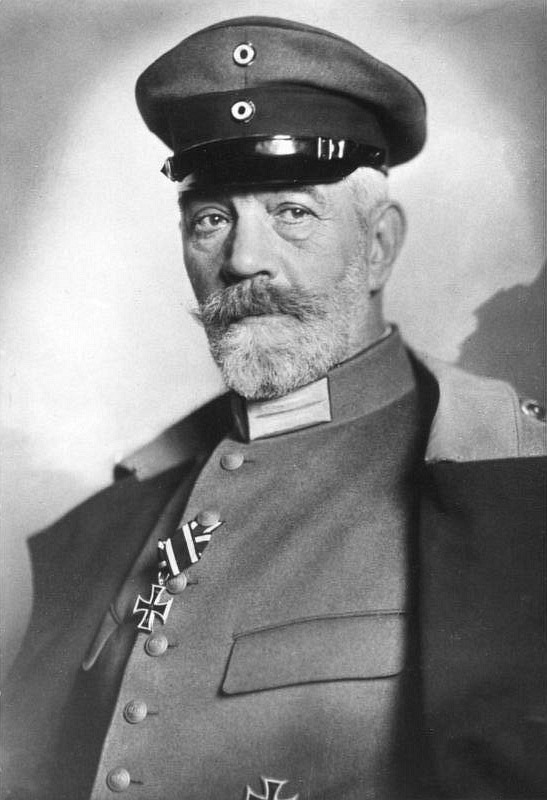
Reichskanzler Bethmann Hollweg steht der Krise zunächst fatalistisch gegenüber, später versucht er wider besseres Wissen Russland als alleinig Schuldigen für die Eskalation hinzustellen

- Kurt Riezler gibt in seinen Tagebucheinträgen vom 7. und 8. Juli 1914 von den Besprechungen mit Reichskanzler Bethmann Hollweg wesentliche Motive der Reichsleitung wieder: „Russlands militärische Macht schnell wachsend; bei strategischem Ausbau Polens die Lage unhaltbar. Österreich immer schwächer und unbeweglicher […], jedenfalls unfähig, für eine deutsche Sache als unser Verbündeter in den Krieg zu ziehen. Die Entente weiss das, wir infolgedessen völlig lahmgelegt […]. Der Kanzler spricht von schweren Entscheidungen. Ermordung Franz Ferdinands. Das amtliche Serbien beteiligt. Sendung Franz Josefs an den Kaiser mit Anfrage wegen Casus Foederis. Unser altes Dilemma bei jeder oesterreichischen Balkanaktion. Reden wir zu, so sagen sie, wir hätten sie hineingestossen; reden wir ab, so heisst es, wir hätten sie im Stich gelassen. Dann nähern sie sich den Westmächten deren Arme offen stehen, und wir verlieren den letzten mässigen Bundesgenossen […]. Eine Aktion gegen Serbien kann zum Weltkrieg führen. Der Kanzler erwartet von einem Krieg, wie er auch ausgeht, eine Umwälzung alles Bestehenden […]. Kommt der Krieg aus dem Osten, so dass wir also für Oesterreich-Ungarn und nicht Oest[erreich]-Ungarn für uns zu Felde zieht, so haben wir Aussicht, ihn zu gewinnen. Kommt der Krieg nicht, will der Zar nicht oder rät das bestürzte Frankreich zum Frieden, so haben wir doch noch Aussicht, die Entente über diese Aktion auseinander-zumanoeuvrieren.“[26]

### 9. Juli (Donnerstag)
- Kaiser Franz Joseph neigt (entsprechend dem ungarischen Ministerpräsident Tisza) der Ansicht zu, dass (zunächst) konkret Forderungen an Serbien zu stellen seien. Außenminister Berchtold sieht auch Vorteile in einem solchen Vorgehen, da damit das „Odium einer Überrumpelung Serbiens, das auf [k.u.k.] Monarchie fallen würde, vermieden und Serbien ins Unrecht gesetzt“ würde.[27]
- Das deutsche Auswärtige Amt drängt in Wien auf Eile, die „in Aussicht gestellte Aktion gegen Serbien [sollte] ohne Verzug in Angriff genommen werden“[28]
- Wilhelm II. wiederholt die Zusage der Unterstützung an Franz Joseph I. („auch in den Stunden des Ernsts [wirst Du] mich und mein Reich in vollem Einklang mit unsere altbewährten Freundschaft und unseren Bündnispflichten treu an Eurer Seite finden“).[29]
- Unterredung Reichskanzler Bethmann Hollweg mit Vizekanzler Clemens von Delbrück: Auf den Vorhalt von Delbrück, die derzeitige Entwicklung führe zum Krieg, antwortet Bethmann Hollweg, der mögliche Krieg könne nach seiner und Staatssekretär Gottlieb von Jagows Meinung „lokalisiert“ (räumlich eingegrenzt) werden.[30]
- London: Gespräch des deutschen Botschafters Lichnowskys mit dem britischen Außenminister Edward Grey: Grey äußert, dass es keine geheimen Abmachungen zwischen Großbritannien einerseits und Frankreich und Russland anderseits gebe, die Großbritannien im Falle eines europäischen Krieges Verpflichtungen auferlegen würde. Allerdings bestünden innige Beziehungen zu den genannten Mächten, es gebe auch „conversations“ zwischen den beiderseitigen Marine- und Militärbehörden seit 1906, da man seinerzeit glaubte, Deutschland wolle Frankreich angreifen. Im Übrigen beurteilt Grey die Lage optimistisch und erklärt sich bereit, beruhigend auf Sankt Petersburg einzuwirken. „Sehr viel würde freilich […] von der Art der etwa geplanten Maßnahmen abhängen, und ob dieselben nicht das slawische Gefühl in einer Weise erregten, die es Herrn Sasonow [(russischer Außenminister)] unmöglich machen würden, dabei passiv zu bleiben“.[31]

### 10. Juli (Freitag)
- Wien, Gespräch k.u.k. Außenminister Berchtold mit dem deutschen Botschafter Tschirschky: Laut Berchtold seien die Formulierung geeigneter Bedingungen an Serbien seine Hauptsorge und er wolle auch Berlins Meinung dazu wissen (das Auswärtige Amt lehnt Formulierungshilfen am 11. Juli ab, formuliert aber auch keine Vorbehalte). Die Beantwortung der Frist müsse kurz bemessen werden, wenngleich auch diese Frist genüge „um sich von Belgrad aus in Petersburg Weisungen zu holen. Sollten die Serben alle gestellten Forderungen annehmen, wo wäre das eine Lösung, die ihm [Berchtold]‚ sehr unsympathisch wäre, und er sinne noch darüber nach, welche Forderungen man stellen könne, die Serbien eine Annahme völlig unmöglich mache“.[32]

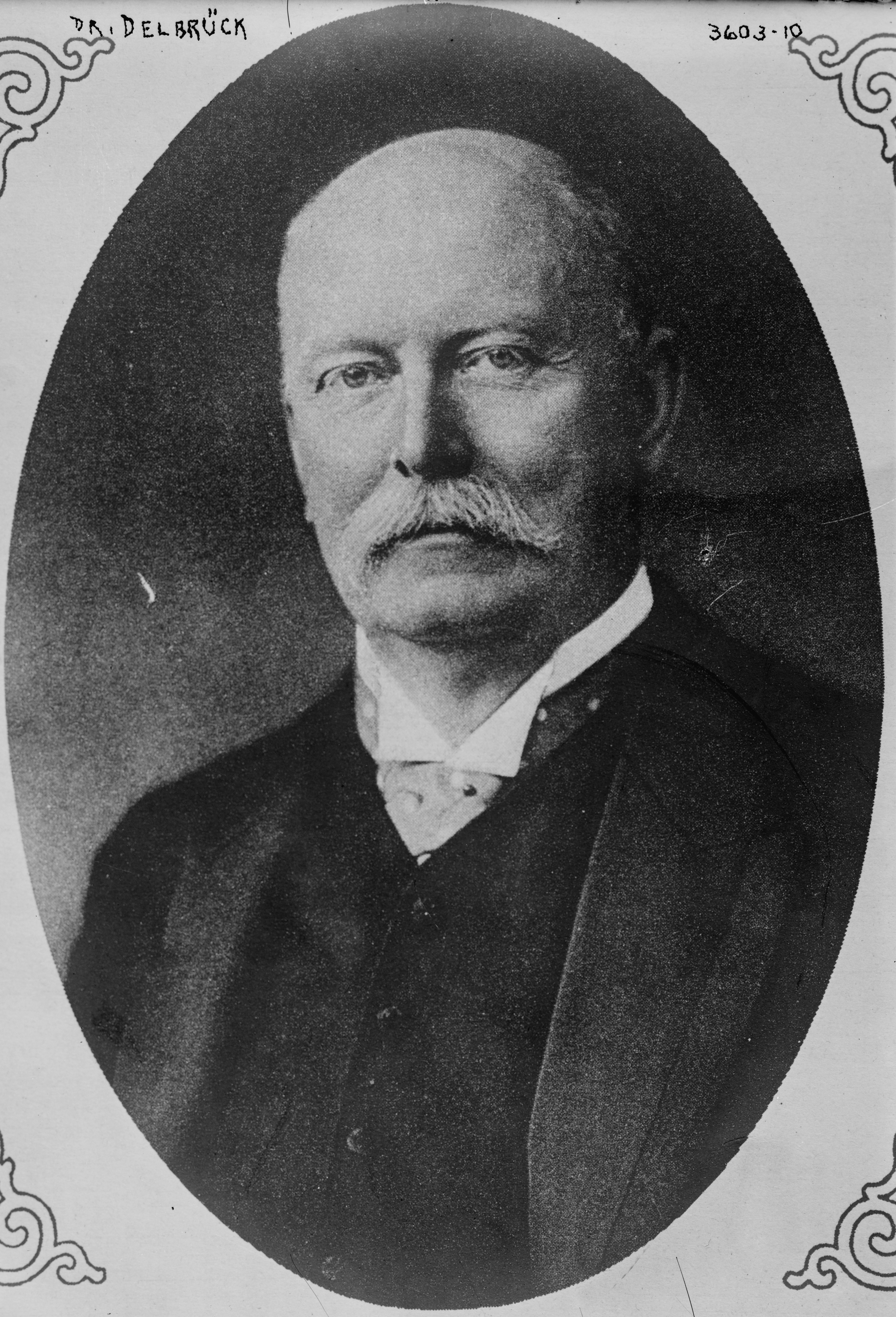
Clemens von Delbrück, Vizekanzler und Staatssekretär des Reichsamtes des Innern

- Berlin, Gespräch Vizekanzler Delbrück mit Staatssekretär Jagow, Aufzeichnung Delbrück: „Ich gewann aus der Unterredung den Eindruck, dass beide Staatsmänner [Bethmann Hollweg und Jagow] wohl mit der Möglichkeit kriegerischer Verwicklungen zwischen Österreich und Serbien rechneten, aber auch glaubten, einen allgemeinen europäischen Krieg verhindern zu können, und jedenfalls nicht beabsichtigten, den österreichisch-serbischen Zwischenfall zum Anlass eines Präventivkrieges zu nehmen“.[33]
- Der deutsche Botschafter in Wien, Tschirschky, meldet nach Berlin die grundsätzliche Entschlossenheit Wiens und zwei der späteren Bedingungen (Einsetzung eines k.u.k. Untersuchungsorgan in Belgrad, Auflösung von Vereinen und Entlassung einiger kompromittierter Offiziere) sowie die 48-Stunden Frist des kommenden Ultimatums an Serbien.[34]

### 11. Juli (Samstag)
- Wien: Der deutsche Botschafter Tschirschky fordert den k.u.k. Außenminister Berchtold wiederum zum schnellen Handeln auf. Berchtold stellt nochmals zwei der Bedingungen des Ultimatums dar (darunter jene, die zur Einschränkung der serbischen Souveränität führen würde). Weiter: „Die Frist zur Beantwortung der Note würde so kurz wie möglich, also vielleicht 48 Stunden, bemessen werden. Wird hier die Antwort als nicht genügend angesehen, so erfolgt sofort die Mobilmachung.“ Man wolle die Note nicht in der Zeit übergeben, solange die französische Regierung in Sankt Petersburg sei, da ansonsten dort die gemeinsame Haltung besprochen werden könnte. Die Note solle entweder vor der Abreise von Staatspräsident Poincaré aus Paris oder nach dessen Abreise aus St. Petersburg übergeben werden, also am 18. oder 24. Juli. Für letzteres Datum spreche, dass bis dahin die Erntearbeiten beendet seien, wodurch die Mobilisierung erleichtert und die wirtschaftlichen Verluste vermindert werden könnten.[35]
- Staatssekretär Jagow an Flotow (deutscher Botschafter in Rom): Italien soll vorerst nicht informiert werden.[36]

### 12. Juli (Sonntag)

Fürst Karl Max von Lichnowsky, einer der wenigen deutschen Diplomaten, die sich gegen den Krieg stemmten, vor allem warnte er vor der Illusion der Lokalisierung

- K.u.k. Außenminister Berchtold an den k.u.k. Botschafter in Rom, Kajetan Mérey: italienische Regierung soll nicht von der kommenden Aktion gegen Serbien eingeweiht werden.[37]
- Generalstabschef Conrad an Außenminister Berchtold: Gegner sollten nicht vorzeitig alarmiert und zu Gegenmaßnahmen veranlasst werden, nach einer Démarche (faktisch: Ultimatum) sollte aber sofort der Mobilisierungsbefehl gegeben werden.[38]
- Botschafter Tschirschkys Meldung über die 48-Stunden Frist und Inhalt zweier Bedingungen trifft in Berlin ein (siehe 11. Juli).[39]
- Erste deutsche Bemühungen zur Lokalisierung des kommenden Konflikts: Staatssekretär Gottlieb von Jagow schreibt an den deutschen Botschafter in London, Karl Max von Lichnowsky, (Entwurf der Instruktion: 7. Juli): Im Falle eines Krieges von Österreich-Ungarn gegen Serbien wünsche Deutschland „unter allen Umständen [eine] Lokalisierung des Konfliktes“. Lichnowsky solle auf die britische Presse einwirken, das Attentat als „Ausfluss einer mit dem Kulturgewissen Europas unvereinbaren politischen Verbrechermoral“ zu sehen und insofern kriegerische Schritte Österreichs verständlich sein müssten. Es müsse sorgfältig der Anschein vermieden werden, als hetze Deutschland die Österreicher zum Krieg. Lichnowsky antwortet am 14. und 15. Juli, dass er eine dementsprechende Einflussnahme nicht für möglich hält und warnt vor Illusionen zur Haltung Großbritanniens.[40]
- Bericht des k.u.k. Botschafters Ladislaus von Szögyény-Marich an Außenminister Berchtold (aus Berlin): „Seine Majestät Kaiser Wilhelm als auch alle anderen massgebende hiesigen Faktoren [stehen] nicht nur fest und bundestreu hinter der [k.u.k.] Monarchie, sondern sie ermuntern uns auch noch auf das Nachdrücklichste, den jetzigen Moment nicht verstreichen zu lassen, sondern energischst gegen Serbien vorzugehen und mit dem dortigen revolutionären Verschwörernest ein für alle Mal aufzuräumen, uns dabei ganz überlassend, welche Mittel wir dazu wählen für richtig halten.“[41]

## 29. Kalenderwoche

### 13. Juli (Montag)
- Bericht Sektionsrat Friedrich von Wiesner an k.u.k. Außenminister Berchtold: „Mitwissenschaft serbischer Regierung an der Leitung des Attentats oder dessen Vorbereitung und Beistellung der Waffen durch nichts erwiesen oder auch nur zu vermuten. Es bestehen vielmehr Anhaltspunkte, dies als ausgeschlossen anzusehen. Durch Aussagen Beschuldigter kaum anfechtbar festgestellt, daß Attentat in Belgrad beschlossen und unter Mitwirkung serbischen Staatsbeamten Ciganović' und Major Tankošic' vorbereitet, von welchen beiden Bomben, Brownings, Munition und Zyankali beigestellt. […] Aufgrund Aussagen Beschuldigter kaum zweifelhaft, dass Princip, Cabrinović, Grabes mit Bomben und Waffen auf Veranlassung Ciganovic von serbischen Organen geheimnisvoll über Grenze nach Bosnien geschmuggelt. Dieser organisierte Transport von Grenzhauptleuten Schabatz und Losnica geleitet und von Finanzwachorganen durchgeführt“, ob letztere über den Zweck des Transports Bescheid wussten, konnte jedoch nicht sicher festgestellt werden. Wiesner macht Vorschläge für das Ultimatum, die aufgenommen werden (Entlassung bzw. Strafverfahren gegen genannte Beteiligte in Serbien, Unterdrückung der Mitwirkung serbischer Regierungsorgane an Schmuggel über die Grenze).[42]
- Der deutsche Botschafter Tschirschky mahnt in Wien wiederum zur Eile.[43]

### 14. Juli (Dienstag)

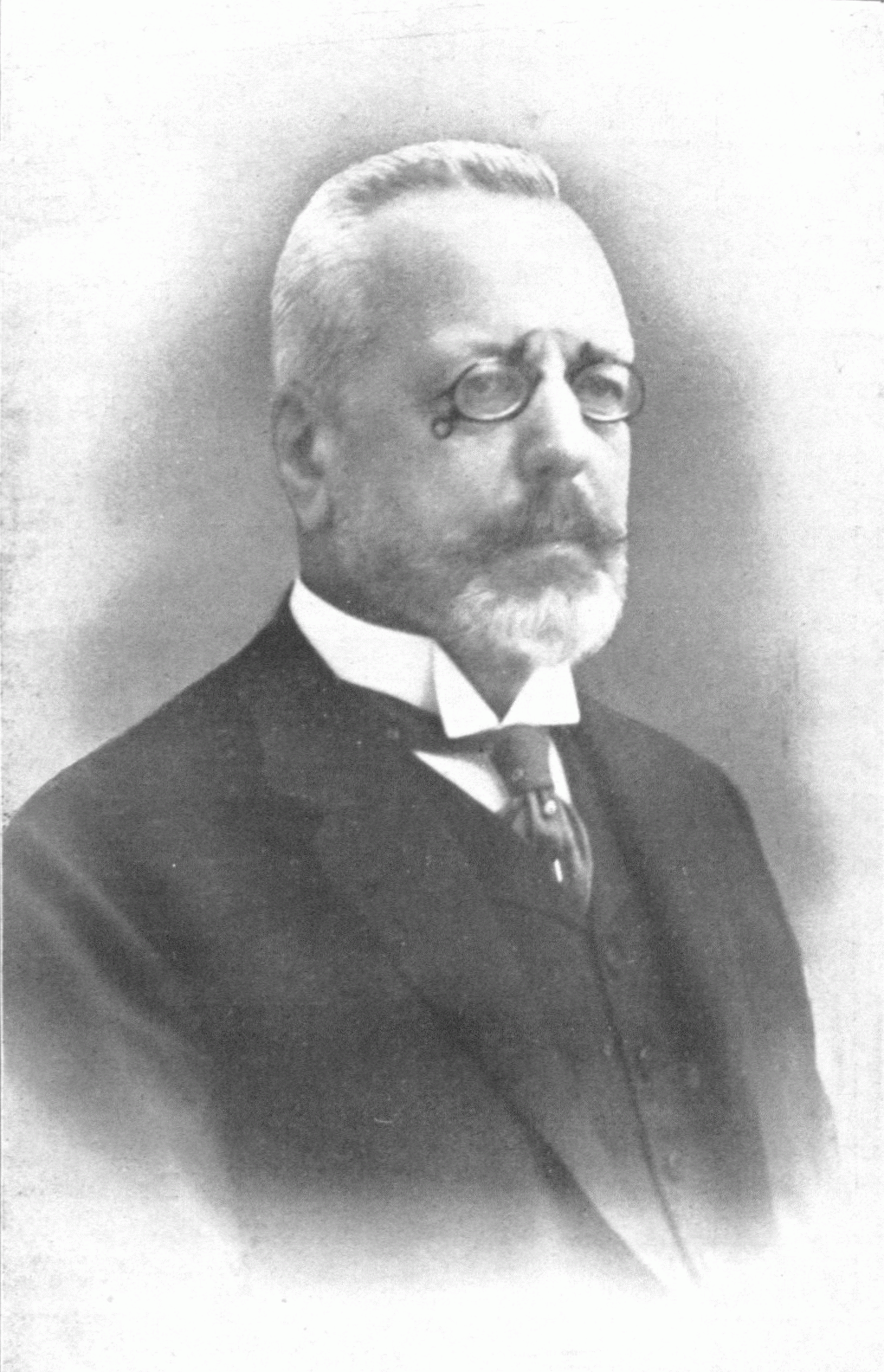
Stephan Burián, Minister am königlich ungarischen Hoflager in Wien

- Wien: Besprechung Außenminister Berchtold, österreichischer Ministerpräsident Stürgkh, ungarischer Ministerpräsident Tisza, Minister Burián: Einigkeit über die Note an Serbien: Note soll am 25. Juli überreicht werden, da dann [nach damaligen Kenntnisstand] der Besuch von Poincaré in Petersburg beendet sein werde. Eine Überreichung während der französisch-russischen Zusammenkunft würde dort nach Meinung der Anwesenden als Affront gesehen und zudem eine sofortige Absprache ermöglichen, die die Wahrscheinlichkeit eines kriegerischen Eingreifens Russlands und Frankreichs erhöhen würde. Tisza gibt die Bedenken gegen ein kurzfristiges Ultimatum auf, da Berchtold auf militärische Schwierigkeiten bei einem zu langen Zuwarten hinweist. Berlin wird darauf hingewiesen, dass der Aufschub der Übergabe keine Unschlüssigkeit bedeute, sondern nur mit Rücksicht auf Poincarés Anwesenheit in St. Petersburg erfolge. Berchtold in seinem Schreiben an Kaiser Franz Joseph: „Der heute festgesetzte Inhalt der nach Belgrad zu richtenden Note ist ein solcher, dass mit der Wahrscheinlichkeit einer kriegerischen Auseinandersetzung gerechnet werden muss. Falls Serbien aber trotzdem nachgeben und unseren Forderungen entsprechen sollte, so würde ein solches Vorgehen des Königreiches nicht nur eine tiefe Demütigung desselben und pari passu [lat.: gleichbedeutend] damit eine Einbusse des russischen Prestiges am Balkan bedeuten, sondern auch für uns gewisse Garantien in der Richtung der Einschränkung der grosserbischen Wühlarbeit auf unserem Boden involvieren.“[44]
- Der deutsche Botschafter in London, Lichnowsky, warnt Berlin wiederum vor Illusionen über die britische Haltung: „Es wird schwer halten, die gesamte serbische Nation als ein Volk von Bösewichtern und Mördern zu brandmarken […] Es ist vielmehr anzunehmen, dass die hiesigen Sympathien sich dem Serbentum sofort und in lebhafter Form zuwenden werden, sobald Österreich zu Gewalt greift, und dass die Ermordung des […] Thronfolgers nur als ein Vorwand gelten wird, […] um den unbequemen Nachbarn zu schädigen. Die britischen Sympathien, namentlich aber die der liberalen Partei, haben sich in Europa meist dem Nationalitätenprinzip zugewandt […] und haben bei Balkankrisen gewöhnlich den dortigen Slawen gegolten“.[45]

### 15. Juli (Mittwoch)

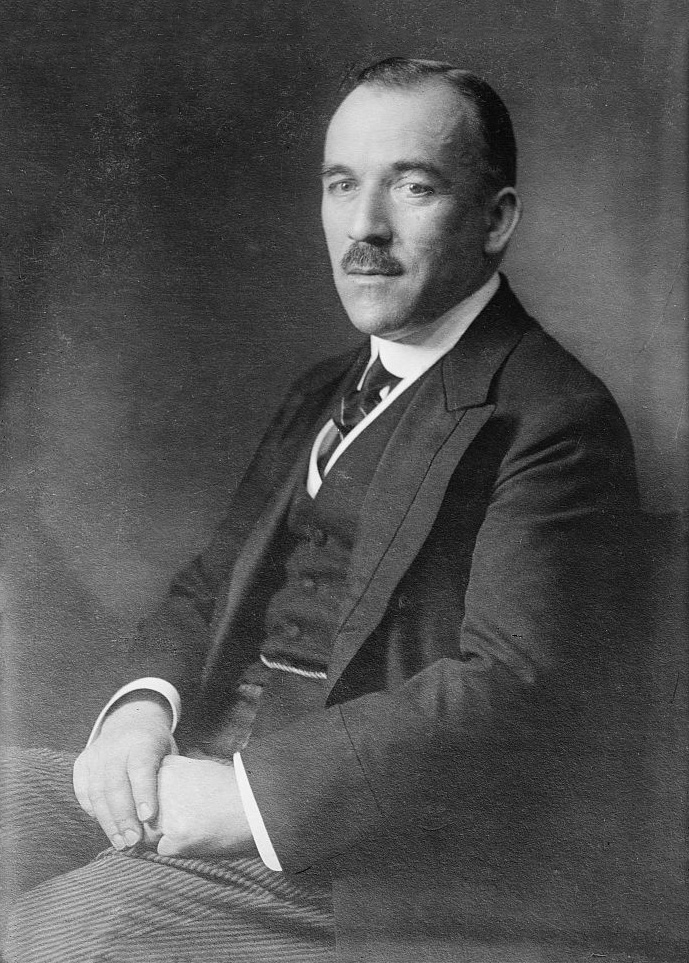
Gottlieb von Jagow, Staatssekretär im Auswärtigen Amt und damit de facto Außenminister des Deutschen Reiches

- Botschafter Tschirschkys Berichte über die Einigung in Wien treffen in Berlin ein.[46]
- Staatssekretär Jagow schreibt beschwörend an den deutschen Botschafter in London, Lichnowsky: „Es handelt sich jetzt um eine eminent politische Frage, um die vielleicht letzte Gelegenheit, dem Grosserbentum unter verhältnismässig günstigen Begleitumständen den Todesstoss zu versetzen. Versäumt Österreich diese Gelegenheit, so ist es um sein Ansehen geschehen, und es wird für unserer Gruppe ein noch schwächerer Faktor. Da bei den Ew. Durchl. [Lichnowsky] bekannten intimen Beziehungen Englands zu Russland eine andere Orientierung unserer Politik zur Zeit ausgeschlossen erscheint, ist es für uns vitales Interesse, die Weltstellung des österreichischen Bundesgenossen zu erhalten. Ew. Durchl. [Lichnowsky] ist bekannt, von welcher Bedeutung für uns bei etwaigen Konfliktsfolgen die Haltung Englands sein wird“. Staatssekretär Jagow schreibt auch Albert Ballin mit der Bitte, seine Kontakte nach England gegen eine weitere englisch-russische Annäherung zu nutzen.[47]
- Schreiben von Staatssekretär Jagow an den deutschen Botschafter in Wien, Tschirschky: „So austrophob im allgemeinen die italienische öffentliche Meinung ist, so serbophil habe sie sich bisher immer gezeigt […] Ein Zusammenbruch der Monarchie würde für Italien ja auch die Aussicht auf Gewinnung einiger langbegehrter Landesteile eröffnen. Es ist daher m.A. nach von grösster Bedeutung, dass Wien sich mit dem Kabinett von Rom über seine im Konfliktsfalle zu verfolgenden Ziele in Serbien auseinandersetzt und es auf seiner Seite oder – da der Konflikt mit Serbien allein keinen casus foederis bedeutet – strikt neutral hält. Italien hat nach seinen Abmachungen mit Österreich bei jeder Veränderung im Balkan zugunsten der Donaumonarchie ein Recht auf Kompensation […] Wie ich streng vertraulich vermerke, dürfte als einzige vollwertige Kompensation in Italien die Gewinnung des Trento erachtet werden […] Ew. Exz. [Tschirsky] bitte ich, die Haltung Italiens zum Gegenstand einer eingehenden vertraulichen Rücksprache mit dem Grafen Berchtold zu machen und dabei eventuell auch die Frage der Kompensation zu berühren.“[48]
- Der deutsche Botschafter in London, Lichnowsky, wiederholt seine Warnung vom Vortage.[49]

### 16. Juli (Donnerstag)

Kajetan Mérey von Kapos-Mére, k.u.k. Botschafter in Rom

- Der britische Außenminister Grey erhält erste Andeutungen über die Forderungen an Serbien. „Deutschland soll mit diesem Vorgehen völlig einverstanden sein […] Österreich-Ungarn würde jedenfalls ohne Rücksicht auf die Folgen vorgehen“.[50]
- Staatssekretär Jagow bedauert gegenüber k.u.k. Botschafter die Verzögerung beim Ultimatum an Serbien.[51]
- Der deutsche Botschafter in London, Lichnowsky, warnt wiederum Staatssekretär Jagow und in einem langen Schreiben auch Reichskanzler Bethmann Hollweg, dass „bei militärischen Massnahmen gegen Serbien gesamte öffentliche Meinung [in Großbritannien] gegen Österreich-Ungarn Stellung nehmen wird“.[52] „Es fragt sich für mich [Lichnowsky], ob es sich für uns empfiehlt, unsere Genossen in einer Politik zu unterstützen […] die ich als eine abenteuerliche ansehe […].“[53]
- Schreiben Reichskanzler Bethmann Hollweg an den Staatssekretär für das Reichsland Elsaß-Lothringen: „Im Falle eines österreichisch-serbischen Konfliktes kommt es vor allem darauf an, diese Auseinandersetzung zu isolieren. Wir haben Grund anzunehmen und müssen wünschen, dass das zur Zeit mit allerlei Sorgen belastete Frankreich alles tun wird, um Russland von einem Eingreifen abzuhalten. Diese Aufgabe wird den heutigen Machthabern in Paris wesentlich erleichtert werden, wenn die französischen Nationalisten in den nächsten Wochen keine Agitationsstoff zur Ausbeutung erhalten; ich habe deshalb in Berlin veranlasst, dass jede Presspolemik mit Frankreich für die nächsten Wochen nach Möglichkeit gestoppt wird, und möchte Sie bitten, in Strassburg ein gleiches zu tun. Es würde sich auch empfehlen, etwa dort geplante administrative Massnahmen, die in Frankreich agitatorisch aufgegriffen werden könnten, um einige Wochen zu verschieben. Wenn es uns gelingt, Frankreich nicht nur selbst stille zu halten, sondern auch in Petersburg zum Frieden mahnen zu lassen, so wird das eine für uns recht günstige Rückwirkung auf das französisch-russische Bündnis haben.“[54]
- Schilling (Direktor der Kanzlei des russischen Außenministeriums) äußert in Petersburg gegenüber dem italienischen Botschafter, dass Russland einen Angriff gegen Serbien nicht dulden würde, und bittet, dass die italienische Regierung dies Wien zu verstehen gibt.[55]

### 17. Juli (Freitag)
- Übergabedatum der Note wird zu Beschleunigung der Angelegenheit vom 25. auf den 23. Juli vorverlegt, auf den Tag der Abreise der französischen Regierung (Staatspräsident Raymond Poincaré, Regierungschef René Viviani und Pierre de Margerie aus St. Petersburg).[56]
- Staatssekretär Jagow an den deutschen Botschafter in Wien, Tschirschky: Dieser soll in Erfahrung bringen, was Österreich-Ungarn mit Serbien vor hat, ohne dabei den Eindruck zu erwecken, Berlin wolle hemmend in den Weg treten oder Grenzen vorschreiben.[57]

### 18. Juli (Samstag)
- Österreichische Artillerie wird zwecks eventueller Beschießung Belgrads mit entsprechenden Kartenmaterial versehen.[58]
- Die Note an Serbien ist im Grundsatz fertig und nach Aussage von Legationsrat Hoyos „unannehmbar“.[59]
- Der russische Außenminister Sasonow äußert sich gegenüber dem deutschen Botschafter Friedrich Pourtalès besorgt bzgl. „mächtiger und gefährliche Einflüsse […], die vor dem Gedanken nicht zurückscheuten, Österreich in den Krieg zu stürzen, selbst auf die Gefahr hin, einen allgemeinen Weltbrand zu entfesseln […] Man könne für die Taten Einzelner nicht ein ganzes Land verantwortlich machen […] Das Wiener Kabinett habe nicht den geringsten Grund, sich über die Haltung der serbischen Regierung zu beklagen, diese benehme sich vielmehr vollständig korrekt […] auf jeden Fall dürfe Österreich-Ungarn, wenn es durchaus den Frieden stören wolle, nicht vergessen, dass es in diesem Falle mit Europa zu rechnen habe“. Nach Pourtalès Bericht äußerte Sasanow seine Bedenken auch gegenüber dem italienischen Botschafter und äußerte: „Russland würde es nicht dulden können, dass Österreich-Ungarn Serbien gegenüber eine drohende Sprache führe oder militärische Massregeln treffe.“ Sasonow fordert, in jedem Fall „dürfe von einem Ultimatum keine Rede sein“. Pourtalès berichtet über sein Gespräch erst am 21. Juli nach Berlin (Eingang dort: 23. Juli).[60]
- Der österreichisch-ungarische Botschafter in St. Petersburg, Friedrich von Szápáry, verbürgt sich gegenüber dem russischen Außenminister Sasonow für die Friedfertigkeit der k.u.k. Regierung. Sasonow schenkt ihm Glauben.[61]

### 19. Juli (Sonntag)
- Ministerrat für Gemeinsame Angelegenheiten der Österreichisch-Ungarischen Monarchie: Übergabe der Note am Donnerstag, 23. Juli, um 17 Uhr, Ablauf der 48-stündigen Frist am Samstag, den 25. Juli um 17 Uhr. Die Mobilisierungsverordnung könne dann noch in der Nacht von Samstag auf Sonntag (26. Juli) herausgegeben werden. Nachrichten über die Intention der Note seien schon durchgesickert, weswegen jede weitere Verzögerung vermieden werden solle. Dies wird einstimmig beschlossen. Auf Antrag des ungarischen Ministerpräsidenten Tisza beschließt der Ministerrat einstimmig einen Annexionsverzicht.[62]
- Der deutsche Staatssekretär Jagow bittet über Botschafter Tschirschky um den Wortlauf der Note.[63]
- Wilhelm II. befiehlt Zusammenhalten der Flotte bis 25. Juli.[64]

## 30. Kalenderwoche

### 20. Juli (Montag)

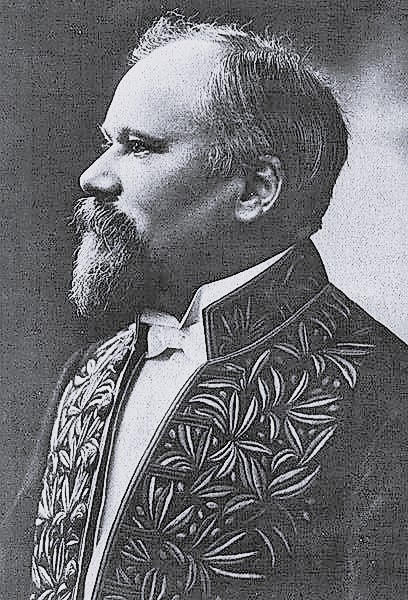
Raymond Poincaré, französischer Staatspräsident während der Julikrise

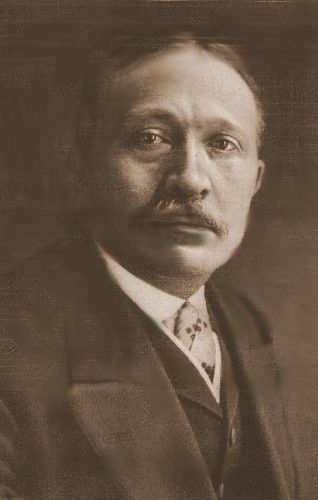
René Viviani, französischer Regierungschef

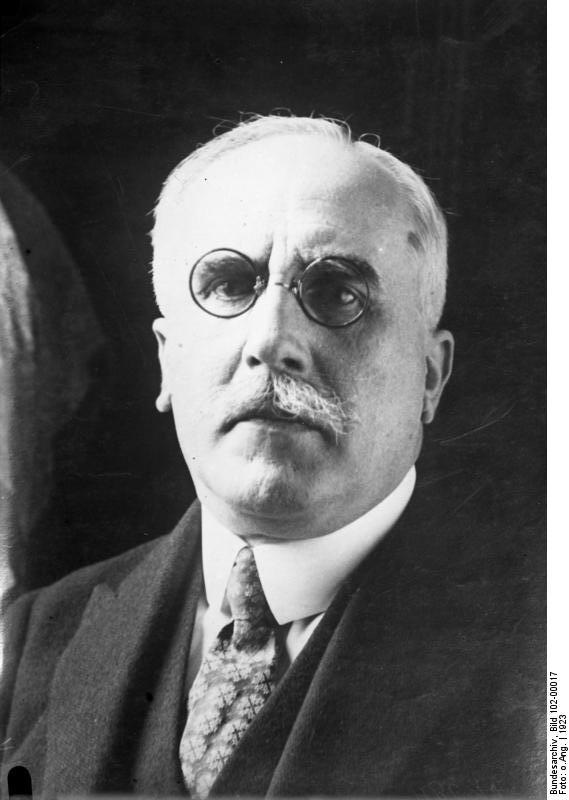
Pierre de Margerie, politischer Direktor im französischen Außenministerium

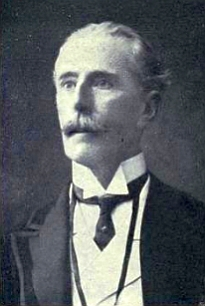
George William Buchanan, britischer Botschafter in St. Petersburg

- Die Note geht an den k.u.k. Botschafter Wladimir Giesl von Gieslingen in Belgrad sowie an die Botschafter in Berlin, Rom, Paris, London, St. Petersburg und Konstantinopel. Die Übergabe soll nunmehr am 23. Juli zwischen 16 und 17 Uhr erfolgen, die Antwort am 25. Juli um 18 Uhr. Die Note ist in französischer Sprache abgefasst.[65][66]
- Eintreffen der französischen Regierung (Staatspräsident Raymond Poincaré, Regierungschef René Viviani und Direktor des Außenministeriums Pierre de Margerie) zum Staatsbesuch in St. Petersburg.
- Der serbische Geschäftsträger wird bei Staatssekretär Jagow vorstellig: Serbien wolle die Beziehungen zu Österreich-Ungarn bessern und auch Versuchen, die Ruhe und Sicherheit des Nachbarn gefährden, entgegentreten. Forderungen zur Verfolgung der Mitschuldigen am Attentat von Sarajewo würde Serbien entgegenkommen, Serbien „würde nur solche Forderungen die gegen die Würde und Unabhängigkeit des serbischen Staates gingen, nicht erfüllen können. Die serbische Regierung bäte uns, in Wien im Sinne der Versöhnlichkeit zu wirken“. Jagow antwortet, Serbien habe bisher nichts getan, das Verhältnis zu Österreich-Ungarn zu verbessern, so dass er wohl verstehen könne, wenn man jetzt dort energischere Saiten aufzöge. Die Forderungen, die Österreich-Ungarn stellen wolle, seien ihm nicht bekannt.[67]
- Staatssekretär Jagow bittet nochmals den deutschen Botschafter in Wien, Tschirschky, Inhalt der Note und auch den genauen Zeitpunkt der Veröffentlichung in Erfahrung zu bringen.[68]
- London, Außenminister Grey an den britischen Botschafter in St. Petersburg, George William Buchanan: Österreich und Russland sollen in gemeinsamen Besprechungen Schwierigkeiten vermeiden. „Wenn die Forderungen Österreichs an Serbien in vernünftigen Grenzen gehalten sind und Österreich sie rechtfertigen kann, so hoffe ich, dass alles versucht wird, um einen Friedensbruch zu verhüten“.[69]

### 21. Juli (Dienstag)
- Kaiser Franz Joseph genehmigt die Note an Serbien.[70]
- Tschirschky erhält die Note und sendet sie nach Berlin (Eingang dort am 22. Juli nachmittags).[71]
- Die Neue Freie Presse, „die im Pressefeldzug gegen Serbien eine hervorragende Führerrolle gespielt hat“ (so der britische Botschafter in Wien Maurice de Bunsen) veröffentlicht einige Forderungen der Note.[72]
- Das deutsche Auswärtige Amt glaubt nicht an Eingreifen Großbritanniens.[73]
- Erlass von Reichskanzler Bethmann Hollweg an die Botschafter in Petersburg, Paris und London: Das „Aktionszentrum der Bestrebungen, die auf Loslösung der südslawischen Provinzen von der österreichisch-ungarischen Monarchie und deren Vereinigung mit dem serbischen Königreich hinauslaufen, [ist] in Belgrad zu suchen […], und dort zum mindesten mit der Konnivenz von Angehörigen der Regierung und Armee seine Tätigkeit entfaltet. […] Unter den Augen, zum mindesten unter stillschweigender Duldung des amtlichen Serbiens, hat die grosserbischen Propaganda inzwischen fortgesetzt an Ausdehnung und Intensität zugenommen; auf ihr Konto ist das jüngste Verbrechen zu setzen, dessen Fäden nach Belgrad führen.“ Das Vorgehen und die Forderungen von Wien seien unter diesen Blickwinkel als maßvoll anzusehen. Es sei jedoch zu befürchten, dass Serbien diese Forderungen nicht erfüllt. „Es würde der österreichisch-ungarischen Regierung, will sie nicht auf ihre Stellung als Grossmacht endgültig Verzicht leisten, alsdann nichts anders übrig bleiben, als ihre Forderungen bei der serbischen Regierung durch einen starken Druck und nötigenfalls unter der Ergreifung militärischer Massnahmen durchzusetzen, wobei ihr die Wahl der Mittel überlassen bleiben muss.“ Die Botschafter sollen sich gegenüber den Regierungen „im vorstehenden Sinne […] aussprechen und dabei insbesondere der Anschauung nachdrücklich Ausdruck verleihen, dass es sich bei vorliegender Frage um eine lediglich zwischen Österreich-Ungarn und Serbien zum Austrag zu bringende Angelegenheit handele, die auf die beiden direkt Beteiligten zu beschränken das ernste Betreiben der Mächte sein müsse. Wir wünschen dringend eine Lokalisierung des Konfliktes, weil jedes Eingreifen einer anderen Macht infolge der verschiedenen Bündnisverpflichtungen unabsehbare Konsequenzen nach sich ziehen würde.“[74]
- Berlin: Staatssekretär Jagow behauptet gegenüber den Vertretern der Triple Entente Horace Rumbold, Arkadi Bronewski und Jules Cambon, dass er den Inhalt der Note nicht kenne. Cambon meldet dies kurz nach Mitternacht (also am 22. Juli) nach Paris und ergänzt wie folgt: „Darüber bin ich um so erstaunter, als Deutschland sich anschickt, mit besonderer Energie sich an die Seite Österreichs zu stellen. […] Man versichert mir, dass […] die ersten vorläufigen Warnungen für die Mobilmachung in Deutschland erlassen worden seien.“[75]

### 22. Juli (Mittwoch)

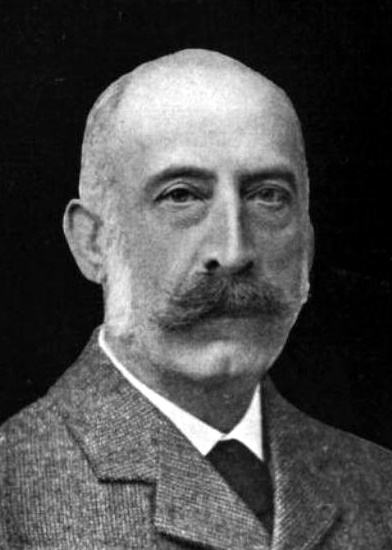
Alexander von Benckendorff, russischer Botschafter in London

- Berlin erreicht die Meldung, dass Kaiser Franz Joseph die Note unverändert „sanktioniert“ hat.[76]
- Der deutsche Botschafter in Wien, Tschirschky, informiert das Auswärtige Amt (Staatssekretär Jagow): Instruktion an k.u.k. Botschafter in Belgrad, Giesl, lautet auf Abbruch, falls die Antwort nicht befriedigt.[77]
- Der russische Außenminister Sasonow an den russischen Botschafter in Wien, Schebeko: Botschafter soll freundschaftliche, aber energische Warnung an Wien aussprechen.[78]
- Der britische Außenminister Grey empfiehlt dem russischen Botschafter in London Alexander Konstantinowitsch Benckendorff eine Aussprache in Wien, die österreichischen Forderungen müssen begründet sein.[79]
- Das Foreign and Commonwealth Office lehnt gemeinsame Demarche der Triple Entente in Wien ab. Die britische Stellungnahme hängt laut Außenminister Grey davon ab, ob die österreichisch-ungarischen Forderungen gemäßigt seien.[80]

### 23. Juli (Donnerstag)

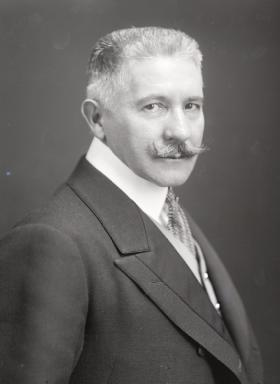
K.u.k. Botschafter Wladimir Giesl von Gieslingen übergibt am 23. Juli 1914 in Belgrad das folgenschwere Ultimatum an Serbien

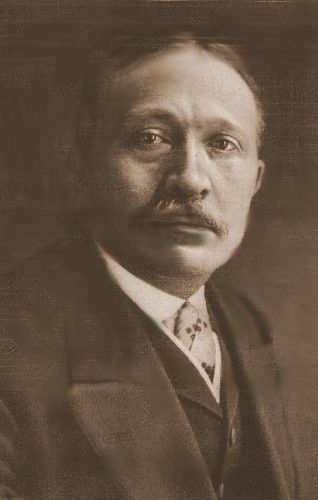
René Viviani, französischer Regierungschef (Président du Conseil)

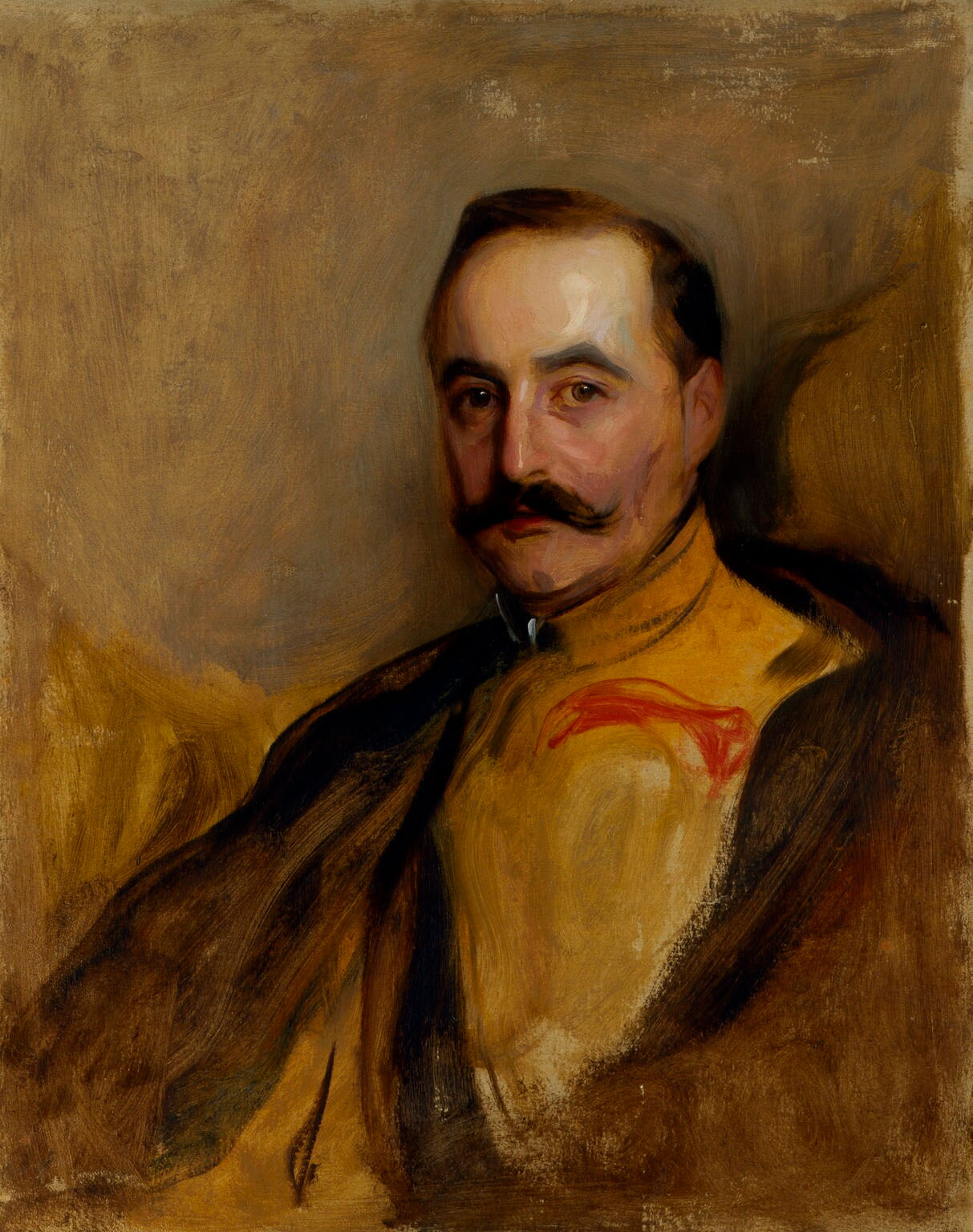
Albert Graf von Mensdorff-Pouilly-Dietrichstein, k.u.k. Botschafter in London

- K.u.k. Außenminister Berchtold gibt die Sprachregelung vor, es handele sich um kein Ultimatum, sondern um eine Demarche: „Die […] Bezeichnung Ultimatum für unsere heutige Démarche in Belgrad ist insofern unrichtig, als fruchtloser Ablauf der Frist nur vom Abbruch der diplomatischen Beziehungen, nicht auch sofort vom Eintritt Kriegszustandes gefolgt ist.“[81]
- K.u.k. Außenminister Berchtold an Botschafter Giesl in Belgrad: Die Übergabe der „Demarche“ auf 18 Uhr verschieben, da der französische Staatspräsident Poincaré noch bis 23 Uhr in Petersburg verweilt. Die Nachricht über erfolgte „Demarche“ soll deswegen nicht noch an diesem Abend Petersburg erreichen.[82]
- Der Bericht des deutschen Botschafters Pourtalès aus Petersburg trifft ein (siehe 18. Juli).[83]
- London 15 Uhr:[84] Der k.u.k. Botschafter in London, Albert von Mensdorff-Pouilly-Dietrichstein, informiert Außenminister Edward Grey informell von der Note, Grey erhebt Bedenken.[85]
- Staatssekretär Jagow an Reichenau (Gesandter in Stockholm): Im Falle eines allgemeinen Krieges sollte auch Schweden nicht beiseite stehen (gegen Russland).[86]
- Staatssekretär Jagow gibt weiterhin die Sprachregelung aus, dass die österreichischen Forderungen in Berlin nicht bekannt seien.[87]
- Reichskanzler Bethmann Hollweg an Wilhelm II.: Sofortiges Eingreifen der Triple Entente in den Konflikt von Österreich-Ungarn und Serbien sei unwahrscheinlich.[88]
- Der deutsche Botschafter in London, Lichnowsky, warnt Jagow und Reichskanzler Bethmann Hollweg vor der Illusion, den Konflikt lokalisieren (räumlich begrenzen) zu können.[89]
- Besprechung des russischen Außenministers Sasonow mit dem französischen Regierungschef René Viviani: Man werde keinen Angriff auf die serbische Souveränität zulassen. Viviani berichtet dies frühmorgens am 24. Juli nach Paris (an Jean-Baptiste Bienvenu-Martin, Vertreter von René Viviani als Premierminister während dessen Reise nach St. Petersburg, Eingang in Paris: 24. Juli, 5.30 Uhr).
- 18 Uhr: Übergabe des „Ultimatums“ durch Wladimir Giesl von Gieslingen an den stellvertretenden Ministerpräsident Pacu und Generalsekretär Gruic. (Nachricht von erfolgter Übergabe erreicht Wien am 24. Juli, 2.15 Uhr.)[90]
- St. Petersburg 21 Uhr:[91] Der italienische Botschafter meldet, dass „Österreich-Ungarn an diesem Tage Serbien ein völlig unannehmbares Ultimatum“ überreiche.[92]
- Noch vor der Abreise aus Petersburg verfasst der französische Regierungschef René Viviani ein Telegramm an seinen Vertreter Jean-Baptiste Bienvenu-Martin: Vorschlag einer Demarche der Entente nach Wien, um ein gemäßigtes Vorgehen Österreich-Ungarns gegen Serbien anzuraten.[93]
- St. Petersburg 22 Uhr:[91] Abreise der französischen Regierung (Staatspräsident Raymond Poincaré, Regierungschef René Viviani und politischer Direktor des Außenministeriums Pierre de Margerie).[94]

### 24. Juli (Freitag)

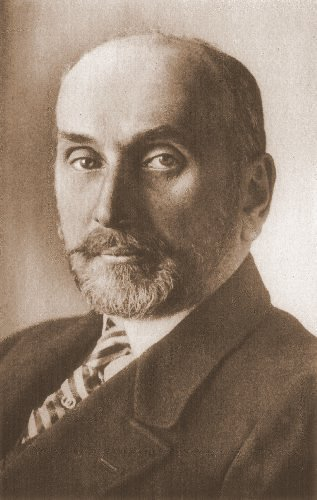
Russlands Außenminister Sasonow kommentierte das österreichische Ultimatum am 24. Juli: Sie setzen Europa in Brand!

- 10 Uhr: der russische Außenminister Sasonow wird vom k.u.k. Botschafter über den Inhalt des Ultimatums an Serbien informiert, Sasonow kommentiert dies u. a.: „Vous mettez le feu à l’Éurope… C’est que vous voulez la guerre et vous avez brulé vos ponts“ („Sie setzen Europa in Brand!… Sie wollen den Krieg und haben die Brücken hinter sich abgebrochen“).[95]
- K.u.k. Außenminister Berchtold behauptet gegenüber russischen Geschäftsträger Kudaschew, dass man keine Demütigung Serbiens wolle.[96]
- 12:30 Uhr: Gedankenaustausch zwischen dem russischen Außenminister und den britischen, französischen und rumänischen Botschaftern. Der französische Botschafter Maurice Paléologue sagt Russland französische Unterstützung zu.[97]
- 15 Uhr, St. Petersburg Ortszeit:[91] Sitzung des russischen Ministerrats. Durch die Gesprächsergebnisse beim französischen Regierungsbesuch bestärkt, beschließt der russische Ministerrat, Serbien zu unterstützen und gegebenenfalls die Mobilmachung einzuleiten. Außenminister Sasonow referiert, dass „Deutschland seit langem systematische Vorbereitungen“ treffe, seine Macht und seinen Einfluss zu vergrößern, das österreichische Ultimatum sei „mit dem deutschen, stillschweigenden Einverständnis“ verfasst worden, seine Annahme würde Belgrad zu einem Protektorat der Mittelmächte degradieren. Wenn Russland „sein historische Mission“ aufgebe, die Unabhängigkeit der slawischen Völker zu gewährleisten, werde es „seine ganze Autorität verspielen“, sein „Ansehen auf dem Balkan“ verlieren und zu einer zweitrangigen Macht degradiert. Der Ministerrat stimmt dieser Sichtweise zu und beschließt: 1. gemeinsame Vorstellung in Wien wegen Fristverlängerung, 2. Serbien soll sich nicht verteidigen, sondern Mächte anrufen, 3. dem Zaren soll Teilmobilmachung empfohlen werden (Bezirke Kiew, Odessa, Moskau und Kasan sowie Ostsee- und Schwarzmeerflotte). Der Zar stimmt wenig später zu.[98]
- Das Auswärtige Amt des Deutschen Reiches gibt wiederum an alle Botschaften die Sprachregelung aus, man habe in Berlin keine Kenntnis der Note und auf sie keinen Einfluss genommen.[99]
- 14 Uhr: Die österreichische Note an Serbien wird dem britischen Außenminister Edward Grey bekanntgegeben. Grey äußert Bedenken gegen Punkt 5[100] und befürchtet Rückwirkungen auf den europäischen Frieden.[101]
- 15/16 Uhr: serbische Mobilmachung. Aufgrund des militärischen Kräfteverhältnisses, der exponierten Lage der Hauptstadt und der geringen Größe des Landes kann dies als defensiv interpretiert werden.
- Der deutsche Staatssekretär des Äußeren, Jagow, äußert gegenüber dem k.u.k. Botschafter, er sei mit der Note „selbstverständlich ganz einverstanden“[102]
- Die deutsche Presse begrüßt ganz überwiegend die Note,[103] die französische verurteilt sie.[104]
- Der britische Geschäftsträger Horace Rumbold und der französische Botschafter Jules Cambon in Berlin sind sich einig, dass einige Forderungen, namentlich die Punkte 5 und 6,[100] „ein unabhängiger Staat […] nur schwer annehmen könne“. Cambon äußerte die Meinung, es sei wohl kein Zufall „dass die Note in dem Augenblick in Belgrad überreicht wurde, als der französische Präsident St. Petersburg verliess. Eine Erörterung zwischen Herrn Viviani und Herrn Sasonow sei jetzt vorerst ausgeschlossen.“ Rumbold schickt einen entsprechenden Bericht an Edward Grey, der diesen am 27. Juli erhält und am 29. Juli dazu vermerkt: „Herr von Tschirschky war anscheinend ein weiteres Glied in der Kette der Österreich zuteil gewordenen Ermutigungen, ohne jede Rücksicht vorzugehen“.[105]
- 19 Uhr, St. Petersburg:[91] Der deutsche Botschafter Pourtalès verliest dem russischen Außenminister Sasonow die Note Bethmann Hollwegs (siehe 21. Juli). Sasonow bemerkt hierzu unter anderem, Russland werde es nicht dulden, dass Österreich-Ungarn Serbien schlucke, in diesem Fall werde Russland mit Österreich-Ungarn Krieg führen.[106]
- Die deutsche Note (siehe 21. Juli) wird gleichfalls in Paris und London zur Kenntnis gegeben.[107]
- 19:45 Uhr: 1. britischer Vermittlungsvorschlag. Deutschland, Frankreich, Italien und England sollen in Wien und St. Petersburg auf Mäßigung hinarbeiten. Vor allem Berlin solle Wien zurückhalten.[108]
- 24 Uhr, k.u.k. Generalstabschef Conrad an k.u.k. Außenminister Berchtold: Serbien hat am 24. Juli um 16 Uhr Mobilmachung proklamiert, dies erfordert die sofortige Mobilmachung in Österreich-Ungarn (also am 25. Juli).[109]

### 25. Juli (Samstag)

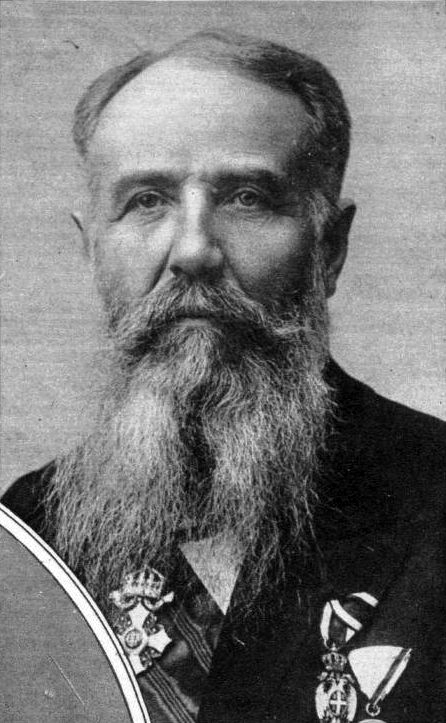
25. Juli 1914, kurz vor 18 Uhr: Der serbische Ministerpräsident Nikola Pašić übergibt die Antwort der serbischen Regierung an den österreichischen Botschafter

- Vormittags: Telegramm aus Sankt Petersburg nach Belgrad mit Schutzgarantie. Das entsprechende Telegramm traf am 25. Juli um 11:30 Uhr in Belgrad ein, noch rechtzeitig vor der Formulierung der serbischen Antwort auf das Ultimatum (der Einfluss auf die Antwort ist heute jedoch umstritten). „In ihrer Erwiderung auf die einzelnen Anklagepunkte fanden die Verfasser eine subtile Mischung aus Zustimmung, bedingter Zustimmung, Ausflüchten und Zurückweisungen […] Punkt 6[100] (zur Teilnahme österreichischer Beamter bei der Strafverfolgung verdächtiger Personen) wurde rundweg mit der Begründung abgelehnt, dass er gegen die serbische Verfassung verstoße.“[110]
- Vormittags: Staatssekretär Jagow gibt Theodor Wolff Auskünfte zu den politischen Absichten des Auswärtigen Amtes. Jagow empfinde das österreichische Ultimatum gleich Wolff als wenig geschickt, man müsse aber jetzt fest bleiben. Die Gefahr eines Weltkrieges sehe er nicht, Russland werde seiner Auffassung nach zurückweichen, „die diplomatische Situation sei sehr günstig. Weder Russland noch Frankreich, noch England wollten den Krieg. Und wenn es sein müsse (lächelnd) – einmal werde der Krieg ja doch kommen, wenn wir die Dinge gehen ließen, und in zwei Jahren sei Rußland stärker als jetzt“. Er halte die Situation nicht für kritisch. Wilhelm von Stumm nahm gegenüber Wolff dieselbe Position ein, zudem meinte er, dass man im Konfliktfalle „schon den Weg zurück finden werde. Wie Jagow sagt er, daß der Krieg in zwei Jahren unvermeidlich sei, wenn wir uns jetzt nicht aus dieser Situation befreiten. Es handelt sich darum, festzustellen, ob Oesterreich bei uns noch als Bundesgenosse etwas wert sei […] Frankreich könne keinen Krieg wollen. Eine so gute Situation komme nicht wieder. Nur Durchhalten und Festigkeit!“[111]
- Das deutsche Auswärtige Amt (Staatssekretär Jagow) drängt auf sofortige Kriegserklärung um „Einmischung“ zu verhindern und Welt vor „fait accompli“ zu stellen. Fristverlängerungen lehnen das Auswärtige Amt und Jagow ab. Gleichzeitig telegraphiert er an den deutschen Botschafter in London, dass eventuell eine Vermittlung deutscherseits zwischen Russland und Österreich-Ungarn versucht werde. Ein britischer Vermittlungsvorschlag wird ohne Nachdruck an den deutschen Botschafter in Wien gesandt.[112]
- In Russland werden Truppenübungen abgebrochen, die Regimenter kehren in die Kasernen zurück.[113]
- 11 Uhr:[91] Der russische Kronrat sanktioniert die Beschlüsse des Ministerrats. Mitteilung der russischen Regierung: Russland kann nicht gleichgültig bleiben.[114]
- 15 Uhr, St. Petersburg:[91] der französische Botschafter versichert Außenminister Sasonow die bedingungslose Unterstützung Frankreichs, der britische Botschafter weicht aus.[115]
- Wilhelm II. befiehlt gegen den Rat des Reichskanzlers die Rückkehr der Flotte.[116]
- In den europäischen Staaten der Entente werden zunehmend Zweifel laut, ob der schwache Partner Österreich-Ungarn die treibende Kraft hinter den Ereignissen sei, wie zum Beispiel der deutsche Botschafter Wilhelm von Schoen am 28. Juli aus Paris meldet.[117] Die französische Presse verurteilt das Ultimatum.[118]
- Die dringende Bitte Russlands und Großbritanniens, die Frist des Ultimatums an Serbien zu verlängern,[119] wird von Berchtold abgelehnt.[120]
- 2. Britischer Vermittlungsvorschlag: Vierervermittlung nach Mobilmachung Österreich-Ungarns und Russlands. Zunehmende Zweifel an der Lokalisierung werden laut. Der österreichisch-ungarische Botschafter in London behauptet, dass die Note kein Ultimatum sei und keine sofortige militärischen Schritte seitens Österreich-Ungarn geplant seien.[121]
- Premierminister Nikola Pašić übergab persönlich die Antwort fünf Minuten vor Ablauf der Frist (25. Juli, 17:55 Uhr) der österreichischen Gesandtschaft. Botschafter Giesl überflog den Text und reiste umgehend (18:30 Uhr) mit dem gesamten Gesandtschaftspersonal ab. Abbruch der diplomatischen Beziehungen Österreich-Ungarns zu Serbien, österreichische Teilmobilmachung.[122]

### 26. Juli (Sonntag)
- Kaiser Franz Joseph unterschreibt in der Kaiservilla Bad Ischl den von Außenminister Berchtold vorgelegten Entwurf der Kriegserklärung an Serbien, die am 28. Juli (ohne nochmalige Vorlage beim Kaiser) geringfügig verändert an Serbien telegrafiert wurde.[123]
- K.u.k Außenminister Berchtold gibt an die Missionen in Berlin, London, Rom und Paris die Sprachregelungen zum Abbruch der Beziehungen mit Serbien aus, in der auch der Krieg angekündigt wird. Als Begründung wird vor allem angeführt: „Die königlich-serbische Regierung hat die Erfüllung der Forderungen, welche wir zur dauernden Sicherung unserer von ihr bedrohten vitalen Interessen an sie stellen mussten, abgelehnt und damit bekundet, dass sie nicht willens ist, ihre subversiven, auf die stetige Beunruhigung einiger unserer Grenzländer und ihrer schliessliche Lostrennung aus dem Gefüge der Monarchie gerichteten Bestrebungen aufzugeben“.[124]
- Berlin fordert Wien zu möglichst raschen militärischen Operationen und Kriegserklärung auf, k.u.k. Generalstabschef Conrad hält dies nicht vor 12. August für möglich.[125]
- Der deutsche Generalstabschef Moltke übergibt dem Auswärtigen Amt die von ihm formulierte Sommation an Belgien. Hierin wird behauptet, dass französische Truppen über Belgien Deutschland angreifen wollen, Belgien dies nicht verhindern könne: „Es ist ein Gebot der Selbsterhaltung für Deutschland, dem feindlichen Angriff zuvorzukommen. Mit dem größten Bedauern würde es daher die deutsche Regierung erfüllen, wenn Belgien einen Akt der Feindseligkeit darin erblicken würde, dass die Massnahmen seiner Gegner Deutschland dazu zwingen würde, zur Gegenwehr auch seinerseits belgisches Gebiet zu betreten […] Sollte Belgien den deutschen Truppen feindlich entgegentreten […] so wird Deutschland zu seinem Bedauern gezwungen sein, das Königreich als Feind zu betrachten.“[126]
- Reichskanzler Bethmann Hollweg an Botschafter Pourtalès (St. Petersburg): Russland soll sich mit Österreichs Annexionsverzicht zufriedengeben und den europäischen Frieden nicht gefährden.[127]
- Reichskanzler Bethmann Hollweg an Botschafter Pourtalès: „vorbereitende militärische Massnahmen Russlands“ würden zur deutschen Mobilmachung zwingen und die bedeute Krieg.[128]

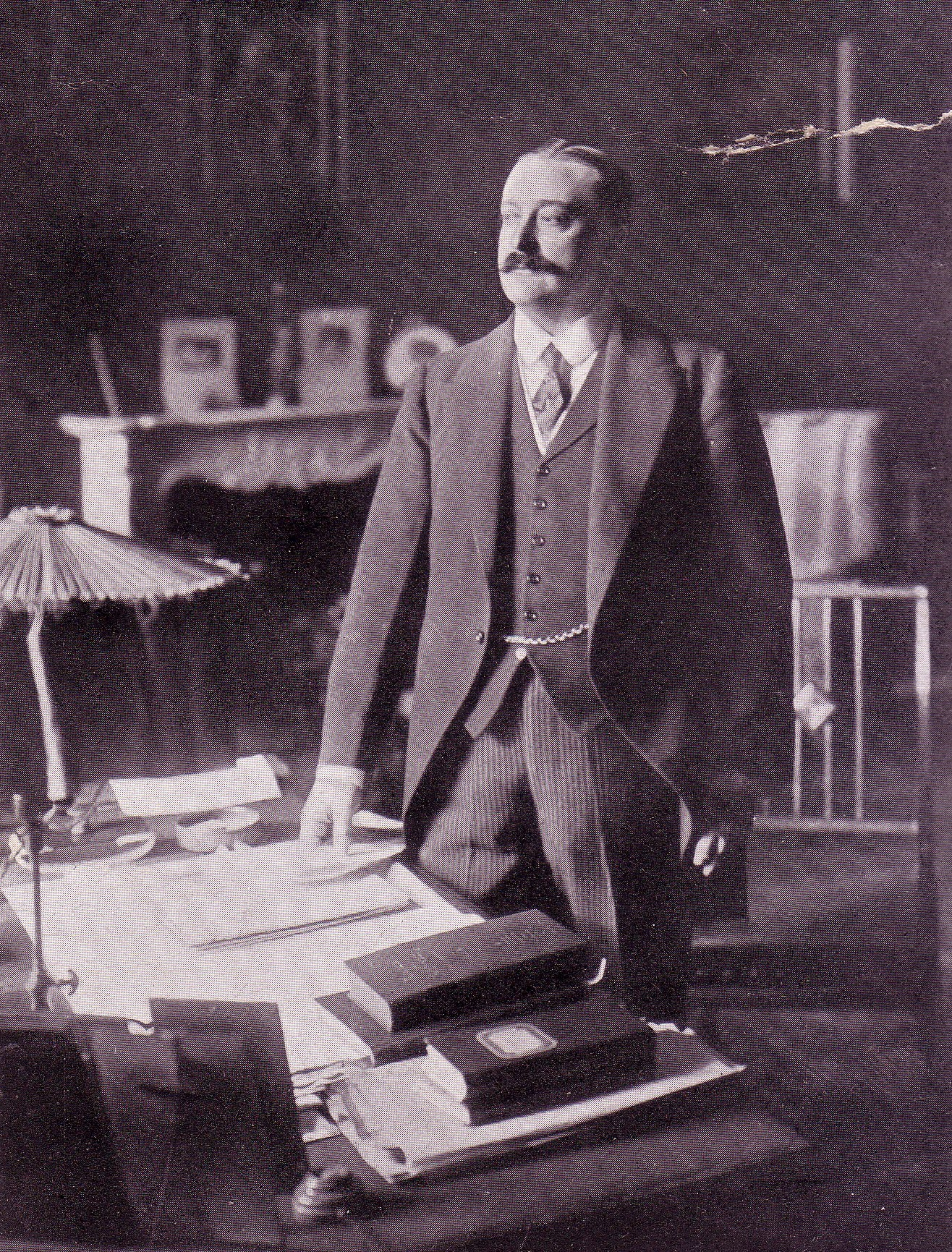
Friedrich von Szápáry, österreichisch-ungarischer Botschafter in Sankt Petersburg, 1914

- Der russische Außenminister Sasonow bittet den deutschen Botschafter Pourtalès und beauftragt den russischen Botschafter in Rom, Kurpenski, dass Deutschland und Italien in Wien mäßigend einwirken sollen, denn: „Für Russland sei aber das Gleichgewicht auf dem Balkan Lebensfrage, und es könne daher eine Herabdrückung Serbiens zu Vasallenstaat Österreichs unmöglich dulden“. Abgesehen davon sei ein solcher Krieg nicht zu lokalisieren.[129]

- Der russische Außenminister Sasonow erklärt Friedrich von Szápáry (k.u.k. Botschafter in St. Petersburg), dass die Punkte 5 und 6[100] des Ultimatums unannehmbar seien.[130]
- Der russische Außenminister Sasonow fordert den britischen Botschafter Buchanan auf, dass sich England schon jetzt erklärt.[131]
- Europäische Gesandte melden aus St. Petersburg, dass in Russland ganz offensichtlich Kriegsvorbereitungen im Gange seien.[132]
- Paris 17 Uhr, Gespräch Bienvenu-Martin (Vertreter des französischen Premierministers) mit dem deutschen Botschafter Schoen: Annexionsverzicht Österreichs wird vorgebracht.[133]
- Paris, Gespräch Philippe Berthelot (stellvertretender Direktor im französischen Außenministerium) mit k.u.k. Botschafter Szécsen: Erstaunen Berthelots über Ablehnung der serbischen Antwort.[134]

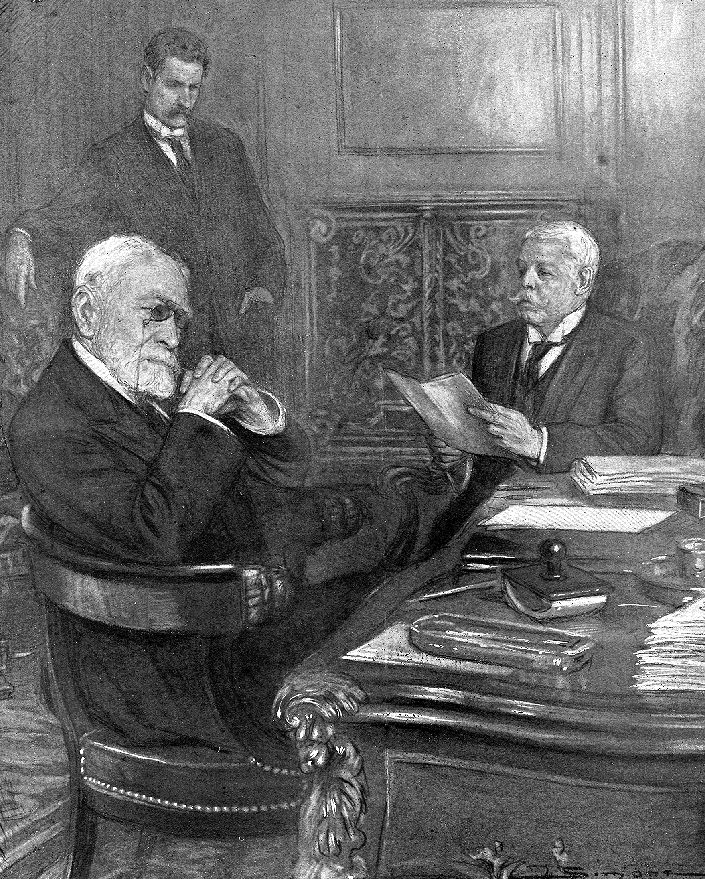
Jean-Baptiste Bienvenu-Martin, Philippe Berthelot und Wilhelm von Schoen

- Paris 19 Uhr, Gespräch Berthelot (stellvertretender Direktor im französischen Außenministerium) mit dem deutschen Botschafter Schoen. Frankreich sei zu beruhigender Einwirkung bereit, wenn Berlin in Wien zur Mäßigung rät. Schoen bemüht sich um ein gemeinsames Kommuniqué. Berthelot fasst den bei der Entente vorherrschenden Eindruck zusammen, dass „für jeden Umbefangenen die Haltung Deutschlands nicht verständlich sei, wenn sie nicht auf Krieg abziele […] Bei der wiederholten Versicherung, dass Deutschland den Inhalt der österreichischen Note nicht gekannt habe, sei es nicht mehr erlaubt, Zweifel über diesen Punkt zu erheben. Sei es jedoch wahrscheinlich, dass sich Deutschland mit geschlossenen Augen in solchem Abenteuer an Seite Österreichs gestellt haben sollte? Gestatte die Psychologie aller vergangenen Beziehungen zwischen Wien und Berlin die Annahme, dass Österreich eine Stellung ohne Vorbehalt des Rückzuges eingenommen hätte, wenn es nicht vorher mit seinem Verbündeten alle Folgen seiner Unnachgiebigkeit erwogen hätte? Wie überraschend erscheine die Weigerung Deutschlands, in Wien einen Vermittlungsvorschlag zu machen, jetzt, wo es den ungewöhnlichen Wortlaut der österreichischen Note kenne! Welche Verantwortlichkeit würde die deutsche Regierung übernehmen und welcher Verdacht würde auf ihr lasten, wenn sie dabei bliebe, sich nach der sozusagen unbedingten Unterwerfung Serbiens zwischen Österreich und die Mächte zu stellen, jetzt, wo der geringste ihr in Wien gegebene Rat dem auf Europa lastenden Alpdruck ein Ende machen würde!“[135]

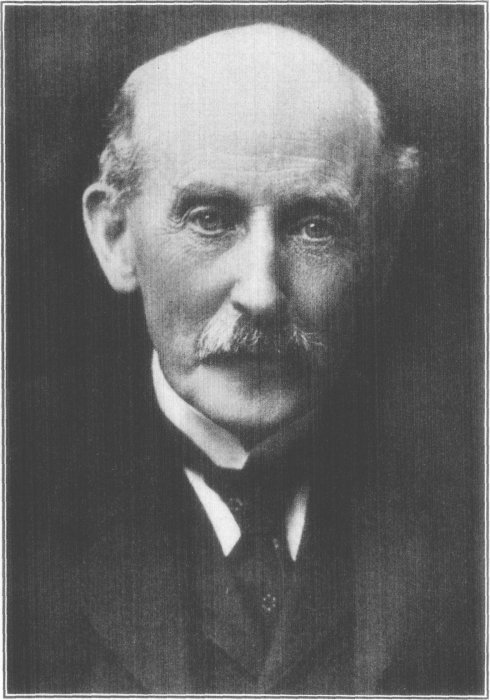
Arthur Nicolson, Unterstaatssekretär im Foreign Office

- London: Der britische Unterstaatssekretär für auswärtige Angelegenheiten Arthur Nicolson erklärt gegenüber dem russischen Botschafter Benckendorff, dass England noch zögerlich sei, gegenüber dem französischen Geschäftsträger Fleuriau, dass England bei einem Krieg gegen Frankreich nicht neutral bleibe.[136]
- London: Unterstaatssekretär Nicolson empfiehlt Außenminister Grey, Sasonows Konferenzvorschlag aufgreifen.[137]
- 3. britischer Vermittlungsvorschlag. Außenminister Grey an Missionen: Anfrage, ob Bereitschaft zu einer Botschafterkonferenz besteht,[138] dementsprechende Anfrage beim deutschen Botschafter Lichnowsky.[139]
- Wilhelms II. Bruder Prinz Heinrich besuchte am 26. Juli 1914 König Georg V. in London. Das Gespräch behandelte die aktuelle Krise und die Haltung Großbritanniens, insbesondere ging es um eine eventuelle Neutralität bei einem Krieg zwischen Deutschland, Frankreich und Russland. Heinrich glaubte, eine Neutralitätszusischerung des Königs erhalten zu haben, dem widersprechen aber alle englischen Beteiligten. Diese falsche Zusage bestärkte den Kaiser in seiner Bereitschaft zum Krieg.[140]
- Paris: Kriegsminister Messimy und Generalstabschef Joffre sind sich einig, "dass wir nicht die Ersten sein werden, die irgendeine Initiative treffen, aber dass wir ohne jede Verzögerung alle Vorsichtsmaßnahmen treffen werden, die denen unserer Feinde entsprechen."[141]

## 31. Kalenderwoche

### 27. Juli (Montag)
- Wien: Entschluss zur Kriegserklärung an Serbien „hauptsächlich, um jedem Interventionsversuch den Boden zu entziehen“.[142]
- Reichskanzler Bethmann Hollweg teilt Schoen (deutscher Botschafter in Paris) mit, dass Deutschland eventuell zwischen Wien und Petersburg vermitteln werde, nicht aber zwischen Wien und Belgrad, da der österreichisch-serbische Konflikt nur diese beiden Staaten angehe.[143]
- Staatssekretär Jagow teilt dem britischen und französischen Botschafter mit, dass Deutschland gegen eine Konferenz der Großmächte sei, der Reichskanzler teilt gleiches dem deutschen Botschafter in London mit.[144]
- Staatssekretär Jagow drückt gegenüber dem österreichischen Botschafter sein Bedauern über die Verzögerung der militärischen Operationen aus (da Österreich erst zum 12. August mobilisieren kann).[145]
- Staatssekretär Jagow erklärt dem französischen Botschafter Jules Cambon, dass die von London angeregte diplomatische Intervention nur Aussicht auf Erfolg habe, „wenn sich die Ereignisse nicht überstürzten“.[146]
- Der russische Außenminister Sasonow telegrafiert an seine Missionen in Paris, London, Wien, Rom, Konstantinopel und Berlin, dass die serbische Antwort sehr entgegenkommend ausgefallen sei.[147]

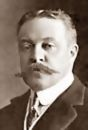
Alexander Petrowitsch Iswolski, russischer Botschafter in Paris

- Bienvenu-Martin (Vertreter des französischen Regierungschefs) äußert sich gegenüber dem k.u.k. Botschafter Szécsen erstaunt über die Ablehnung der serbischen Antwort, „Österreich-Ungarn würde eine furchtbare Verantwortung auf sich laden, wenn es, nachdem Serbien soviel nachgegeben, wegen der verbleibenden kleinen Differenzen einen Weltkrieg hervorrufen würde“.[148] Gegenüber dem britischen Botschafter Bertie erklärt er sich zur Viererkonferenz in London bereit.[149] Gegenüber dem russischen Botschafter Alexander Petrowitsch Iswolski äußert er den Verdacht, dass Deutschland über die Krise Frankreich und Russland trennen will,[150] Österreich-Ungarn, nicht Russland bedrohe den Frieden.[151]
- Viviani (französischer Regierungschef) an Paléologue (französischer Botschafter in St. Petersburg): Frankreich ist bereit, zusammen mit Russland den Frieden zu erhalten.[152]
- Reichskanzler Bethmann Hollweg behauptet gegenüber dem deutschen Botschafter in London, Lichnowsky, dass er die Vermittlungsaktion sofort an Wien weitergeleitet habe, weist aber kurz darauf eine Vermittlung zwischen Wien und Belgrad zurück.[153]
- Berlin, die Sprachregelung für den Kriegsausbruch wird konzipiert: Konflikt gehe nur Serbien und Österreich etwas an, deutsche Bemühungen sind fortgesetzt auf Lokalisierung gerichtet. Sollte jedoch Russland für Serbien Partei ergreifen, sei für Deutschland „der casus foederis gegeben und eine allgemeine Konflagration [ein (Flächen-) Brand] unvermeidlich. Die Frage der Erhaltung des Friedens hängt von Russland ab.“[154]
- Kaiser Wilhelm trifft nach seiner Rückkehr von einer Nordsee-Fahrt in Potsdam ein, wo ihn Kanzler Bethmann über den neusten Stand der Dinge unterrichtet. Moriz von Lyncker fasst das Treffen wie folgt zusammen: „Unsere Politik sei darauf gerichtet, Russland in die Rolle des Provozierenden zu drängen.“[155]

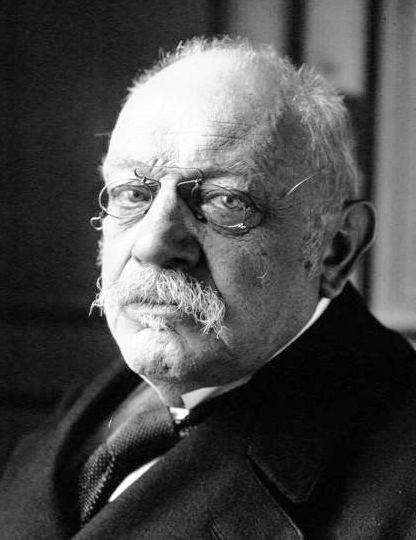
Jules Cambon warnt Paris: Frankreich ist das erste Ziel deutscher Armeen

- Der französische Botschafter Jules Cambon in Berlin gibt Warnung an Paris: „Es war immer beabsichtigt, dass, sollte Deutschland einen Konflikt gegen West und Ost führen müssen, wir [Frankreich] das erste Ziel seiner Armeen wären […] ich bin doch darüber betroffen, wie wenig guten Willen die Wilhelmstraße bei der Unterstützung der englischen Bemühungen zeigt. Was auch immer der [Reichs-]Kanzler sagen mag, die Macht der Institutionen und des Militärgeistes ist hier so gross, dass wir bereit sein müssen“.[156]
- London, Memorandum Eyre Crowe: Großbritannien muss eingreifen.[157]

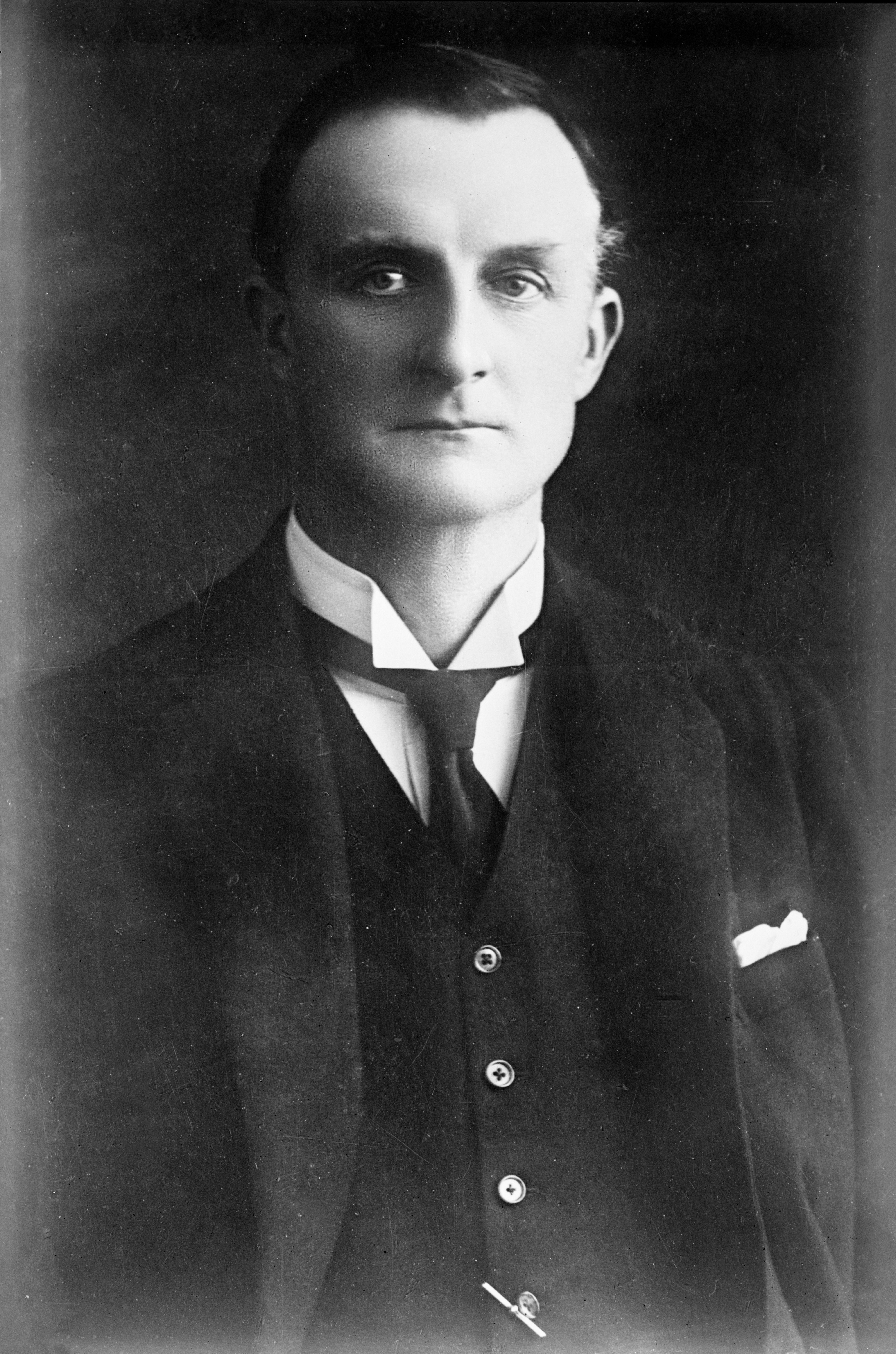
Außenminister Edward Grey warnt die Mittelmächte

- Der britische Außenminister Grey gibt dem deutschen und dem österreichischen Botschafter zu verstehen, dass sich Österreich-Ungarn mit der serbischen Antwort zufriedengeben soll.[158] Dem österreichisch-ungarischen und dem russischen Botschafter verdeutlicht Grey, dass es keine unbedingte Neutralität Englands geben werde.[159] Die deutsche Vermittlung bezeichnet er als wirkungslos, da sich die deutsche Regierung offensichtlich damit begnüge, die Hinweise und Vorschläge Greys „nur weiterzuleiten“.[160] Grey äußerte sich gegenüber dem deutschen Botschafter am selben Tag zudem wie folgt (zitiert entsprechend der Weitergabe nach Berlin): Aus dem Wortlaut der serbischen Antwort auf das Ultimatum „gehe hervor, dass Serbien den österreichischen Forderungen in einem Umfange entgegengekommen sei, wie er es niemals für möglich gehalten habe […] Begnüge sich Österreich nicht mit dieser Antwort, bzw. werde diese Antwort in Wien nicht als Grundlage für friedliche Unterhandlungen betrachtet, oder gehe Wien gar zur Besetzung von Belgrad vor […] so sei es vollkommen klar, dass Österreich nur nach einem Vorwand suche, um Serbien zu erdrücken. In Serbien solle aber alsdann Russland getroffen werden und der russische Einfluss auf dem Balkan. Es sei klar, dass Russland dem nicht gleichgültig zusehen könne und es als eine direkte Herausforderung auffassen müsse. Daraus würde der fürchterlichste Krieg entstehen, den Europa jemals gesehen habe, und niemand wisse, wohin ein solcher Krieg führen könne.“[161] Ähnlich äußert sich Grey im House of Commons (Unterhaus).[162]
- Sowohl der französische Botschafter in Berlin (gegenüber Staatssekretär Jagow) wie auch Außenminister Grey in London (gegenüber dem deutschen Botschafter Lichnowsky) weisen darauf hin, dass der lokale Konflikt zwischen Österreich und Serbien untrennbar mit einem europäischen Konflikt verbunden ist, eine Lokalisierung sei nicht möglich. Der französische Botschafter fragt Jagow direkt, ob Deutschland den Krieg wolle, was Jagow abstreitet.[163]

### 28. Juli (Dienstag)
- Berlin, 10 Uhr: Nach der Lektüre der serbischen Antwortnote erklärt Wilhelm II. mehrfach, dass damit jeglicher Kriegsgrund entfalle, er schlägt die Besetzung Belgrads als Garantie für die Ausführung der Versprechen vor.[164]

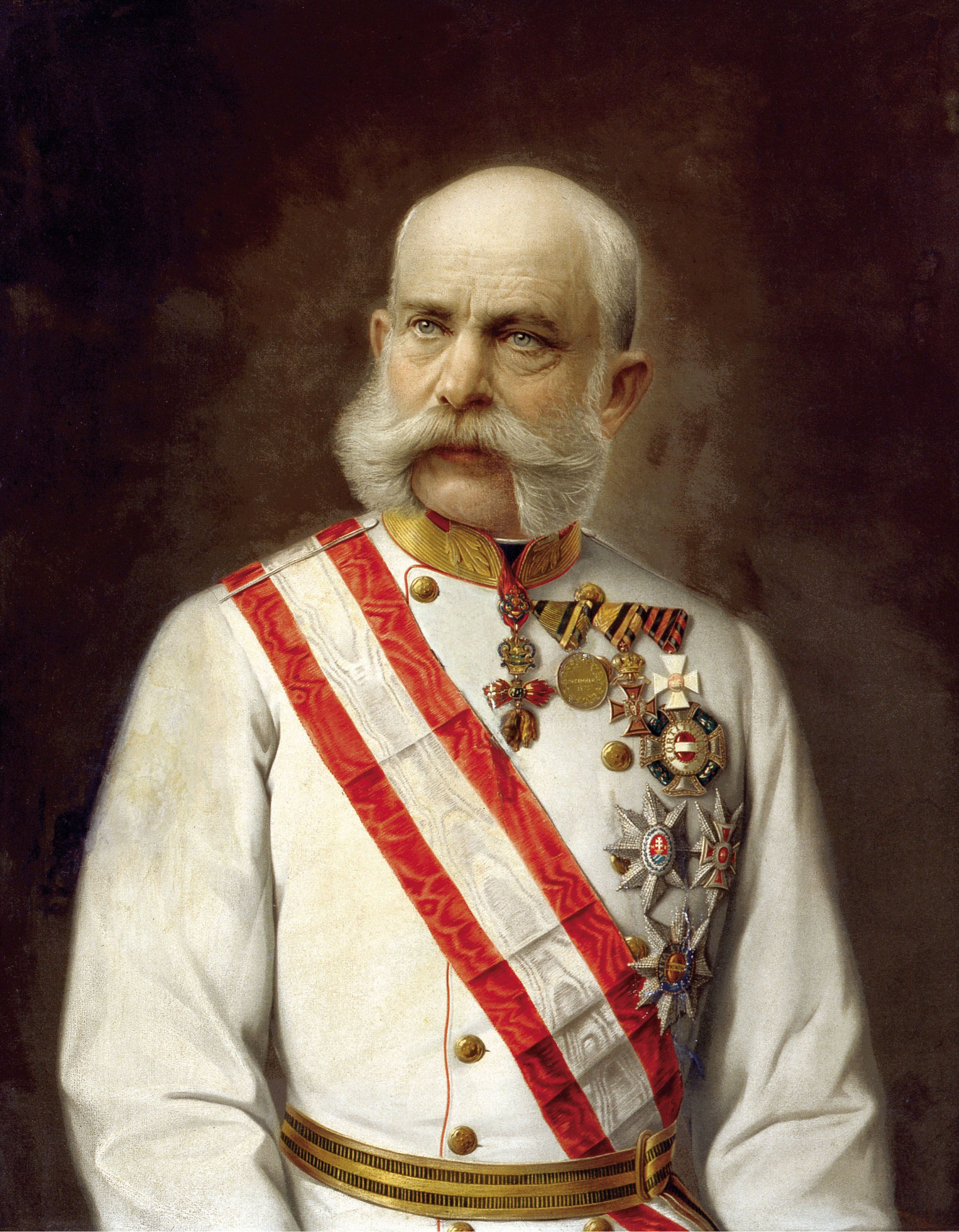
Kaiser Franz Joseph unterschreibt am 28. Juli die Kriegserklärung an Serbien

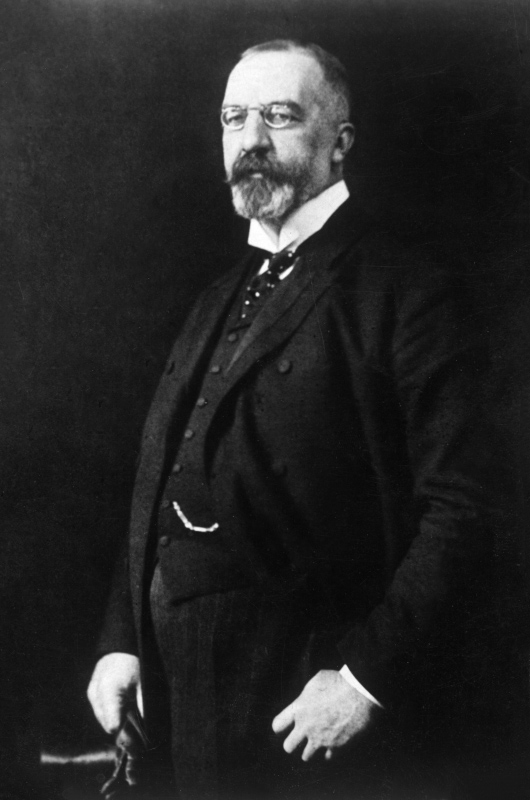
Graf Karl Stürgkh, österreichischer k.k. Ministerpräsident

- 11 Uhr: Kriegserklärung Österreich-Ungarns an Serbien per Telegramm. Kaiser Franz Joseph unterschreibt in Bad Ischl die Proklamation An Meine Völker!.[165]
- K.u.k. Außenminister Berchtold erklärt, das serbische Entgegenkommen sei nur ein Scheinbares, es werde keine Verhandlungen über die Note geben. Der englische Konferenzvorschlag sei durch den Kriegszustand überholt, der englische Schritt käme zu spät, es werde kein österreich-ungarisches Einlenken geben.[166]
- Berlin: Auf Empfehlung des Reichskanzlers (um „die Schuld Russlands in das hellste Licht zu setzen“) beginnt Wilhelm II. einen Telegrammwechsel mit dem Zaren und appelliert bei diesem an die Solidarität der Monarchien.[167] Reichskanzler Bethmann Hollweg instruiert zudem den deutschen Botschafter Pourtalès, dass sich Russland mit dem erklärten Annexionsverzicht Österreich-Ungarns begnügen solle,[168] den Botschafter in London, dass man Wien nicht zur Nachgiebigkeit zwingen könne,[169] Deutschland könne jedoch den britischen Vorschlag aus taktischen Gründen nicht a limine abweisen (letzteres schon am 27. Juli, 23:50 Uhr, formuliert).[170]
- St. Petersburg: Der russische Außenminister Sasonow erklärt gegenüber dem deutschen Botschafter Pourtalès, dass Österreich den Willen zum Krieg beweise, wenn es die serbische Antwort ablehne, gegenüber dem russischen Botschafter in London (Benckendorff), dass Deutschland die Unversöhnlichkeit Österreichs eher begünstige denn vermittle,[171] gegenüber dem britischen Botschafter Buchanan: Wenn Österreich die Grenze zu Serbien überschreite, erfolgt die russische Mobilmachung.[172] Dem österreichischen Botschafter bedeutet er, dass der Annexionsverzicht nicht beeindrucke,[173] gegenüber Benckendorff, dass der Schlüssel zur Lage in Berlin liege.[174] Weiterhin kündigt er an, dass am 29. Juli vier Militärbezirke mobilisiert werden.[175] Paléologue bestätigt Sasonow, dass Frankreich bereit sei, seine Bündnisverpflichtungen zu erfüllen.[176]
- In Paris wird die Devise ausgegeben, das beste Mittel zu Vermeidung eines allgemeinen Krieges sei die Vermeidung eines lokalen.[177] Viviani an Bienvenu-Martin: französische Einwirkung auf Russland nur möglich, wenn Berlin in Wien ernsthaft vermittelt[178]
- Berlin 18:39 Uhr: Die Nachricht von der Kriegserklärung Österreich-Ungarns an Serbien trifft ein.[179]
- Reichskanzler Bethmann Hollweg instruiert die Botschaften in St. Petersburg, Wien, London und Paris, dass die Kriegserklärung nichts an den deutschen Bemühungen ändere, „Wien zu einer offene Aussprache mit Petersburg mit dem Ziel zu veranlassen, Zweck und Umfang des österreichischen Vorgehens in Serbien in unanfechtbarer und hoffentlich Russland befriedigender Weise klarzulegen.“[180]
- Reichskanzler Bethmann Hollweg an den deutschen Botschafter in Wien, Tschirschky: „Die nunmehr vorliegende Antwort der serbischen Regierung auf das österreichische Ultimatum lässt erkennen, dass Serbien den österreichischen Forderungen doch in so weitgehenden Maße entgegengekommen ist, dass bei einer völlig intransigenten Haltung der österreichisch-ungarischen Regierung mit einer allmählichen Abkehr der öffentlichen Meinung von ihr in ganz Europa gerechnet werden muss. Nach den Angaben des österreichischen Generalstabes wird ein aktives militärisches Vorgehen gegen Serbien erst am 12. August möglich sein. Die k. [deutsche] Regierung kommt infolgedessen in die ausserordentlich schwierige Lage, dass sie in der Zwischenzeit den Vermittlungs- und Konferenzvorschlägen der anderen Kabinette ausgesetzt bleibt, und wenn sie weiter an ihrer bisherigen Zurückhaltung solchen Vorschlägen gegenüber festhält, das Odium, einen Weltkrieg verschuldet zu haben, schliesslich auch in den Augen des deutschen Volkes auf sie zurückfällt. Auf einer solchen Basis lässt sich ein erfolgreicher Krieg nach drei Fronten nicht einleiten und führen. Es ist eine gebieterische Notwendigkeit, dass die Verantwortung für ein eventuelles Übergreifen des Konfliktes auf die nicht unmittelbar Beteiligten unter allen Umständen Russland trifft“. Wien solle eine Erklärung abgeben, dass es zwecks Erfüllung der Forderungen und zur Schaffung von Garantien lediglich eine vorübergehende Besetzung von Belgrad und anderen Punkten Serbiens erfolgen solle. Tschirschky soll dementsprechend bei k.u.k. Außenminister Berchtold vorsprechen, aber: „Sie werden es dabei sorgfältig zu vermeiden haben, dass der Eindruck entsteht, als wünschten wir Österreich zurückzuhalten. Es handelt sich lediglich darum, einen Modus zu finden, der die Verwirklichung des von Österreich-Ungarn angestrebten Ziels, der grosserbischen Propaganda den Lebensnerv zu unterbinden, ermöglicht, ohne gleichzeitig einen Weltkrieg zu entfesseln, und wenn dieser nicht zu vermeiden ist, die Bedingungen, unter denen er zu führen ist, für uns nach Tunlichkeit zu verbessern.“[181]
- Der Reichskanzler teilt dem britischen Botschafter Goschen mit, dass die Konferenz abgelehnt werde, da ein „Areopag“ über Österreich nicht akzeptiert werden könne. Die Entscheidung über Krieg und Frieden liege bei Russland, nicht bei Deutschland[182]
- Vierter britischer Vermittlungsvorschlag: die deutsche Regierung solle selbst Verfahren für Vermittlung vorschlagen, ähnlich äußert sich der französische Botschafter in Berlin, Jules Cambon.[183]

### 29. Juli (Mittwoch)

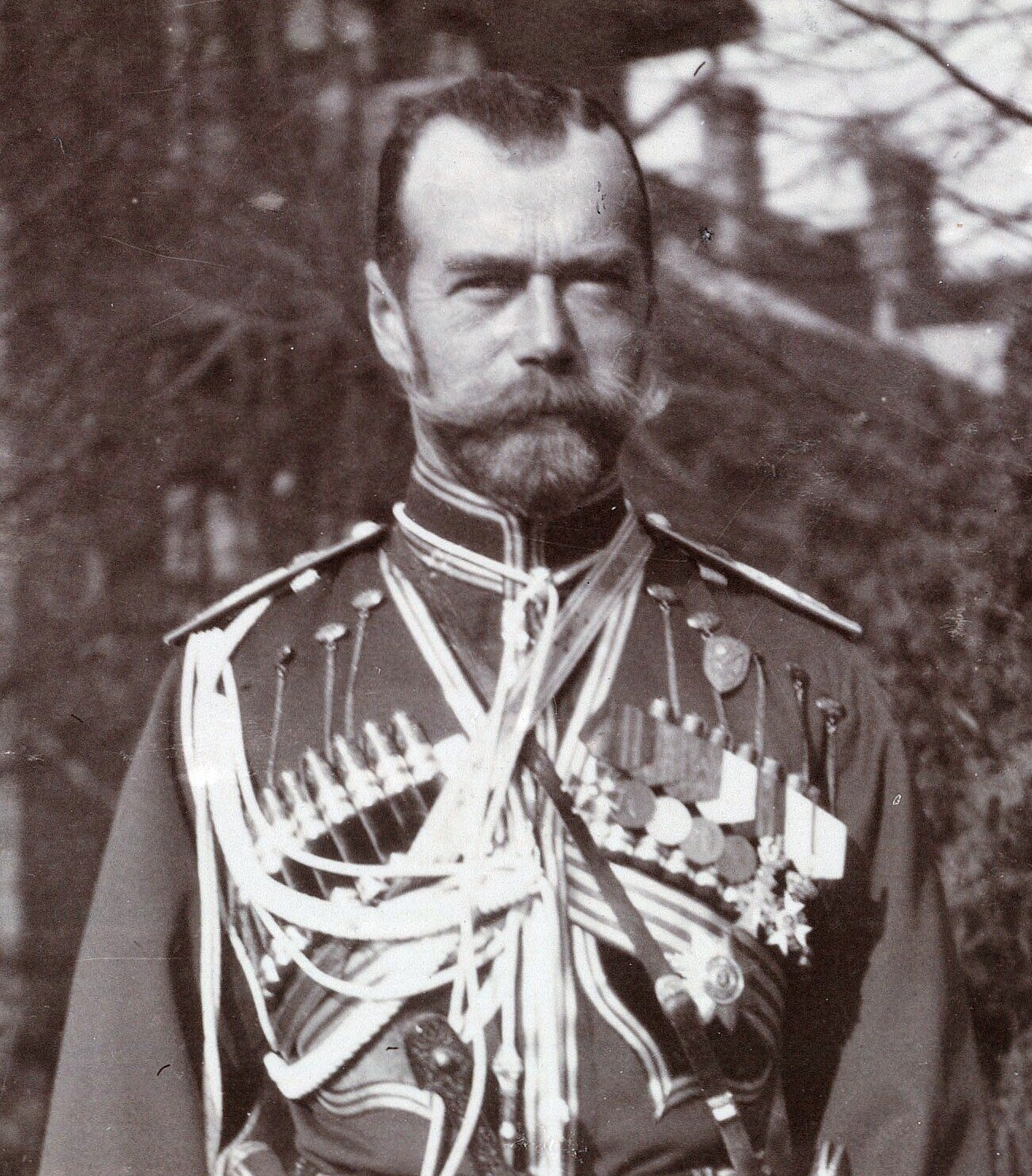
Nikolaus II. befiehlt am 29. Juli 1914 die russische Generalmobilmachung

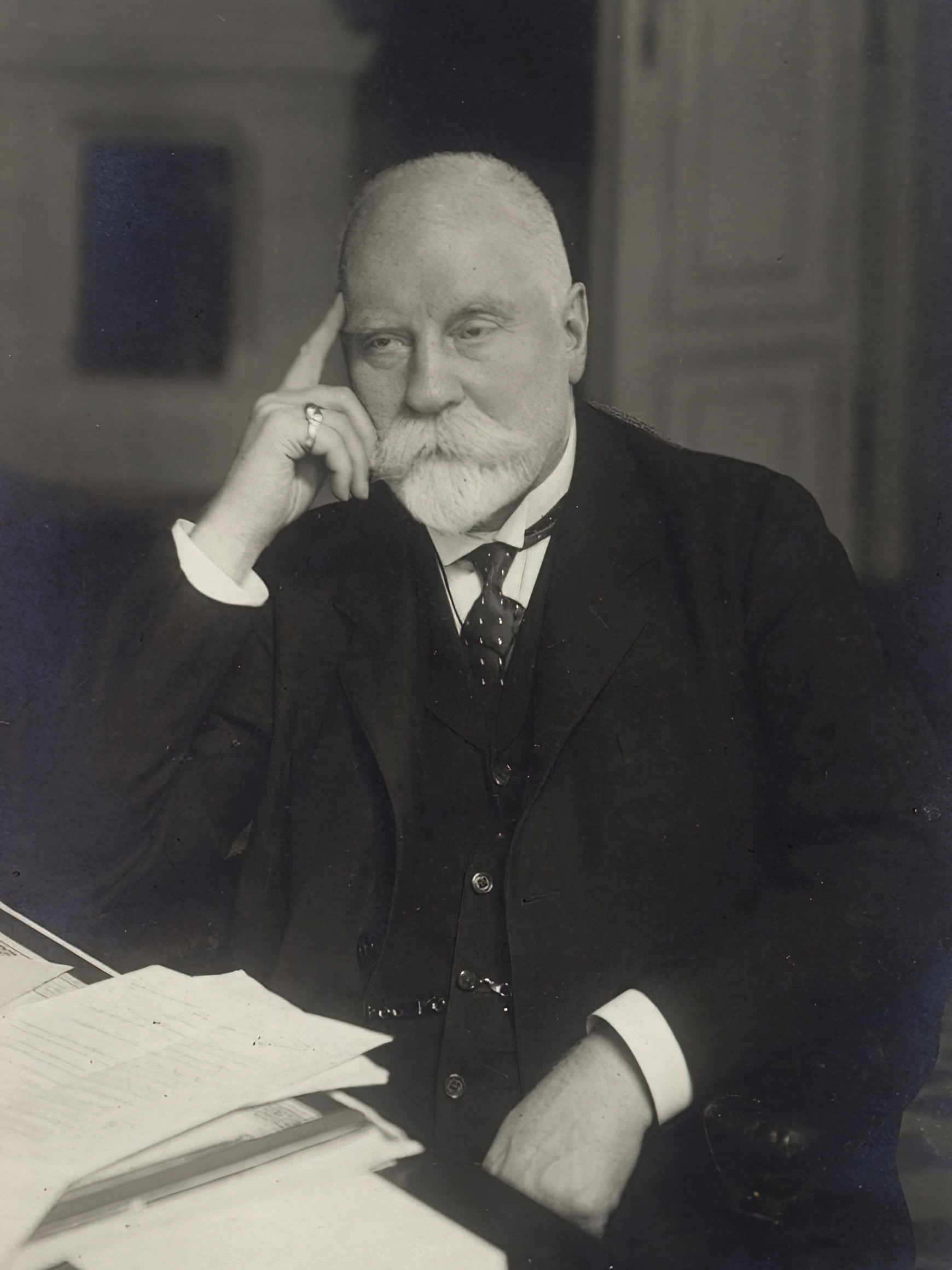
Leon Biliński, k.u.k Finanzminister und Administrator von Bosnien und Herzegowina

- Kurz nach 2 Uhr morgens: Beschießung von Belgrad durch die Flussmonitore S.M.S Temes, Bodrog und Számos.[184]
- St. Petersburg 11 Uhr Ortszeit:[91] Mitteilung der russischen Teilmobilmachung, die nach Angaben von Sasonow nicht wie in westeuropäischen Staaten mit Krieg gleichzusetzen sei.[185]
- Im Laufe des Vormittags: die Beschießung Belgrads wird in Europa bekannt.
- K.u.k Außenminister Berchtold lehnt gegenüber dem russischen Botschafter Schebeko Gespräche über Serbien ab,[186] gegenüber dem deutschen Botschafter Tschirschky ebenso ein Verhandeln über das Ultimatum[187] und fordert von Deutschland, gegen Russland mit der Generalmobilmachung zu drohen[188] sowie erklärt gegenüber dem k.u.k. Botschafter in London, Mensdorff, dass man von niemanden geschoben werde.[189]
- Der deutsche Botschafter Tschirschky überbringt dem k.u.k. Außenminister Berchtold – wie gewünscht: ohne Nachdruck – den „Halt-in-Belgrad“-Vorschlag, Berchtold findet sich jedoch zu keiner Antwort bereit.[190]
- 12:50 Uhr: Berlin gibt Warnungen an Paris und Petersburg heraus[191]
- Der deutsche Staatssekretär des Äußeren Jagow übersendet dem deutschen Botschafter in Brüssel, Claus von Below-Saleske, die „Sommation“ (das Ultimatum) an Belgien.[192]
- 22:30 Uhr: Reichskanzler Bethmann Hollweg mahnt nun beim deutschen Botschafter in Wien, Tschirschky, zur Eile wegen des „Halt-in-Belgrad-Vorschlags“,[193] gegenüber Pourtalès fordert er (23:05 Uhr), dass Russland sich mit dem Annexionsverzicht Österreich-Ungarns zufriedengeben und die Wirkung deutscher Vermittlung abwarten solle.[194]
- Reichskanzler Bethmann Hollweg eröffnet dem britischen Botschafter Edward Goschen, dass Deutschland unter Brechung der belgischen Neutralität Frankreich angreifen werde und dass man für eine britische Neutralität die Wiederherstellung der territorialen Integrität von Frankreich und Belgien – nicht jedoch die ihrer Kolonien – nach dem Krieg anbiete. Goschen meldete dies umgehend nach London, dort fügte Eyre Crowe hinzu: „Diese erstaunlichen Vorschläge bedürfen nur des einzigen Kommentars, dass sie ein schlechtes Licht auf den Staatsmann werfen, der sie macht.“[195]
- London, 17:30 Uhr:[84] Außenminister Grey spricht gegenüber dem deutschen Botschafter eine ernsthafte Warnung aus, die auch dem Kaiser zur Kenntnisnahme vorgelegt wird: Bei einem Krieg mit deutscher und französischer Beteiligung würde Großbritannien nicht abseitsstehen können und “if war breaks out, it will be the greatest catastrophe that the world ever has seen” („wenn der Krieg ausbricht, wird es die größte Katastrophe werden, die die Welt jemals gesehen hat“).[196]
- Wohl aufgrund der Reaktionen der Briten weist der Reichskanzler nun (teilweise kurz vor, teilweise nach Mitternacht) Tschirschky an, dass Wien die Verhandlungen mit Petersburg wieder aufnehmen und auf den englischen Vorschlag eingehen soll.[197]
- Der Reichskanzler gibt nach St. Petersburg bekannt, dass er die Einschaltung des Haager Schiedsgerichts ablehne, Russland solle sich jeder Feindseligkeit gegen Österreich enthalten, ansonsten könne er nicht weiter vermitteln.[198]
- Grey fordert Deutschland zur Vermittlung auf (oder „irgendeinen Vorschlag zu machen“) und erklärt, dass es bei einem Kontinentalkrieg keine britische Neutralität geben könne, macht aber auch gegenüber dem französischen Botschafter Vorbehalte. Als Basis einer Vermittlung wird der „Halt-in-Belgrad“-Vorschlag propagiert (5. britischer Vermittlungsvorschlag), in jedem Fall könne aber eine Vermittlung nicht in der von Deutschland gewünschten Weise einfach darin bestehen, „dass man Russland dränge, untätig zuzusehen, während Österreich freie Hand erhielte, beliebig weit zu gehen“. Die britische Kabinettssitzung legt sich jedoch noch nicht fest.[199]
- Etwa 19 Uhr St. Petersburg Ortszeit:[91] Botschafter Pourtalès überbringt dem russischen Außenminister Sasonow die deutsche Warnung: Weitere russische Mobilisierungsmaßnahmen zwängen Deutschland zur Mobilmachung, was wiederum Krieg bedeute.[200]
- St. Petersburg: nach 19 Uhr Ortszeit[91] fällt die Entscheidung für die Generalmobilmachung,[201] um 21:40 Uhr trifft das Telegramm von Wilhelm II. ein, der seiner Meinung Ausdruck gibt „dass es für Russland durchaus möglich wäre, bei dem österreichisch-serbischen Konflikt in der Rolle des Zuschauers zu verharren, ohne Europa in den entsetzlichsten Krieg zu verwickeln, den es je gesehen hat […] Natürlich würden militärische Massnahmen von seiten Russlands, die Österreich als Drohung ansehen würde, ein Unheil beschleunigen, das wir beide zu vermeiden wünschen, und meine Stellung als Vermittler gefährden, die ich auf Deinen Appell an meine Freundschaft und meinen Beistand bereitwillig übernommen habe“.[202]
- 17 bis 19 Uhr: Ministerrat in Paris: Einigkeit mit Russland.[203]
- 17:30 Uhr Paris: Botschafter Schoen überbringt dem französischen Regierungschef Viviani die deutsche Warnung.[204]
- Um 23 Uhr befiehlt der Zar die Einstellung der vier Stunden zuvor beschlossenen Generalmobilmachung und die Umwandlung in Teilmobilmachung.[205]

### 30. Juli (Donnerstag)

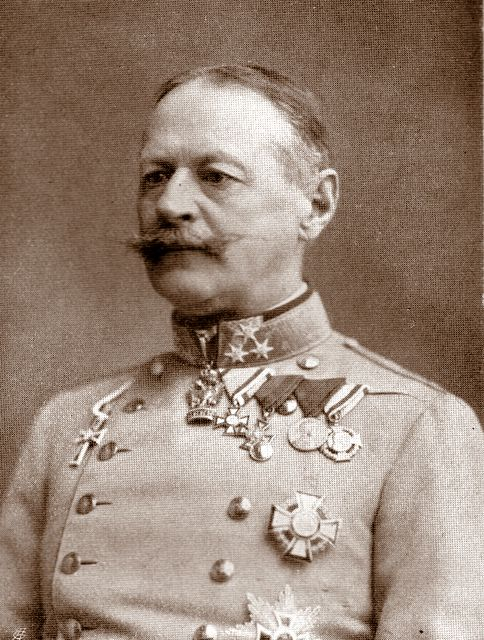
Alexander von Krobatin, Kriegsminister von Österreich-Ungarn

- St. Petersburg, etwa 1 Uhr morgens.[91] 1. Sasonowsche Formel gegenüber Pourtalès (Vermittlungsvorschlag an Deutschland): „Wenn Österreich, in Anerkennung des Umstandes, dass sein Streitfall mit Serbien den Charakter einer Frage von europäischen Interesse angenommen hat, sich bereit erklärt, aus seinem Ultimatum die Punkte zu entfernen, die den Souveränitätsrechten Serbiens zu nahe treten, so verpflichtet sich Russland, alle militärischen Vorbereitungen einzustellen“. (Der Vorschlag wird in Berlin nicht weiter verfolgt).[206]
- Wien: Berchtold lehnt gegenüber deutschem Botschafter Verhandlungen über serbisch-österreichischen Konflikt ab, dem „Halt-in-Belgrad“ Vorschlag werde Österreich-Ungarn erst nach dem Krieg und zur Erzwingung der Friedensbedingungen nähertreten. Gegenüber dem russischen Botschafter erklärt er sich zu Verhandlungen mit Russland bereit. Nahezu gleichzeitig besprechen sich Kaiser Franz Joseph I., Außenminister Berchtold, Generalstabschef Conrad und Kriegsminister Krobatin dahingehend, dass man den Krieg gegen Serbien fortsetzt, den englischen Vorschlag hinhaltend beantwortet und die Generalmobilmachung am 1. August durchführt.[207]
- Berlin, nachmittags: Jagow informiert den k.u.k Botschafter über den „Halt-in-Belgrad“ Vorschlag der britischen Regierung, gesteht aber militärische Genugtuung und die Besetzung Serbiens zu.[208]
- Berlin, nachmittags: Die Falschmeldung des Berliner Lokal-Anzeiger, der mit der Schlagzeile „Die Entscheidung ist gefallen!“ über eine angeblich von Kaiser Wilhelm II. als Reaktion auf die russische Teilmobilmachung befohlene deutsche Mobilmachung berichtet, sorgt trotz eines Dementis von Jagows für Irritationen in Öffentlichkeit und Diplomatie.[209][210]
- Berlin ca. 21 Uhr: Die deutschen Militärs drängen bei Bethmann Hollweg auf Krieg, die Erklärung der drohenden Kriegsgefahr solle möglichst am nächsten Tag erfolgen, Bethmann Hollweg sagt das zu.[211]

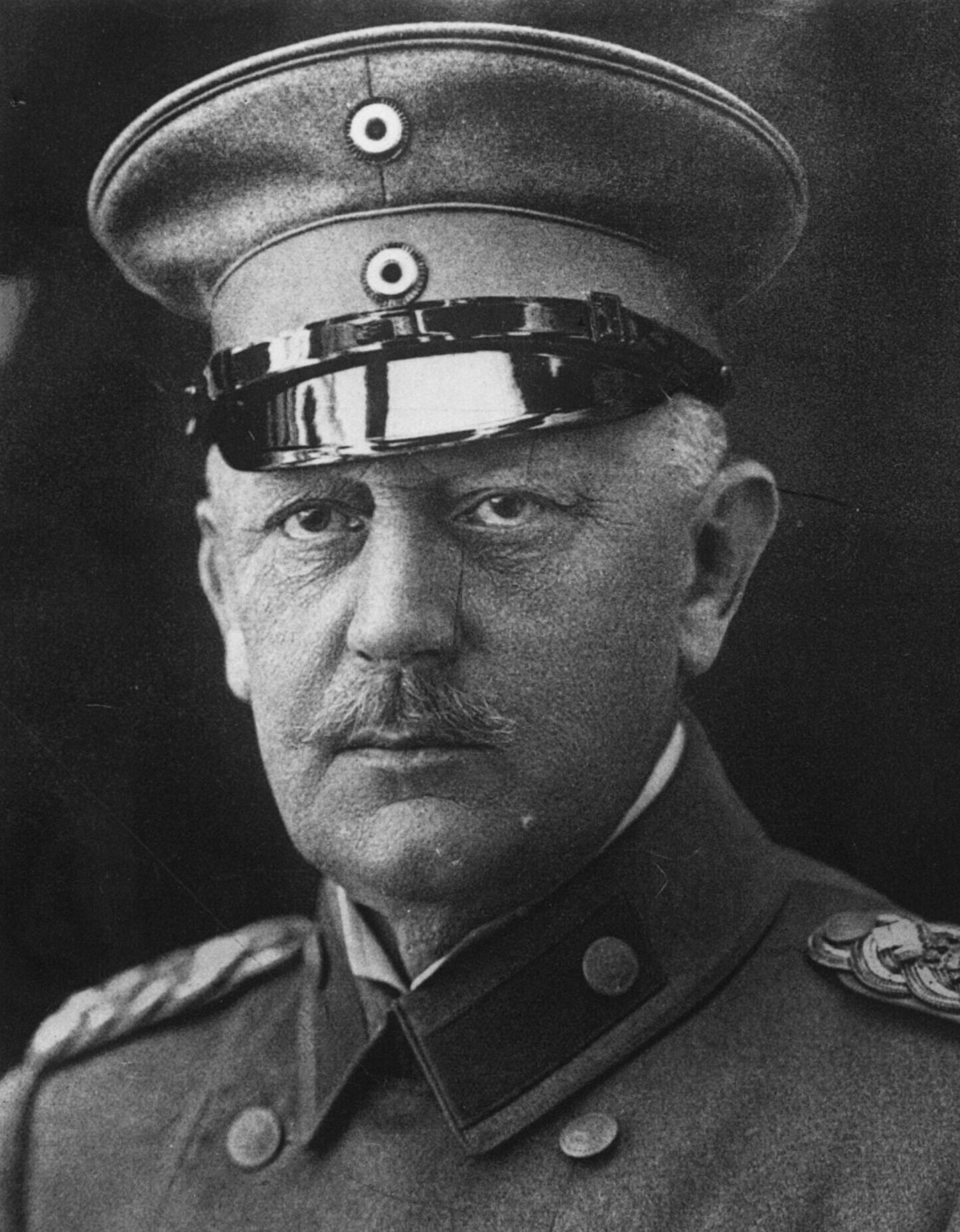
Generalstabschef Moltke: Im Gegensatz zu den russischen Mobilisierungen würde Deutschlands Mobilisierung unbedingt zum Krieg führen

- Der deutsche Generalstabschef Moltke erklärt gegenüber dem „Kundschaftsbureau“ des k.u.k. Generalstabes in Berlin: „Im Gegensatz zu den schon gewohnheitsmässigen russischen Mobilisierungen und Demobilisierungen würde Deutschlands Mobilisierung unbedingt zum Krieg führen.“[212]
- Berlin rechnet jetzt mit Großbritanniens Kriegseintritt im Falle eines Kontinentalkrieges.[213]
- Deutschland lehnt 1. Sasonowsche Formel ab.[214]
- Jagow behauptet gegenüber dem französischen Botschafter Cambon, dass die russische Mobilmachung die deutsche Vermittlung in Frage stellt.[215]
- Der Reichskanzler instruiert den deutschen Botschafter Tschirschky, dass Wien auf die Vorschläge Greys eingehen solle, da es ansonsten kaum mehr möglich sei „Russland die Schuld an der ausbrechenden europäischen Konflagration [Flächenbrand] zuzuschieben.“[216]
- Jagow instruiert den deutschen Botschafter in London, Lichnowsky, dass Grey auf Petersburg Einfluss zwecks Einstellung der Kriegsmaßnahmen nehmen solle.[217]
- St. Petersburg, 15 Uhr Ortszeit:[91] Sasonow erreicht beim Zaren die Erteilung des Befehls zur Generalmobilmachung, die sofort telefonisch dem Generalstab mitgeteilt wird. Die Entscheidung war zunächst schon am Vortag um 19 Uhr gefallen, dann aber vom Zaren um 23 Uhr zunächst wieder zur Teilmobilmachung reduziert worden.[218]
- Grey schlägt nochmals „Halt-in-Belgrad“ vor, ebenfalls Buchanan. Gleichzeitig Anfrage, ob eine Änderung der Formel Sasonows noch möglich sei. (6. englischer Vermittlungsvorschlag)[219]
- Der französische Staatspräsident Poincaré teilt dem britischen Botschafter Bertie mit (von ihm Weitergabe an den britischen Außenminister Grey), nur noch Großbritanniens eindeutige Stellungnahme könne den Krieg verhindern.[220]
- Paris 23.25 Uhr: Meldung des französischen Botschafters in St. Petersburg, Paléologue, über erste russische Maßnahmen zur Generalmobilmachung trifft in Paris ein. Sasonow und der Zar haben laut Paléologue den Eindruck „dass Deutschland in Wien die entscheidenden Worte, die den Frieden sichern würden, nicht sprechen will.“[221]

### 31. Juli (Freitag)

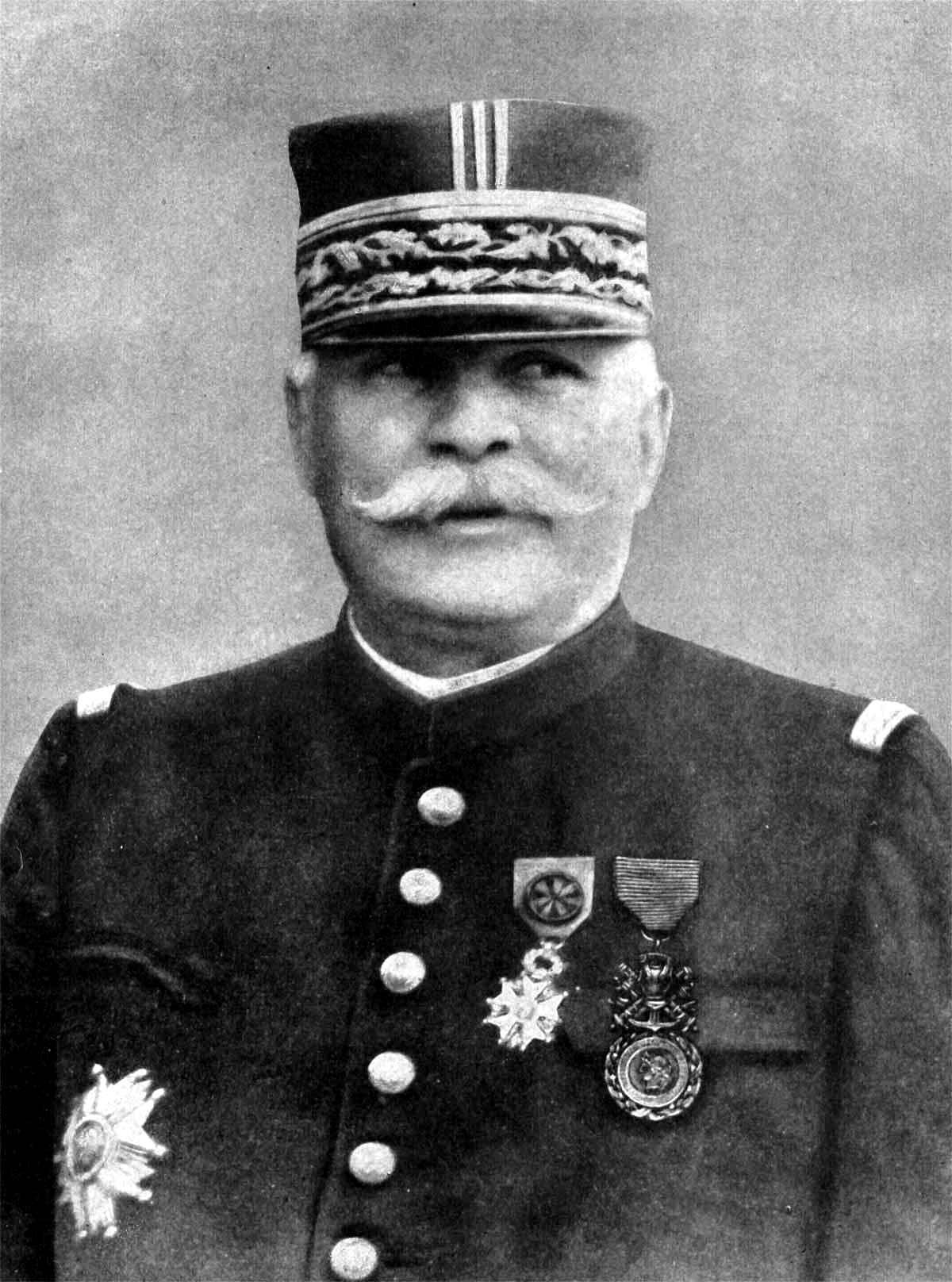
Der französische Armeechef Joseph Joffre fordert am 31. Juli erstmals die französische Generalmobilmachung

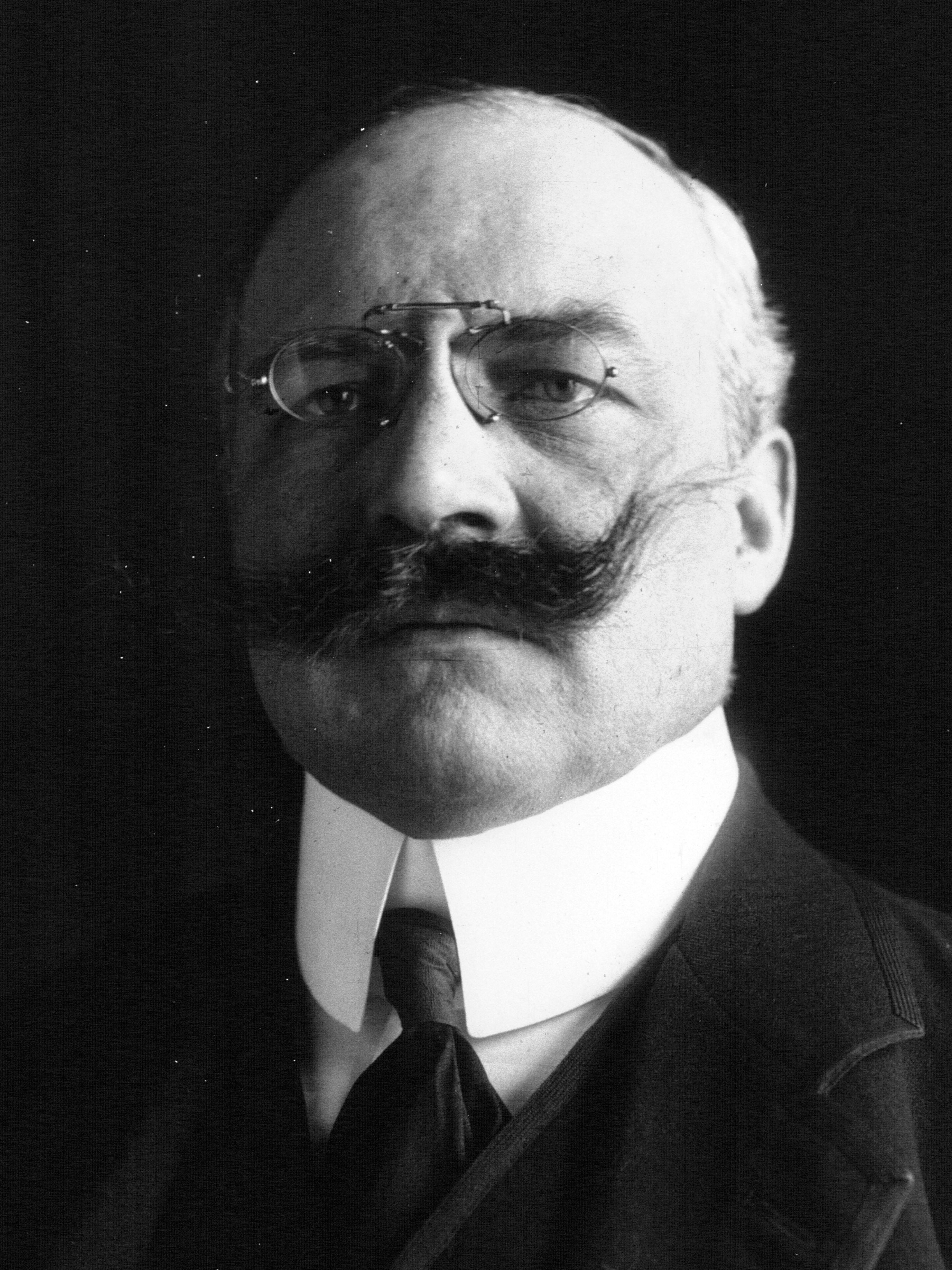
Adolphe Messimy, französischer Kriegsminister

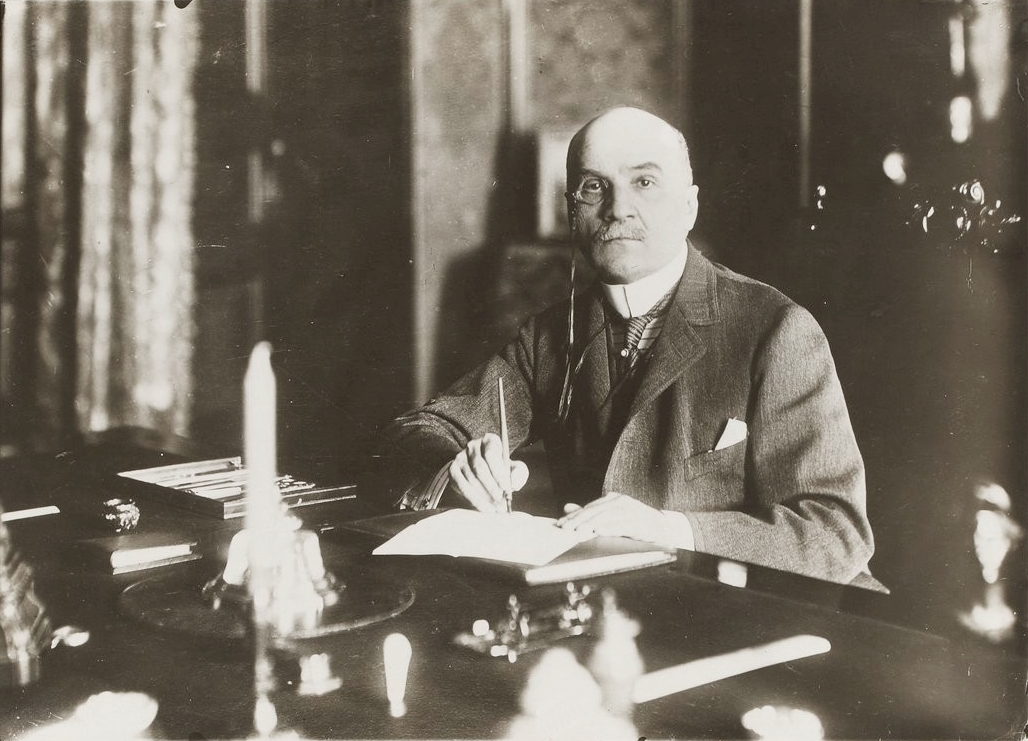
Maurice Paléologue, französischer Botschafter in St. Petersburg

- Morgens: Russische Generalmobilmachung veröffentlicht.[222]
- Der russische Außenminister Sasonow fordert wiederum Pourtalès auf, dass Deutschland auf Wien mäßigend einwirkt.[223]
- Botschafter Goschen lehnt gegenüber Reichskanzler Bethmann Hollweg ein britisches Neutralitätsversprechen ab.[224]
- 11 Uhr Ortszeit[91] St. Petersburg, Kronrat: Sasonow versucht Rumänien als Bündnispartner zu gewinnen[225] und gibt an die Missionen (Botschaften) die 2. Sasonowsche Formel weiter (abwartende Haltung Russlands und Prüfung angemessener Genugtuung, aber ohne Antastung der Souveränität und Unabhängigkeit Serbiens, sofern Österreich nicht zuvor in Serbien einmarschiert).[226] Dem britischen Botschafter legt er Verhandlungen in London nahe.[227]
- Der österreichisch-ungarische Annexionsverzicht gilt laut k.u.k. Außenminister Berchtold nur für einen lokalisierten Krieg.[228]
- Der österreichisch-ungarische Ministerrat lehnt eine Konferenz der Großmächte ab, nimmt aber den 6. britischen Vermittlungsvorschlag bedingt an.[229]
- Laut k.u.k. Außenminister Berchtold könne der Ausgangspunkt aller Diskussionen nur eine „Lektion“ für Serbien sein.[230]
- 12 Uhr Berlin: Russische Generalmobilmachung wird gemeldet.[231]
- 13 Uhr Berlin „Zustand drohender Kriegsgefahr“ wird befohlen.[232]
- Das deutsche Auswärtige Amt fragt beim Admiralstab an, ob ein Überfall auf die britische Flotte möglich sei.[233]
- 14:55 Uhr Ortszeit[91] St. Petersburg, Telegramm Nikolaus II. an Wilhelm II. (Eingang Berlin 14:52 Uhr): „Es ist technisch unmöglich, unsere militärischen Vorbereitungen einzustellen, die infolge Mobilmachung Österreichs notwendig waren. Es liegt uns fern, einen Krieg zu wünschen. Solange die Verhandlungen mit Österreich wegen Serbiens andauern, werden meine Truppen keinerlei herausfordende Handlung unternehmen. Ich gebe Dir mein feierliches Wort darauf.“[234]
- 14:04 Uhr Berlin, Telegramm Wilhelm II. an Nikolaus II.: „Nunmehr erhalte ich zuverlässige Nachricht über ernstliche Kriegsvorbereitungen an meiner Ostgrenze. Die Verantwortung für die Sicherheit meines Reiches zwingt mich zu vorbeugenden Verteidigungsmassnahmen […] Noch kann der Friede Europas durch Dich erhalten bleiben, wenn Russland einwilligt, die militärischen Massnahmen einzustellen, die Deutschland und Österreich-Ungarn bedrohen müssen“.[235]
- In der britischen Kabinettssitzung ergibt sich noch keine Festlegung auf das Verhalten im Falle eines europäischen Krieges.[236] Außenminister Grey teilt dem russischen Botschafter Benckendorff mit, dass Großbritannien bei einem allgemeinen Kriege nicht neutral bleiben kann,[237] jedoch dem französischen Botschafter Cambon, dass sich Großbritannien noch nicht festlegen könne. Ein Ultimatum an Frankreich könne eine Intervention rechtfertigen.[238]
- Der britische Außenminister Grey teilt dem britischen Botschafter in Berlin, Goschen, mit, dass eine Viermächtekonferenz Österreich-Ungarn Genugtuung garantieren solle (7. britischer Vermittlungsvorschlag).[239]
- Grey fragt bei den britischen Botschaftern Berti (Paris) und Goschen (Berlin) an, ob Frankreich und Deutschland jeweils die belgische Neutralität wahren wolle[240] und fordert den britischen Botschafter in Brüssel, Villiers, auf, dass Belgien diese verteidigen solle.[241]
- Nicolson teilt Grey mit, dass er eine Mobilmachung der Armee für erforderlich halte,[242] Crowe gibt gegenüber Grey seiner Meinung Ausdruck, dass Großbritannien eingreifen oder auf den Status als Großmacht verzichten müsse.[243]
- Reichskanzler Bethmann Hollweg lässt Wien am Nachmittag über Botschafter Tschirschky die Forderung überbringen, dass sich Österreich-Ungarn sofort am Krieg gegen Russland beteiligen solle. Begründung: „Nach der russischen Gesamtmobilmnachung haben wir drohende Kriegsgefahr verfügt, derselben wird voraussichtlich binnen 48 Stunden Mobilmachung folgen. Diese bedeutet unvermeidlich Krieg.“[244]
- Staatssekretär Jagow teilt dem französischen und dem englischen Botschafter mit, dass die russische Überstürzung und Generalmobilmachung für die Zuspitzung verantwortlich seien.[245]
- 15 Uhr Berlin: Beratung Wilhelm II., Generalstabschef Moltke und Reichskanzler Bethmann Hollweg: das Ultimatum an Russland wird gebilligt und um 15:30 Uhr nach Russland weitergeleitet. Gleichzeitig ergeht eine Anfrage auf Neutralität an Frankreich.[246] Der Reichskanzler legt die Sprachregelung fest, der zufolge die deutsche Generalmobilmachung als Folge der russischen gesehen werden müsse.[247] Wilhelm II. schreibt an Franz Joseph, dass Serbien nun zweitrangig sei, man müsse alle Kräfte gegen Russland mobilisieren und Italiens Unterstützung gewinnen.[248]
- Staatssekretär Jagow erklärt dem britischen Botschafter Goschen, dass Deutschland auf den neuerlichen englischen Vermittlungsvorschlag[249] nicht vor russischer Antwort auf das Ultimatum antworten kann[250] und Rücksprache mit Wilhelm II. und den Reichskanzler genommen werden muss.[251]
- Unterredung des russischen Außenministers Sasonow mit dem britischen Botschafter Buchanan und dessen französischem Kollegen Paléologue, Festlegung auf die 2. Sasonowsche Formel (abwartende Haltung Russlands und Prüfung der Österreich-Ungarn zustehenden Genugtuung durch die Großmächte, wenn Österreich-Ungarn nicht in Serbien einmarschiert).[252]
- 19 Uhr Paris: der deutsche Botschafter Schoen überreicht dem französischen Regierungschef Viviani die auf 18 Stunden befristete „Anfrage“, ob Frankreich in einem russisch-deutschen Krieg neutral bleibe.[253]
- Der französische Ministerpräsident Viviani fragt beim britischen Botschafter Bertie nach der Haltung seiner Regierung, Joseph Joffre (Befehlshaber der französischen Armee) fordert sofortige französische Mobilmachung[254]
- Der französische Staatspräsident Poincaré trägt an den britischen König Georg V. die Bitte heran, dass sich Großbritannien erklären soll. Konkret schrieb er ihm, dass ein durch Deutschland provozierter Krieg am ehesten dadurch verhindert werden könne, dass die Entente-Mächte eng zusammenstünden und vor allem Großbritannien klar Stellung beziehe.[255][256]
- 22:30 Uhr: der britische Botschafter Bertie fragt beim französischen Regierungschef Viviani bzgl. der Respektierung der belgischen Neutralität durch Frankreich an.[257]
- St. Petersburg, Mitternacht:[91] Pourtalès überreicht Sasonow das deutsche Ultimatum: deutsche Mobilisierung, wenn Russland nicht binnen 12 Stunden „jede Kriegsmassnahme gegen uns [Deutschland] und Österreich-Ungarn einstellt und uns hierüber bestimmte Erklärung abgibt“. Die deutsche Mobilmachung bedeute unvermeidlich Krieg.[258] Sasonow entgegnet bei der Übergabe, dass die russische Generalmobilmachung nicht mehr zurückzunehmen sei; ohne Einigung mit Österreich-Ungarn könne der Frieden nicht erhalten werden.[259]
- 23:00 Uhr: Bertholet (stellv. Direktor im französischen Außenministerium) erklärt dem k.u.k. Botschafter Szécsen, dass Serbien durch die deutsche „Anfrage“[260] in den Hintergrund getreten sei.[261]
- Der französische Kriegsminister Messimy teilt dem russischen Botschafter Iswolski mit, dass Frankreich zum Krieg entschlossen sei und bat ihn, „die Hoffnung des französischen Generalstabes zu bestätigen, dass sich alle unserer Anstrengungen gegen Deutschland richten werden, und dass Österreich als quantité negligeable [Belanglosigkeit] betrachtet werden wird“.[262]
- Margerie (politischer Direktor im französischen Außenministerium) teilt dem britischen Botschafter Bertie mit, dass Frankreich die belgische Neutralität wahren wird.[263]

### 1. August (Samstag)
- Paris 8 Uhr: Joseph Joffre fordert wiederum französische Generalmobilmachung. Es verfestigt sich in Paris der Eindruck, dass Deutschland den Krieg wolle.[264] Sprachregelung an die Missionen (Botschaften), dass die Entscheidung bei Deutschland liege.[265]
- Paris 9 bis 13 Uhr: Ministerrat, Bündnisverpflichtung bekräftigt, Mobilmachung auf 16 Uhr festgelegt.[266]
- Franz Joseph an Wilhelm II. „Sobald mein Generalstab erfahren hat, daß Du entschlossen bist, den Krieg gegen Rußland sogleich zu beginnen und mit aller Kraft durchzuführen, stand auch hier der Entschluß fest, die überwiegenden Hauptkräfte gegen Rußland zu versammeln.“[267][268]
- Berlin: Jagow und Zimmermann (Auswärtiges Amt) geben gegenüber dem britischen Botschafter Goschen Russland die Schuld für die Eskalation.[269]
- St. Petersburg 12 Uhr (Ortszeit[91]): deutsches Ultimatum läuft ab.
- Nikolaus II. an Wilhelm II.: Wünscht deutsche Garantie, dass Mobilmachung nicht identisch mit Krieg sei: „Verstehe, dass Du gezwungen bist, mobil zu machen, aber ich wünsche von Dir dieselbe Garantie zu erhalten, wie ich sie Dir gegeben habe, dass diese Massnahmen n i c h t Krieg bedeuten und dass wir fortfahren werden, zu verhandeln“[270] In der Antwort vom selben Tage gibt Wilhelm II. diese Garantie nicht und fordert von Russland ohne Gegenleistung, die Mobilmachung zurückzunehmen.[271]
- Berlin: In Form der später so genannten Balkonrede verkündet Kaiser Wilhelm dem deutschen Volk die Generalmobilmachung, mit der Erklärung: "Neider überall zwingen uns zur gerechten Verteidigung. Man drückt uns das Schwert in die Hand."[272]
- Paris 15:55 Uhr: französische Generalmobilmachung befohlen.[273]

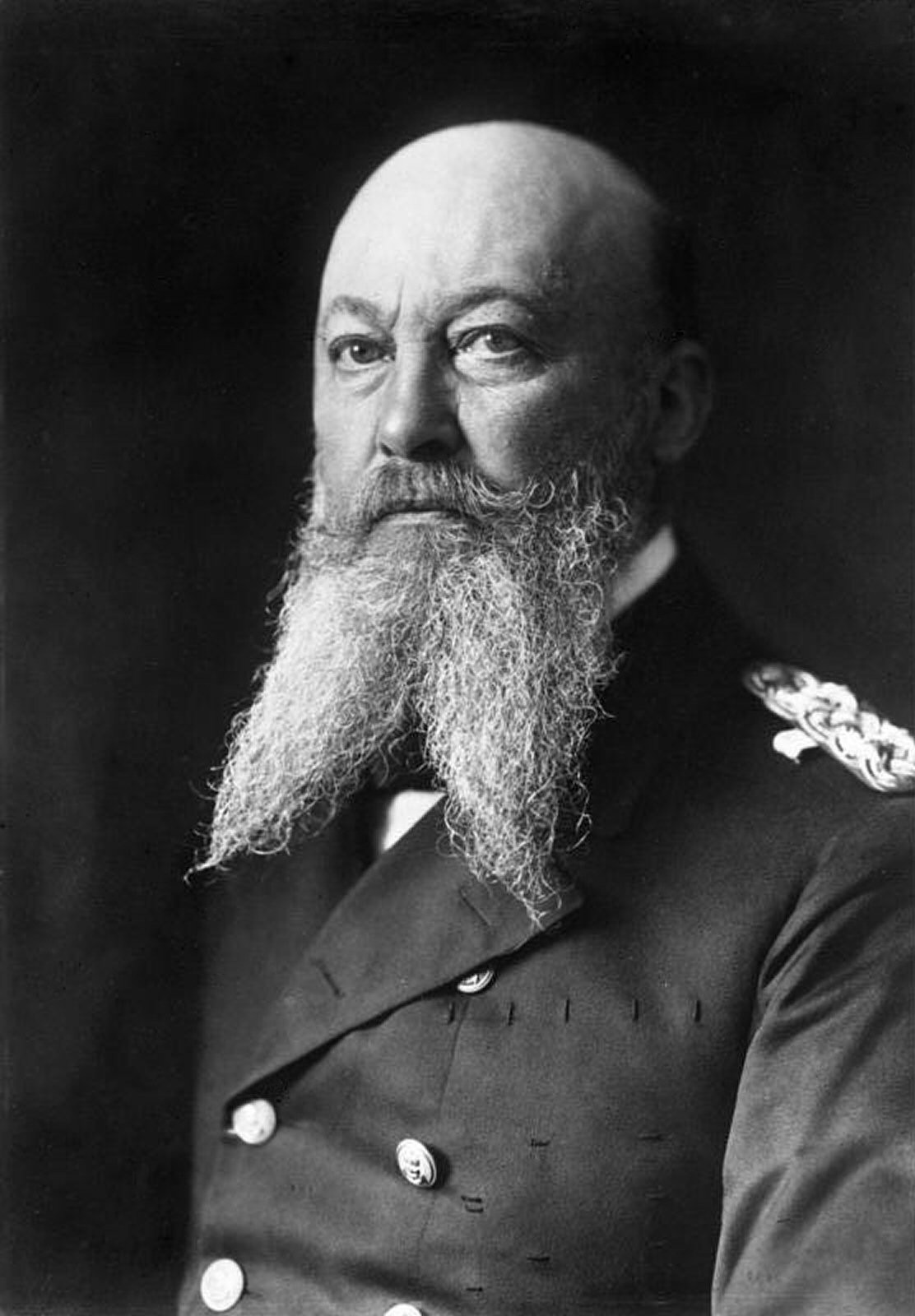
Alfred von Tirpitz: Großadmiral, Staatssekretär des Reichsmarineamtes

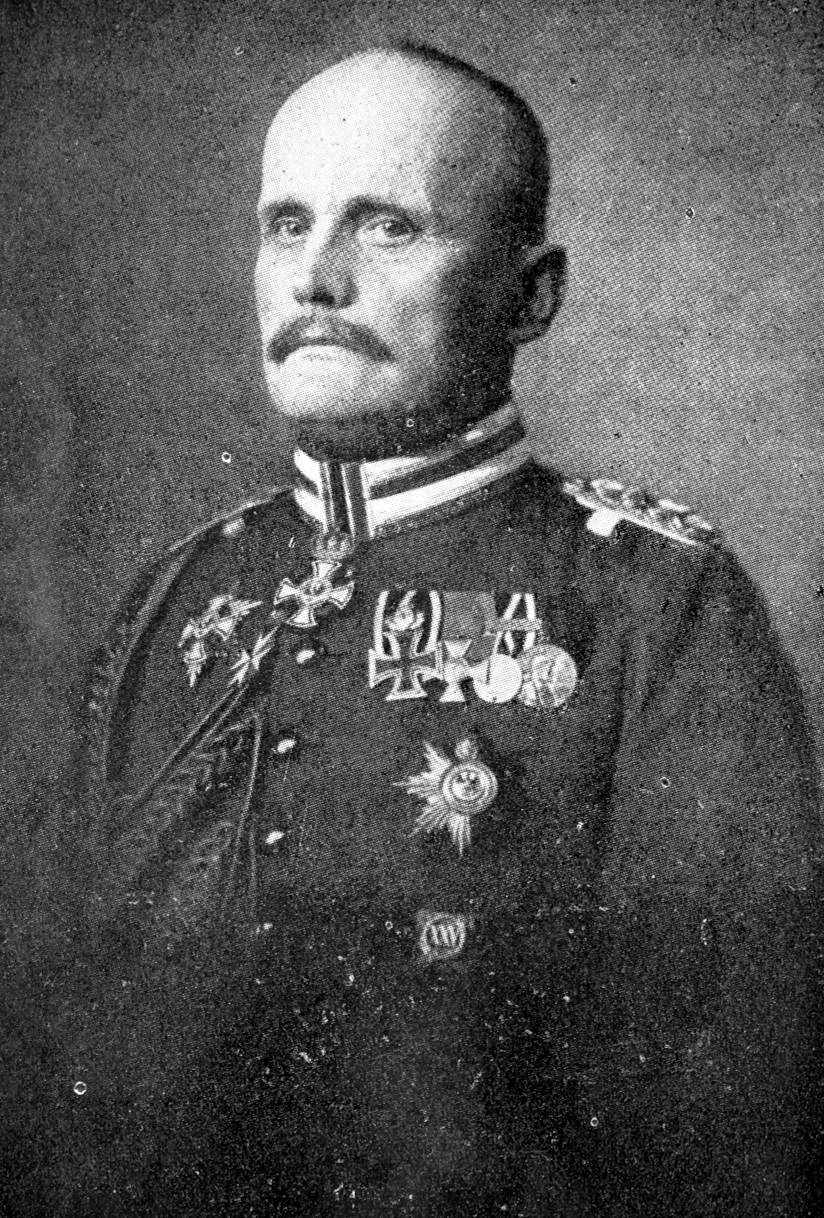
Chef des Militärkabinetts Moriz von Lyncker

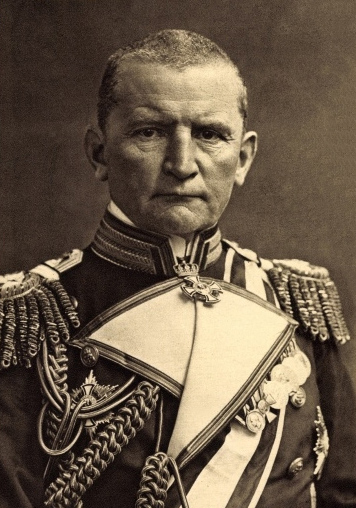
Chef des Marinekabinetts Georg Alexander von Müller

- Berlin 17 Uhr: Besprechung im Berliner Stadtschloss (Wilhelm II., Reichskanzler Bethmann Hollweg, Kriegsminister Falkenhayn, Generalstabschef Moltke, Chef des Militärkabinetts Lyncker, Großadmiral Tirpitz, später dazukommend: Chef des Marinekabinetts Müller, Staatssekretär des Äußeren Jagow). Wilhelm II. unterschreibt Generalmobilmachung, erster Mobilmachungstag ist der 2. August. Nach der Unterzeichnung ergibt sich aufgrund einer (Fehl-)Meldung Lichnowskys aus London die Hoffnung auf englische Neutralität, britische Bedingung: keine Feindseligkeiten gegen Frankreich, London wolle dann auch auf Frankreich mäßigend einwirken. Wilhelm II., unterstützt von Bethmann Hollweg, fordert nun, den Westaufmarsch zu unterbinden und das Heer nach Osten zu schicken, was Moltke als unmöglich bezeichnet: „Das können wir nicht, wenn das geschieht, bringen wir die ganze Armee durcheinander und begeben uns jeder Erfolgschance. Ausserdem sind unsere Patrouillen schon in Luxemburg eingerückt und die Division in Trier folgt gleich nach.“ Obwohl Moltke außer sich ist, lässt der Kaiser den Befehl widerrufen, in Luxemburg einzurücken.[274]
- Berlin 12:52 Uhr: Text der Kriegserklärung geht an Botschafter Pourtalès in St. Petersburg mit der Maßgabe, diese um 17 Uhr MEZ zu überreichen.[275]
- St. Petersburg 19 Uhr Ortszeit:[91] Botschafter Pourtalès übergibt deutsche Kriegserklärung.[276]
- London: Außenminister Grey gibt dem französischen Botschafter Cambon noch keine Zusage für eine britische Intervention,[277] Nicolson und Grey versprechen aber den Schutz der französischen Küste durch die britische Flotte.[278]
- 17 Uhr London:[84] Grey erklärt dem deutschen Botschafter Lichnowsky, dass die britische Regierung keine bestimmte Erklärung zur eigenen Neutralität abgeben könne. Eine Nichtbeachtung der belgischen Neutralität würde es der britischen Regierung erschweren, eine gegenüber Deutschland freundliche Neutralität einzunehmen.[279]
- Berlin 23 Uhr: Angebliche Zusage Großbritanniens erweist sich aufgrund Meldung von Lichnowsky als Missverständnis, der Kaiser gibt Moltke freie Hand für die Fortführung des Angriffs auf Frankreich über Belgien und Luxemburg.[280]
- Tagebuch-Eintrag Admiral von Müllers: „Stimmung glänzend. Die Regierung hat eine glückliche Hand gehabt, uns als die Angegriffenen hinzustellen.“[281]
- Paris 23 Uhr: Nachricht über Kriegserklärung Deutschlands an Russland trifft ein. Der russische Botschafter in Paris, Iswolski, teilt dies um 23:30 Uhr Präsident Poincaré mit, der „in ganz kategorischer Form“ erklärt, dass „ebenso wie er selbst auch der gesamte Ministerrat fest entschlossen sei, auf das Genaueste die aus dem Bündnisvertrag auf Frankreich fallenden Verpflichtungen zu erfüllen […] Auf Grund der Verfassung braucht die Regierung zur Kriegserklärung einen Beschluss des Parlaments, dessen Einberufung mindestens zwei Tage erfordert. Obwohl Poincaré an diesem Beschluss nicht zweifelt, zöge er es vor, öffentliche Debatten über die Anwendung des Bündnisvertrages zu vermeiden; deshalb und aus hauptsächlich England betreffenden Erwägungen wäre es besser, wenn die Kriegserklärung nicht von Frankreich, sondern von Deutschland ausginge“.[282] Der Ministerrat bestätigt diese Haltung in nächtlicher Sitzung, was Poincaré Iswolski um 3 Uhr morgens (2. August) mitteilt.[283]

### 2. August (Sonntag)

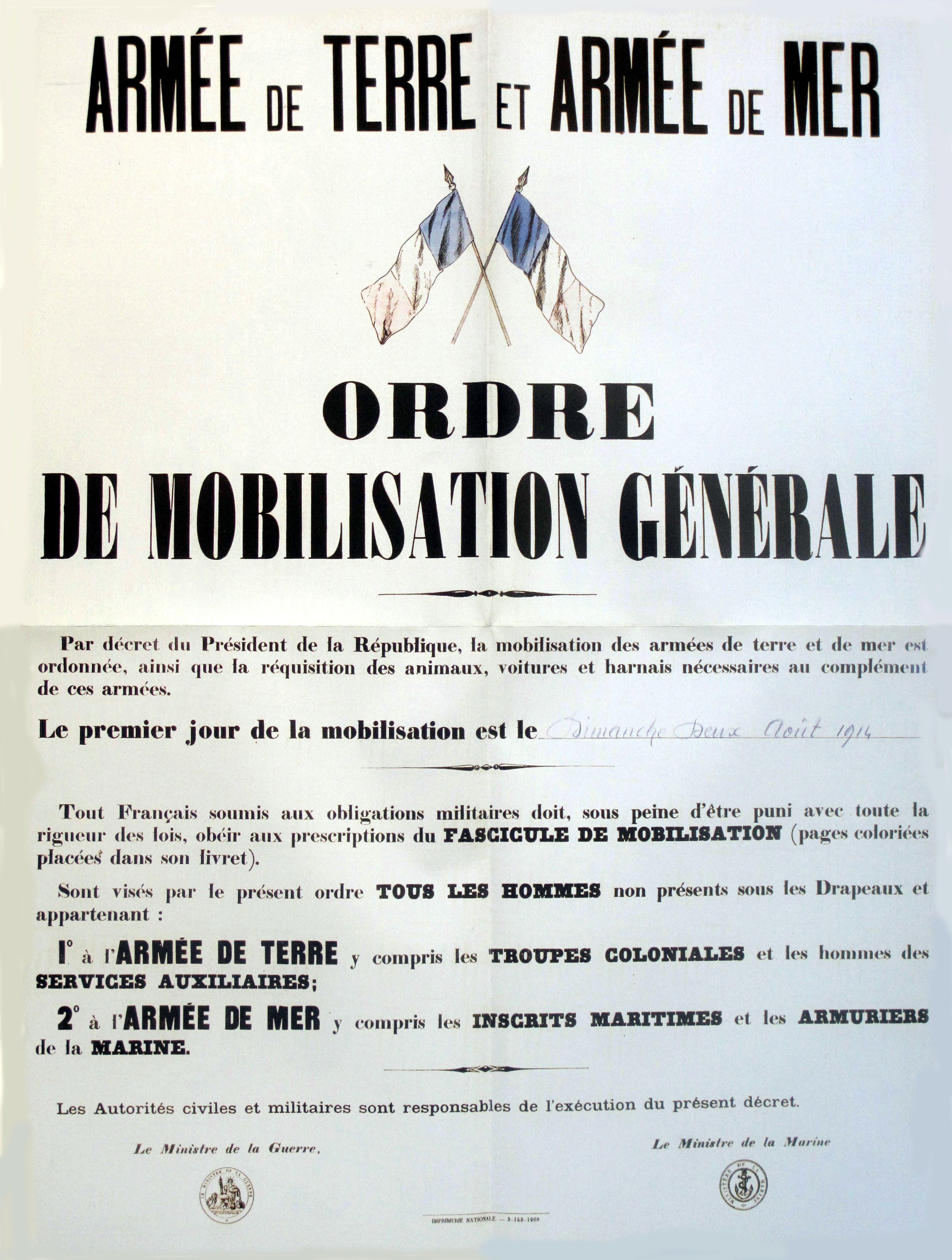
Französische Generalmobilmachung, handschriftlich ist der 2. August als erster Mobilmachungstag eingetragen

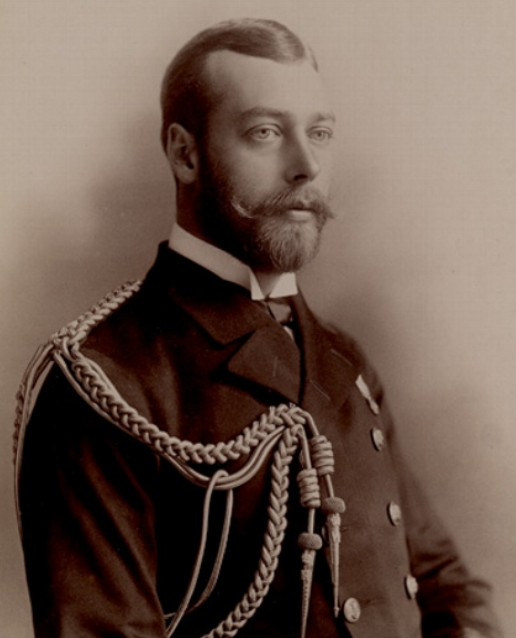
Georg V., britischer König

- Erster Mobilmachungstag in Deutschland und Frankreich. Gemäß dem Schlieffen-Plan marschieren sieben der acht deutschen Armeen im Westen auf (davon zwei Armeen defensiv, fünf im offensiven Schwenkungsflügel). Ihnen stehen zunächst fünf französische Armeen gegenüber.
- 7 Uhr: deutsche Truppen rücken in Luxemburg ein.
- Reichskanzler Bethmann Hollweg an Botschafter Tschirschky: „Wir erwarten von Österreich Erfüllung seiner Bundespflichten und sofortiges tatkräftiges Eingreifen gegen Russland“.[284]
- 10 Uhr Berlin: Besprechung bei Wilhelm II., anwesend der Reichskanzler, Generalstabschef Moltke, Generaladjutant Plessen, Großadmiral Tirpitz. Disput über die Notwendigkeit einer Kriegserklärung an Frankreich. Einmarsch in Belgien steht bevor, nach Meinung der Militärs ist eine Kriegserklärung nicht notwendig. Der Reichskanzler meint, ohne Kriegserklärung an Frankreich könne die Sommation [das Ultimatum] an Belgien nicht übergeben werden (bzgl. Durchmarsch durch Belgien). Der Reichskanzler wird beauftragt, Großbritannien über Durchmarsch zu informieren, wobei nach Auffassung Berlins die Integrität Belgiens gewährleistet bleibe.[285]
- 10 Uhr, Joncherey, Territoire de Belfort: eine noch vor der Kriegserklärung (3. August) auf französisches Territorium eingedrungene deutsche Patrouille wird in ein Gefecht verwickelt, es fällt der erste deutsche und französische Soldat im Krieg, Albert Mayer und Jules-André Peugeot.
- Lichnowsky meldet aus London, dass die Verletzung belgischen Gebiets bei der Frage einer Intervention Großbritanniens entscheidend sein werde.[286]
- Britischer Botschafter Goschen spricht im deutschen Auswärtigen Amt mit verschiedenen Vermittlungsvorschlägen vor, wird aber abgewiesen.[287]
- Anweisung an den deutschen Botschafter in Brüssel, Below: Sommation (Ultimatum) an Belgien ist um 20 Uhr an die belgische Regierung zu überreichen, eine Antwort sei innerhalb 12 Stunden – bis 8 Uhr am 3. August – zu verlangen. Einem angeblichen Angriff französischer Truppen solle durch einen deutschen zuvorgekommen werden, man hoffe auf Verständnis und Duldung (wohlwollende Neutralität).[288]
- Mit einer obskuren Meldung versucht Berlin ernsthaft gegenüber Brüssel, Den Haag und London eine Grenzverletzung zu konstruieren: „80 französische Offiziere in preussischer Offiziersuniform“ hätten versucht, die deutsche Grenze zu überschreiten. Das Foreign Office in London stuft die Meldung als Scherz ein, was den deutschen Botschaftssekretär entrüstet.[289]
- Deutsche Sprachregelung zum Angriff auf Belgien an die europäischen Botschaften wird ausgegeben: französische Streitkräfte marschieren an belgischer Grenze auf, Belgien könne französischen Vormarsch nicht hindern, Deutschland sei „im Interesse der Selbsterhaltung gezwungen, ebenfalls belgisches Gebiet zu betreten“.[290]
- Zar Nikolaus II. an den britischen König Georg V.: Der Zar berichtet von der Übergabe der Kriegserklärung „heute nachmittag“ und fasst die Julikrise aus seiner Sicht zusammen: „Seit der Überreichung des Ultimatums in Belgrad hat Russland dauernd Anstrengungen gemacht, um irgendeine friedliche Lösung der durch die österreichische Aktion aufgeworfenen Frage zu finden. Der Gegenstand der Aktion war, Serbien zu zerschmettern und es zu einem Vasallen Österreichs zu machen. Das Ergebnis wäre gewesen, dass das Gleichgewicht der Kräfte auf dem Balkan erschüttert würde, das für mein Reich von so vitalem Interesse ist, ebenso wie für diejenigen Mächte, die das Gleichgewicht der Kräfte in Europa aufrechtzuerhalten wünschen. Jeder gemachte Vorschlag, einschliesslich des Vorschlages Deiner Regierung, wurde von Deutschland und Österreich zurückgewiesen, und erst als der günstigste Moment, um einen Druck auf Österreich auszuüben, vorbei war, zeigte Deutschland einige Neigung, zu vermitteln. Aber selbst dann machte es keinen bestimmten Vorschlag. / Österreichs Kriegserklärung an Serbien zwang mich, eine Teilmobilmachung zu verfügen, obwohl meine militärischen Berater angesichts der bedrohlichen Lage dringend zu einer allgemeinen Mobilmachung rieten, wegen der Schnelligkeit, mit der Deutschland im Vergleich zu Russland mobil machen kann. Ich musste dann diesen Weg eingeschlagen, infolge der Vervollständigung der österreichischen Mobilmachung, des Bombardements von Belgrad, der Zusammenziehung von österreichischen Truppen in Galizien und der in Deutschland geheim getroffenen Vorbereitungen. Dass ich berechtigt war, so zu handeln, wird durch Deutschlands plötzliche Kriegserklärung bewiesen, die mir ganz unerwartet kam, da ich Kaiser Wilhelm ganz kategorische Erklärung gegeben hatte, dass meine Truppen sich nicht in Bewegung setzen würden, solange die Vermittlungsverhandlungen andauerten. / In dieser feierlichen Stunde möchte ich Dir noch einmal versichern, dass ich alles getan habe, was in meiner Macht lag, um den Krieg abzuwenden. Jetzt, da er mir aufgezwungen worden ist, vertraue ich darauf, dass Dein Land nicht verfehlen wird, Frankreich und Russland in ihrem Kampfe für die Aufrechterhaltung des Gleichgewichts der Kräfte in Europa zu unterstützen.“[291]
- Der russische Außenminister Sasonow an den russischen Botschafter in London, Benckendorff: „Deutschland ist offensichtlich bestrebt, die Verantwortung für den Bruch auf uns abzuwälzen […] Seine Majestät der Kaiser hatte ich dem deutschen Kaiser gegenüber mit seinem Worte verpflichtet, dass er keine herausfordernde Handlungen unternehmen würde, solange die Verhandlungen mit Österreich andauerten. Nach einer solchen Bürgschaft und nach allen Beweisen der Friedensliebe Russlands hatte Deutschland nicht das Recht und die Möglichkeit, an unserer Erklärung zu zweifeln, dass wir mit Freude jeden friedlichen Ausweg annehmen würden, der mit der Würde und der Unabhängigkeit Serbiens vereinbar wäre. Ein anderer Ausweg wäre mit unseren eigenen Würde völlig unvereinbar gewesen und hätte natürlich das Gleichgewicht Europas erschüttert, indem er die Hegemonie Deutschlands bestätigt hätte. Dieser europäische, universale Charakter des Konflikts ist unendlich viel wichtiger als der Anlass, der ihn hervorgerufen hat.“[292]
- Britisches Kabinett: Gegen Entsendung von Truppen auf den Kontinent, die Verletzung der Neutralität Belgiens wäre jedoch der casus belli. Ein Angriff der deutschen Flotte auf die französische Nordküste würde ein Eingreifen der britischen Flotte zur Folge haben.[293]
- 17:30 Uhr (Ausgang) Telegramm von Staatssekretär Jagow an deutschen Botschafter in London, Lichnowsky: Der Einmarsch in Belgien wird angekündigt, da Frankreich an der Grenze zu Belgien größere Truppenmassen zusammengezogen habe. Belgien werde im Falle wohlwollender Neutralität nach dem Krieg volle Integrität und Schadenersatz erhalten.[294]
- Reichskanzler Bethmann Hollweg fasst den Verlauf der Krise aus seiner Sicht für den Botschafter in London, Lichnowsky, zusammen (stilistisch fordert die nervliche Anspannung offensichtlich ihren Tribut): „Russland hat gesamte Wehrmacht während schwebender Verhandlungen mobilisiert, ohne amtliche Mitteilung an uns und ohne Hinzufügung, dass Massregel nicht gegen uns gerichtet, obwohl wir vorher freundschaftlich, aber ernst darauf hingewiesen hatten, dass Mobilisation gegen uns ernste Gegenmassregeln erzwingen würde, und obwohl Russland wiederholt feierlichst erklärt hatte, es beabsichtige nichts gegen uns. Erst am Nachmittage ersten russischen Mobilmachungstages telegraphierte Zar Sr. M [Wilhelm II.], das er persönlich Unterlassung jeder feindlichen Handlung gegen uns verbürge. Widerspruch zwischen den nicht anzuzweifelnden Erklärungen des Zaren und Handlungen seiner Regierung im ganzen Verlauf der Krisis so offenkundig und Haltung der Regierung trotz entgegenstehender Versicherung faktisch so unfreundlich, dass wir uns trotz Versicherung Zaren durch Gesamtmobilisierung schwer provoziert fühlen mussten […] Empörung unserer öffentlichen Meinung über russische Mobilmachung so gross, dass Ablehnung der geforderten Demobilisierung als feindlicher, Kriegszustand begründender Akt konstatiert werden müsste, wenn wir nicht nationale Ehre preisgeben wollten“.[295]

## 32. Kalenderwoche

### 3. August (Montag)

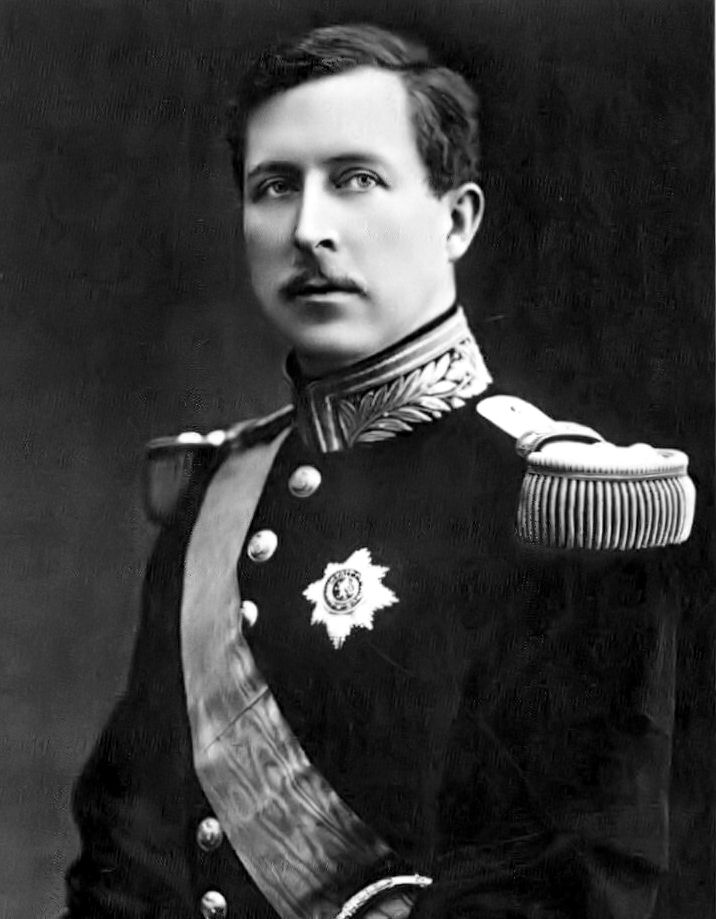
Albert I. von Belgien

- Brüssel, 7 Uhr: Ablehnung des deutschen Ultimatums an Belgien durch belgische Regierung und König Albert. Eingang der Meldung von Botschafter Below in Berlin um 13:10 Uhr.[296][297]
- 13:05 Uhr, Telegramm von Reichskanzler Bethmann Hollweg an Botschafter Schoen in Paris: Der Reichskanzler führt einen angeblichen Grenzübertritt französischer Truppen sowie französische Fliegerangriffe an (u. a. das erfundene Flugzeug von Nürnberg). Ähnliches lässt der Reichskanzler über den britischen Botschafter Goschen an den britischen Außenminister Grey mitteilen[298] und folgert daraus „Frankreich hat uns somit in Kriegszustand gesetzt. Bitte Ew. Ez. [Schoen], vorstehendes heute nachmittag 6 Uhr dortiger Regierung mitteilen, Ihre Pässe fordern und nach Übergabe der Geschäfte an amerikanische Botschaft abreisen“.[299] (Gleichbedeutend mit Kriegserklärung).
- Generalstabschef Moltke an Staatssekretär Jagow: Belgien muss am 4. August um 6 Uhr morgens von der Ausführung der „als unumgänglich notwendig dargelegten Sicherheitsmassregeln gegen französische Bedrohung, wenn es sein muss mit Waffengewalt“ informiert werden, da „unsere Truppen bereits morgen früh belgischen Boden betreten werden“.[300] Weitergabe an den deutschen Botschafter in Brüssel, Below, abends 22:35 Uhr.[301]
- Reichskanzler Bethmann Hollweg an deutschen Botschafter in London, Lichnowsky: „Bitte Sir Edward Grey sagen, dass, wenn wir zur Neutralitätsverletzung von Belgien schritten, wir dazu durch die Pflicht der Selbsterhaltung gezwungen würden. Wir befänden uns in militärischer Zwangslage. Die unselige russische Mobilmachung hätte uns, die wir bis dahin militärisch uns auf die dringendsten militärischen Defensivmassregeln beschränkt hätten, plötzlich in die Gefahr gesetzt […] von den Fluten von Ost und West verschlungen zu werden. […] Es liege keine absichtliche Verletzung des Völkerrechtes vor, sondern die Tat eines Menschen, der um sein Leben kämpft.“[302]
- London: 1. Kabinettssitzung: Rücktritt von John Morley, John Simon, dem Earl Beauchamp und John Burns als Gegner einer Intervention (teilweise später wieder zurückgenommen).[303] Mobilmachung der Armee.
- 15 Uhr[84] Rede Außenminister Greys im House of Commons (Unterhaus): Pflicht Großbritanniens, Souveränität Belgiens zu wahren.[304]
- Zweite britische Kabinettssitzung des Tages: Ultimatum an Deutschland.
- 18 Uhr: Botschafter Schoen übergibt weisungsgemäß (s. o. 13:05 Uhr) in Paris die deutsche Kriegserklärung an Frankreich.

### 4. August (Dienstag)

Der britische Botschafter in Berlin, Edward Goschen

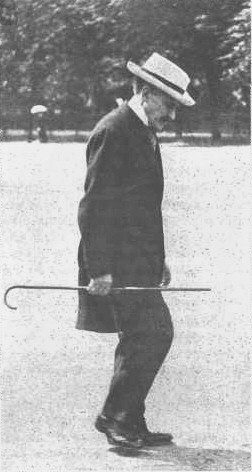
Karl Max Fürst Lichnowsky nach der britischen Kriegserklärung an das Deutsche Reich im August 1914 im Londoner Hyde Park

- Früh morgens: Deutsche Truppen rücken in Belgien ein.
- Staatssekretär Jagow an Botschafter in London, Lichnowsky: Versicherung: Deutschland will sich kein belgisches Gebiet aneignen, Hollands Neutralität wird beachtet.[305]
- Auf eine Anfrage Österreichs, ob man den (angeblichen) „russischerseits erfolgten Angriff auf Deutschland auch für die [k.u.k.] Monarchie als direkte Folge des Allianzvertrages als Kriegsgrund anführen könnte.“,[306] antwortet Reichskanzler Bethmann Hollweg verärgert: „Wir sind durch Österreichs Vorgehen gezwungen, den Krieg zu führen, und können erwarten, dass Österreich diese Tatsache nicht zu verdunkeln sucht, sondern offen bekundet, dass drohender Eingriff (Mobilmachung gegen Österreich) in serbischen Konflikt Österreich zum Kriege zwingt.“[307]
- London 14 Uhr:[84] Telegramm von Außenminister Grey an den britischen Botschafter in Berlin, Goschen: London fordert „bis 12 Uhr nachts eine befriedigende Antwort“ (also bis 24 Uhr Ortszeit Berlin, 23 Uhr Ortszeit in London) wie sie Paris auf das gleichzeitig am 31. Juli in Berlin und Paris gestellte Ersuchen gegeben hat, die Neutralität Belgiens solange zu achten, als keine andere Macht sie verletzt. Zudem wird auf das Ersuchen vom 4. August morgens 9:30 Uhr verwiesen: „Seine Majestät Regierung sieht sich genötigt, gegen diese Verletzung eines Vertrages, an den Deutschland gemeinsam mit uns gebunden ist, Einspruch zu erheben, und muss eine Zusicherung verlangen, dass die an Belgien gestellte Forderung nicht weiter verfolgt werden [sic] und dass Deutschland die Neutralität Belgiens achten wird.“ Wenn Deutschland dies verweigere „sind Sie [Goschen] angewiesen, Ihre Pässe zu fordern und zu erklären, dass Seiner Majestät Regierung sich verpflichtet fühlt, alle in ihrer Macht stehenden Schritte zur Aufrechterhaltung der Neutralität Belgiens und zur Innehaltung eines Vertrages zu tun, an den Deutschland ebensosehr gebunden ist wie wir selbst.“[308]
- Berlin 15:30 Uhr: Reichskanzler Bethmann Hollweg spricht vor dem Reichstag: Russische Mobilmachung zwinge zum Krieg. Anschließend werden die Kriegskredite sofort und einstimmig – auch mit den Stimmen der SPD – beschlossen.[309]
- Großbritannien fordert Belgien, Norwegen und die Niederlande auf, gegebenenfalls ihre Neutralität zu verteidigen.[310]
- Berlin 16 Uhr: Staatssekretär Jagow erklärt dem britischen Botschafter Goschen, dass die Zusicherung der Wahrung belgischer Neutralität nicht möglich sei, da deutsche Truppen schon morgens die belgische Grenze überschritten haben, „jeder anders angesetzte Angriff hätte zuviel Zeit erfordert und Russland instand gesetzt, Truppen zusammenzuziehen.“[311]
- Berlin 19 Uhr: Der britische Botschafter Goschen überreicht Staatssekretär Jagow das britische Ultimatum, befristet bis Mitternacht.[312]
- London, Telegramm nach Wien, Ausgang 19:27 Uhr:[84] der k.u.k. Botschafter Mensdorff berichtet von Gespräch mit Grey: „Sir E. Grey sagte mir, er sei ganz verzweifelt über die Notwendigkeit eines Krieges, aber belgische Frage sei von vitalstem Interesse für England.“ Der Krieg zwischen Österreich und Serbien sowie Russland sei für Großbritannien in den Hintergrund getreten, „es handele sich um Vorherrschaft im Westen […] wenn Belgien von Deutschland niedergeworfen werde, bedeute es das Ende der Unabhängigkeit Belgiens, Hollands, Dänemarks, vielleicht auch Schwedens und Norwegens, vitalster Interessen Englands. Überdies könne man Ignorieren der Verträge europäischer Politik nicht zulassen, und Deutschland habe ganzen Feldzugsplan aufgebaut auf Verletzung eines Vertrages, den es mit unterschrieben hat.“[313]
- Britischer Außenminister Grey an russischen Botschafter Benckendorff: Befürchtungen wegen der Haltung Schwedens, Deutschland könne es eventuell ultimativ auffordern, Russland den Krieg zu erklären, was durchaus erfolgversprechend sein könne.[314]
- London, später Abend: Außenminister Grey teilt dem deutschen Botschafter Lichnowsky mit, dass sich Seiner Majestät Regierung aufgrund der Antworten Berlins „ab heute 11 Uhr abends als im Kriegszustand mit Deutschland befindlich betrachtet. Ich beehre mich, hier die Pässe für Euere Exzellenz, sowie für die Familienangehörigen und das Personal Euerer Exzellenz beizulegen.“[315]
- Berlin 24 Uhr: Unterredung von Reichskanzler Bethmann Hollweg mit dem britischen Botschafter Goschen. Der Reichskanzler weigert sich wiederum, Belgiens Neutralität zu beachten. Deutschland gehe nach Ansicht des Reichskanzlers den einzigen möglichen Weg, um das Reich vor Unheil zu bewahren. Er beklagt, dass Großbritannien einen Krieg eingehe wegen des Vertrages über die belgische Neutralität, den Bethmann Hollweg bei dieser Gelegenheit als „ein Fetzen Papier“ bezeichnet. Goschen verlangt seine Pässe.[316]

## Personenverzeichnis
(in der Chronik erwähnte Personen und deren Funktionen während der Julikrise)
A
- Albert I., belgischer König

B
- Albert Ballin, deutscher Großreeder
- Claus von Below-Saleske, deutscher Botschafter in Belgien
- Alexander Konstantinowitsch Benckendorff, russischer Botschafter in London
- Leopold Berchtold, k.u.k. Gemeinsamer Minister des Äußeren
- Philippe Berthelot, stellvertretender Direktor im französischen Außenministerium
- Francis Bertie, britischer Botschafter in Paris
- Theobald von Bethmann Hollweg, deutscher Reichskanzler
- Jean-Baptiste Bienvenu-Martin, französischer Justizminister, während des Staatsbesuchs der französischen Regierung in St. Petersburg Vertreter von Premierminister René Viviani und amtierender Außenminister (vom 15. bis 29. Juli 1914)
- Leon Biliński, k.u.k Finanzminister und Administrator von Bosnien und Herzegowina
- Arkadi Nikolajewitsch Bronewski, russischer Geschäftsträger in Berlin
- George William Buchanan, britischer Botschafter in St. Petersburg
- Maurice de Bunsen, britischer Botschafter in Wien
- Stephan Burián, Minister a latere (Minister am königlich ungarischen Hoflager in Wien)

C
- Jules Cambon, französischer Botschafter in Berlin
- Sophie Chotek von Chotkowa, Gattin von Franz Ferdinand von Österreich-Este, Thronfolger von Österreich-Ungarn, umgekommen beim Attentat von Sarajevo
- Franz Conrad von Hötzendorf, Chef des k.u.k. Generalstabes; da der Name allgemein schon zeitgenössisch zur Verwirrung führte, ließ der Generalstab in der Wiener Reichspost vom 12. September 1914 festhalten, dass „der Familienname des Chefs unseres Generalstabes ‚Conrad‘ ist, daß sich G. d. I. Freiherr v. Conrad immer nur ‚Conrad‘ unterfertigt und sich nie mit seinem Adelsprädikat nennt.“[317]
- Eyre Crowe, Hilfsunterstaatssekretär für auswärtige Angelegenheiten im Foreign Office, dort einer der führenden Experten für Deutschland

D
- Clemens von Delbrück, Vizekanzler und Staatssekretär des Reichsamtes des Innern

F
- Erich von Falkenhayn, preußischer Kriegsminister und General der Infanterie
- Franz Ferdinand von Österreich-Este, Thronfolger von Österreich-Ungarn, umgekommen beim Attentat von Sarajevo
- Aimé Joseph de Fleuriau, französischer Geschäftsträger in London
- Hans von Flotow, deutscher Botschafter in Rom
- Franz Joseph I., Kaiser von Österreich, Apostolischer König von Ungarn

G
- Georg V., britischer König
- Wladimir Giesl von Gieslingen, k.u.k. Gesandter in Belgrad
- Edward Goschen, britischer Botschafter in Berlin
- Edward Grey, britischer Außenminister

H
- Franz Conrad von Hötzendorf, Chef des k.u.k. Generalstabes; da der Name allgemein schon zeitgenössisch zur Verwirrung führte, ließ der Generalstab in der Wiener Reichspost vom 12. September 1914 festhalten, dass „der Familienname des Chefs unseres Generalstabes ‚Conrad‘ ist, daß sich G. d. I. Freiherr v. Conrad immer nur ‚Conrad‘ unterfertigt und sich nie mit seinem Adelsprädikat nennt.“[317]

I
- Alexei Alexejewitsch Ignatjew, russischer Militärattaché in Frankreich
- Alexander Petrowitsch Iswolski, russischer Botschafter in Paris

J
- Gottlieb von Jagow, Staatssekretär des deutschen Auswärtigen Amtes (gleichbedeutend mit Außenminister)
- Joseph Joffre, Befehlshaber der französischen Armee

K
- Karl Kailer von Kaltenfels, k.u.k. Konteradmiral
- Alexander von Krobatin, Kriegsminister von Österreich-Ungarn.
- Nikolai Alexandrowitsch Kudaschew, russischer Geschäftsträger in Wien
- Anatoli Nikolajewitsch Krupenski, russischer Botschafter in Rom

L
- Karl Max von Lichnowsky, deutscher Botschafter in Großbritannien
- Moriz von Lyncker, Chef des Militärkabinetts Wilhelm II.

M
- Pierre de Margerie, politischer Direktor im französischen Außenministerium (Directeur des Affaires politiques et commerciales)
- Albert von Mensdorff-Pouilly-Dietrichstein, k.u.k. Botschafter in London
- Kajetan Mérey, k.u.k. Botschafter in Rom
- Adolphe Messimy, französischer Kriegsminister
- Helmuth Johannes Ludwig von Moltke, Chef des deutschen Großen Generalstabes.
- Georg Alexander von Müller, Chef des Marinekabinetts

N
- Victor Naumann, deutscher Publizist und Schriftsteller
- Arthur Nicolson, britischer Unterstaatssekretär für auswärtige Angelegenheiten (Foreign Office)
- Nikolaus II., Zar von Russland.

P
- Maurice Paléologue, französischer Botschafter in St. Petersburg
- Nikola Pašić, serbischer Ministerpräsident
- Hans von Plessen, diensttuender Generaladjutant Wilhelm II. und Kommandant des kaiserlichen Hauptquartiers
- Raymond Poincaré, französischer Staatspräsident
- Oskar Potiorek, k.u.k. Landeschef für Bosnien und Herzegowina, General
- Friedrich Pourtalès, deutscher Botschafter in St. Petersburg

R
- Franz von Reichenau, deutscher Ministerresident (Botschafter) in Stockholm
- Kurt Riezler, Vertrauter und Mitarbeiter von Reichskanzler Theobald von Bethmann Hollweg

S
- Sergei Dmitrijewitsch Sasonow, russischer Außenminister
- Nikolai Nikolajewitsch Schebeko, russischer Botschafter in Wien
- Moritz Fabianowitsch Schilling, Direktor der Kanzlei des russischen Außenministeriums
- Wilhelm von Schoen, deutscher Botschafter in Paris
- Karl Stürgkh, österreichischer k.k. Ministerpräsident
- Wilhelm von Stumm, Dirigent der politischen Abteilung des deutschen Auswärtigen Amtes
- Friedrich von Szápáry, k.u.k. Botschafter in St. Petersburg.
- Miklós Szécsen, k.u.k. Botschafter in Paris
- Ladislaus von Szögyény-Marich, k.u.k. Botschafter in Berlin

T
- Alfred von Tirpitz, Großadmiral, Staatssekretär des Reichsmarineamtes
- István Tisza, ungarischer Ministerpräsident
- Heinrich von Tschirschky, deutscher Botschafter in Wien

V
- Francis Villiers, britischer Botschafter in Brüssel
- René Viviani, französischer Regierungschef (Président du Conseil)

W
- Georg von Waldersee, Oberquartiermeister im Großen Generalstab in Berlin
- Friedrich von Wiesner, Sektionsrat im k.u.k. Außenministerium
- Wilhelm II., deutscher Kaiser

Z
- Hans Zenker, Marineoffizier
- Arthur Zimmermann, Unterstaatssekretär im Auswärtigen Amt, vertrat in der Anfangsphase der Julikrise den abwesenden Staatssekretär (de facto Außenminister) Gottlieb von Jagow